# ひとりでできるもん!
『ひとりでできるもん!』は、NHK教育テレビジョンで1991年4月1日から2006年3月31日まで放送された、幼児から小学校中学年向けの料理をメインとした教育番組。

## 概要
1990年11月4日にパイロット版を放送。1991年4月1日からシリーズ化し、ドラマ仕立ての内容で2年ごと（第1シリーズのみ3年）に主人公を変えながら放映された。当初は小学生の視聴者向けに、実際に小学生が料理をすることで簡単な料理を教える番組だったが、1998年度から2001年度の2シリーズは基本的な家事全般に範囲を拡大した。しかし、2002年度以降は料理専門に戻った。
テレビ番組で小さな子供に包丁や火を使わせること自体がタブーだったこの時代にあって、小学生向けの料理番組という意表を突いた新しいジャンルを切り開いた番組である。単に調理方法を指導するだけではなく、ミュージカル仕立てで料理方法を紹介したり、当時はまだ珍しいCGを使ったRPG風のゲームコーナーで料理や食品に対する簡単なクイズを出題するなど、子供の興味を引くような工夫が随所にあったのが、注目度を向上させた理由である。
すでに一般家庭に普及し売り上げが鈍化していた電子レンジが、この番組の影響で売り上げを伸ばすこととなり、1993年初めには小学生による調理を意識した操作ボタンが少ない簡単操作に特化した電子レンジの新商品が発売され人気を博した。
音楽は第3シリーズを除き、ほとんどの楽曲を池毅が制作しており、最終的に800曲以上を番組に提供した。
放送ライブラリーでは1991年4月1日、1992年4月6日、2000年10月9日の各放送分が公開されている。
2023年5月12日に「Eテレタイムマシン」にて第1シリーズがアンコール放送された。

## 放送時間
特記以外は月曜 - 金曜に放送。
| 期間         | 期間          | 放送時間（日本時間） | 放送時間（日本時間）      | 放送分 | 放送分 |
| 期間         | 期間          | 朝                   | 夕                        | 放送分 | 放送分 |
| ------------ | ------------- | -------------------- | ------------------------- | ------ | ------ |
| 1991年4月1日 | 1992年4月3日  | 8:00 - 8:15          | 16:45 - 17:00             | 15分   |        |
| 1992年4月6日 | 1993年4月2日  | 8:10 - 8:25          | 16:10 - 16:25             | 15分   |        |
| 1993年4月5日 | 1994年4月2日  | 8:00 - 8:15          | 月曜 - 土曜 17:30 - 17:45 | 15分   |        |
| 1994年4月4日 | 1995年3月31日 | 8:05 - 8:20          | 16:40 - 16:55             | 15分   |        |
| 1995年4月3日 | 1998年4月3日  | 8:05 - 8:20          | 16:35 - 16:50             | 15分   |        |
| 1998年4月6日 | 1999年4月2日  | 7:50 - 8:05          | 16:35 - 16:50             | 15分   |        |
| 1999年4月5日 | 2000年3月31日 | 7:31 - 7:46          | 17:16 - 17:31             | 15分   |        |
| 2000年4月3日 | 2001年3月30日 | 7:31 - 7:46          | 17:15 - 17:30             | 15分   |        |
| 2001年4月2日 | 2002年3月29日 | （放送なし）         | 17:15 - 17:30             | 15分   |        |
| 2002年4月1日 | 2003年4月4日  | 7:31 - 7:46          | 17:15 - 17:30             | 15分   |        |
| 2003年4月7日 | 2004年4月2日  | 7:30 - 7:45          | 17:17 - 17:32             | 15分   |        |
| 2004年4月5日 | 2005年4月1日  | 7:30 - 7:40          | 17:20 - 17:30             | 10分   |        |
| 2005年4月4日 | 2006年3月31日 | 7:35 - 7:45          | 17:25 - 17:35             | 10分   |        |

## 各期

### 1991年 - 1993年度（第1シリーズ）
夕日が丘小学校2年生の水沢舞ちゃん（演：平田実音）が、親に買ってもらった携帯ゲーム機で公園で遊んでいた。するとゲームの中にオジャ魔、ヤジャ魔というキャラクターが現れ、「うーん、まいったまいった。舞ちゃん、降参じゃりー」と話しかけられる。
驚いた舞ちゃんが自宅に帰ると、お母さんは編集の仕事で不在。オジャ魔とヤジャ魔が「お腹空いたー」と言うので、舞ちゃんがお料理を作ってあげることに。
しかし、料理中の舞ちゃんをあの手この手で困らせるオジャ魔、ヤジャ魔。そこに料理のことなら何でも知っているクッキングが現れ、舞ちゃんに料理の仕方を教えてあげることになる。
番組中では、オジャ魔、ヤジャ魔が食材をゲームの世界に持って行ってしまうので、クッキングから教えてもらった魔法の呪文「アイ マイ ミー マイル」を唱えゲーム内に入り、食材を取り返しに行く。「オジャマ ヤジャマノ イジワルゲーム」はファミコンタッチで、アクションとクイズを合わせた内容となっている。
このシリーズは唯一、3年間放送された。当初は舞ちゃん単独での出演だったが、1992年2月からは弟の文（通称「文ちゃん」）が登場。1992年4月からはゲームも舞ちゃんが悪魔大王から勇者を救出する「クッキング伝説」に変更。番組タイトルも『新・ひとりでできるもん!』（しん・ - ）となりリニューアルするも、翌年には再び『ひとりで-』にタイトルが戻された。視聴率が10%を超えるなど教育テレビとしては異例なまでの人気を集め、その後のシリーズ化に繋がった。このシリーズは各メディアでも取り上げられ、テキストやビデオ、CDが多く発売され、3年間務めた。『ひとりでできるもん!』のテキストはその後月刊化された。
番組は月 - 木曜日放送分までが通常回で、金曜日放送分が前半に「舞ちゃん通信」、後半に「今週のおさらい」という編成であった。放送枠が土曜日まで拡大された1993年度は金曜日放送分が全編「今週のおさらい」となり、土曜日放送分は前半に「舞ちゃん通信」、後半は「舞・ヒットソング」となった。
1993年12月25日には、同じ教育テレビで放送されている『天才てれびくん』とのコラボレーションが実現し、東京ディズニーランド開業10周年を記念した特別番組『ミッキー&舞ちゃんの夢と魔法のクリスマス』が放送された。また、同年に行われた第44回NHK紅白歌合戦の企画『1993ステージショー』にも、須山彩、山口美沙と共にゲスト出演した。

#### 登場人物（第1シリーズ）
- 水沢舞（平田実音）

主人公。夕日が丘小学校に通う少女。
- 水沢文（松村泰一郎）

まいちゃんの弟。愛称は「ぶんちゃん」。実際の弟ではなく、まいちゃんの悪魔大王との対決でのゲームクリアのプレゼントの魔法による現実の世界の過去改変で登場。1992年2月27日 - 1993年度に出演。
- クッキング（声：川久保潔）

魔法のゲームの世界の住人。料理に詳しいコックさんで料理の王様であるが仮の姿であり、正体はバニラ宮殿に住むらくえんかいの王様。まいちゃんに料理の作り方を優しく教えてくれるアニメキャラクター。夏休みのキャンプ編では本人役で出演した回もあった。
- いけないシスターズ（リボン：小林優子、ヘアー：篠原恵美、ソックス：安永沙都子、木藤聡子）

魔法のゲームの世界の住人。リボンをつけているのがリボン、髪を束ねているのがヘアー、眼鏡をかけているのがソックス。アニメキャラクター。
- オジャ魔（声：野沢雅子）

魔法のゲームの世界の住人。悪魔大王の手下。「…じゃーん」が口癖。一人称は「俺」。CGキャラクター。
- ヤジャ魔（声：深雪さなえ）

魔法のゲームの世界の住人。悪魔大王の手下。「…じゃりー」が口癖。一人称は「僕ちん」。CGキャラクター。
- 悪魔大王（声：糸博）

オジャ魔とヤジャ魔のボス。悪魔大王の魔法で文が登場するきっかけになった。らくえんかいの勇者の8名を連行している。
- ゆうた（上村裕樹）

1992年度に出演。
- チンカイトウ

1993年度に出演。

### 1994年 - 1995年度（第2シリーズ）
クッキング以外のレギュラーとサブキャラクターが一新。男の子と女の子2人の主役として、天野天ちゃん（坂田慎一郎）と女の子・葉月恋ちゃん（山岸里紗）が登場。当初はこの二人が異なる平行世界におり、ゲーム機のような画面を通してでしか関わることはなかった。
取り上げるジャンルも料理に限らず、掃除・洗濯やアウトドアなどに拡大していった。1994年度の本放送は夕方のみで、朝の放送枠では第1シリーズの1993年度放送分を再放送していた。
坂田は後に1996年度同じ教育テレビの『天才てれびくん』でてれび戦士として1年間出演。本番組でのエピソードを語った。

#### 登場人物（第2シリーズ）
- 天野天（坂田慎一郎）

男の子の主人公。
- 葉月恋（山岸里紗）

女の子の主人公。
- メイキング→クッキング（声：川久保潔）

前シリーズに引き続き登場。アニメキャラクター。
- トーキング

クッキングの友達でアウトドア専門家。実写キャラクター。
- キッチン（声：兼子由利子）

CGキャラクター
- アポタンズ（アン：小林優子、ポポ：松岡洋子、タマ：石川寛美）

猫の三人組。眼鏡をかけているのがアン、帽子を被っているのがポポ、太っているのがタマ。アニメキャラクター。

### 1996年 - 1997年度（第3シリーズ）
糸山雄大、石田比奈子の2人が本名で出演した。キャラクターのアニメやCG表現を廃し、シリーズで初めて着ぐるみのドランが登場。当シリーズのみ音楽制作を藤田大土が担当した。また、それまでのシリーズでは1年ごとにオープニング曲が一新していたが、このシリーズから2年間同じ曲に統一されるようになった。パオネット（パソコン）を開くときに使う合言葉は「クリックオーン！」。
敬老の日にスペシャルとして、霞ヶ浦のお年寄りや子どもたちと出演者やドランが交流する『ひとりでできるもん！〜教えておじいちゃん、話しておばあちゃん』や、群馬県の野反湖を訪ね、山村暮らしを体験し秋の味覚を味わう『ひとりでできるもん！〜とびっきりの秋！おいしぞ楽しいぞ』も放送された。

#### 登場人物（第3シリーズ）
- 糸山雄大[12][13][14]

男の子の主人公。
- 石田比奈子[12][13][14]

女の子の主人公。
- キャプテン・パオ・ドラン（声：入江崇史）[12]

パオで地球にやってきたドラゴン。着ぐるみキャラクター。「びっくりぎょーてんギョギョテンテン」が口癖。雄大と比奈子に料理を教える。
その正体は宇宙人。かつて住んでいた故郷の星が悪者に滅ぼされてしまい、その際に左の角が折れてしまう。パオで星から脱出し、長い年月をかけて地球に来る。明るい性格だが前述の過去もあり、根はさみしがり屋。

### 1998年 - 1999年度（第4シリーズ）
主人公は一人に戻り、2代目まいちゃんを秋田きよ美が務め、その際料理を教える舞お姉ちゃん役には1991年度-1993年度（第1シリーズ）の主人公だった初代舞ちゃんの平田実音が再登場し、4年ぶりにレギュラーとして復帰した。この年から基本的な家事全般を教える番組になった。音楽制作に第1、2シリーズを担当した池毅が復帰した。
番組はアメリカで生まれ育ったまいちゃんが単身帰国し日本で生活することになり（経緯は不明）、料理以外の家事等をCGキャラクターのコロンに教えてもらう形式になった。料理コーナーはまいちゃんが身に付けている特殊なペンダントを光らせ、それを通じてキッチンを模した異空間（CG映像）へ呼び出し、モニターに映る初代舞ちゃんと共演した。この時、初代舞ちゃんは2代目まいちゃんを「チーまいちゃん」と呼んでいた。2年目の夏ロケは沖縄・竹富島で行われた。

#### 登場人物（第4シリーズ）
- 水沢まい（秋田きよ美）[15]

主人公。アメリカから日本に単身帰国し、トモ姉の家に預けられたが、トモ姉が多忙で家を空けがちであるため、一人でいる時間が多い。
- コロン（声：玄田哲章）[15]

「コドモドコ」と言うホームページにいた。卵から亀やカエルのような手足が生えた姿をしている。一人になりがちなまいちゃんに一人でやることの楽しさを教えていく。CGキャラクター。
- 水沢舞（平田実音）[15]

1991年 - 1993年度の主人公だった「初代舞ちゃん」。愛称は「舞おねえちゃん」。マイ・ミー・キッチンでまいちゃんに料理を教える。
- 水沢友（早川亜希）[15]

まいちゃんのおばの大学生。まいちゃんと一緒に暮らしている。愛称は「トモ姉」。
- 横道太一（玄應太雅）
- 大林リエ（大沢理恵）

まいちゃんの同級生。

### 2000年 - 2001年度（第5シリーズ）
小学一年生の今田まい（3代目まいちゃん：伊倉愛美、以下まいちゃん）が自宅に帰ると、お母さんはお仕事で不在中。まいちゃんが「また仕事かあ。一人でつまんないなあ」と冷蔵庫のホワイトボードに描かれていたプリンの絵に目、鼻、口、手などを描き足して（落書きして）いると、その落書きが表に飛び出してきた。その落書きは自分を「由緒正しい落書き“エノーラ ケンノビッチⅢせい（世）”」と言うが、まいちゃんは「じゃあ、“エノケン”ね」と簡略化してしまう。エノケンは「まいちゃん、一緒に遊ぼうよ」とタンタタタウンにまいちゃんを誘う。まいちゃんのタンタタタウンに行く時のかけ声は「タンタタタウンへチックタック」で、やるキッチンに行く時は「やる気まんまんやるキッチン!」と音楽に乗せて踊りながら叫ぶ。
番組は、基本的に月曜日から金曜日までの5回の放送で同じ主題を扱う。また、2週連続で同じ内容が放送される。主に番組の流れは日常→エノケン登場→まいちゃんがタンタタタウンに向かい料理以外のことに挑戦。ほんきーハウスが腹が減るので、まいちゃんが“やるキッチン”に向かい料理を作る。なお、やるキッチンに向かうと自動的に衣装が変わる。やるキッチンにはカマドーラという見習いシェフがいて、毎回シェフを呼び、モニターに映るシェフとともにまいちゃんに料理の仕方を教える。シェフは、ラン・ハンジュク（笹本玲奈）、サンデー・パッフェー（安藤聖）、マダム・すととん（酒井ゆきえ）、フランソワーズ・あらドーモ（犬山イヌコ）、サラディーナ（池澤春菜）の5人が週替わりで出演、シェフごとに得意とする料理は異なる。また、料理怪人さしすせそ（大倉孝二）や料理怪人べんとうべん（IKKAN）といった料理怪人と対決したこともある。1年目の夏のロケはベトナム。チンちゃんという同世代の女の子に出会い生活をともにした。2年目の夏のロケは京都の太秦。時代劇に挑戦した。
伊倉はまいちゃんとして同じ教育テレビの『みんなの広場だ!わんパーク』に2度ゲスト出演し、番組MCの平田実音（ミーオ）と共演した。
伊倉は後に2004年から同じ教育テレビの『天才てれびくん』でてれび戦士として2006年度まで3年間出演。本番組でのネタやパロディが何度か使用された。

#### 登場人物 （第5シリーズ）
- 今田まい（伊倉愛美）[16]

主人公。小学1年生の少女。
- エノケン（声：嶋村薫）[16]

本名は「エノーラ・ケンノビッチIII世」。元はまいちゃんが描いたプリンの落書き。まいちゃんを舞台であるタンタタタウンへ連れて行く。一人称は「おいら」。CGキャラクター。
- カマドーラ（声：鈴木清信）[16]

やるキッチンにいるかまどのような姿をしたアシスタントシェフ。一人称は「わい」で、関西弁を話す。料理が得意らしいが、「口は出しても手は出さん」が口癖で、料理を頼まれる度に体のいい言葉で逃げている。まいちゃんが料理で失敗すると「ラードマカ！」の呪文で時間を戻す。CGキャラクター。
- ほんきーハウス（声：平野俊隆）

タンタタタウンにある意思を持った家。お腹が減ると「はらぺこコール」を鳴らし、まいちゃんに料理を注文する。CGキャラクター。
- サイナンジャ（声：河野智之）、ソウナンジャ（声：高田由美）

ほんきーハウスの疫病神で、「ジャージャーコンビ」と呼ばれる悪役キャラ。幾度も子分をけしかけたりして悪事を行うが、毎回まいちゃんに返り討ちに遭う。CGキャラクター。
- ラン・ハンジュク（笹本玲奈）

スペシャルシェフの一人。卵料理と中華料理に詳しい。
- マダム・すととん（酒井ゆきえ）

スペシャルシェフの一人。三ツ星シェフで、「デリーシャス」が口癖。
- サンデー・パッフェー（安藤聖）

スペシャルシェフの一人。デザートに詳しく、「ハッピー」が口癖。普段はタンタタビーチにあるデザートの専門店「サンデーパーラー」にいる。母はサタデー・パッフェー、祖母はフライデー・パッフェー。
- フランソワーズ・あらドーモ（犬山犬子）

スペシャルシェフの一人。フランス帰りで、「あらドーモ」が口癖。2000年度のみ出演。
- サラディーナ（池澤春菜）

スペシャルシェフの一人。料理の女神。2000年度のみ出演。
- みわ（瓜田あすみ）
- あきら（鳥井千寛）

まいちゃんの同級生。

### 2002年 - 2003年度（どきドキキッチン）
2002年度から番組タイトルが『ひとりでできるもん! どきドキキッチン』と改め、初めて番組名にサブタイトルが付けられた。同時に、番組ロゴを一新。また、それまでのシリーズでは1年ごとにオープニング映像が一新していたが、このシリーズから2年間同じオープニング映像に統一された（次のシリーズも同様）。また、エンディング曲が新設された。
再び男の子と女の子の兄妹コンビ主演になる。番組は放送開始当初のほぼ料理のみの内容のスタイルに戻し、各地の幼稚園を回って行われるクッキングクイズコーナー「クックのはてな？デリバリー」や主人公がロケに出て料理に関する様々なことに挑戦するコーナー（2003年度のみ）が放送された。家事を教えるコーナーは本編とは独立したミニコーナー「キラリンガールズのきれいんぐタイム」として継続し、2002年度のみ放送された。その年をもって家事のコーナーは廃止され、2003年度からはほぼ料理全般の番組となった。このシリーズより耳が不自由な人向けの字幕放送を開始。
兄妹の春野ゆう太（鈴木湧太）、春野ゆうか（小代優華）は公園で遊んだ最中に謎の商人に出会う。その商人は小さなキッチンセットを売っていたが、近くにいた犬にセットにいたカバの人形をうっかり奪われてしまう。2人は犬を捕まえ、カバの人形を取り返してくれたお礼にキッチンセットを無料でもらった。2人は家に帰りキッチンセットで遊ぼうとしたが、そのセットの中に謎の呪文と挿絵が書かれた紙切れを見つける。その紙に書かれた呪文を読んだ途端に2人は小さくなりキッチンセットの中に入ってしまう。2人はキッチンセットの世界にいたクック店長とナナに「ここのレストランを手伝ってほしい」と頼まれ、料理に挑戦することになった。
レストランの客は多数存在し、その多くが専用ソングと共に登場する。1年目の夏ロケはイタリア・ピエモンテ州、2年目の夏ロケは北海道で行われた。
これまで毎月発売されてきた番組テキストはこのシリーズをもって廃止され、次シリーズでは大幅な改変が行われる。

#### 登場人物（どきドキキッチン）
- 春野ゆう太（鈴木湧太）

主人公の兄、愛称は「ゆう太くん」。
- 春野ゆうか（小代優華）

主人公の妹、愛称は「ゆうかちゃん」。
- クック店長（声：平野俊隆）

どきドキキッチンの店長。「…だなぁ」が口癖。カバにそっくりだが、本人曰くカバではないらしい。居眠りすることもあり、その寝言が料理の作り方の重要なヒントになっている場合も。着ぐるみキャラクター。
- ナナ（声：東さおり）

どきドキキッチンのレジ係のミツバチ。お客のうわさ話をするのが趣味で、お姫さまとは仲が悪い。妹に「ミミ」がいる。CGキャラクター。
オープニングと本編ではキャラクターデザインが異なっている。
- ダ・ヨーン（声：柴本浩行）

どきドキキッチンのアシスタントシェフ。びっくり箱の姿をしている。CGキャラクター。
- キラリンガールズ（声：山野さと子、橋本潮、瀧本瞳）

アヤ（赤）、アリー（黄）、アレサ（青）の3人組。「キラリンガールズのきれいんぐタイム」に登場する他、本作の主題歌も担当。CGキャラクター。

### 2004年 - 2005年度（どこでもクッキング）
2004年度から番組タイトルが『ひとりでできるもん! どこでもクッキング』に改題され、番組が大幅にリニューアルされた。『からだであそぼ』の放送開始に伴い、放送時間を15分から10分に縮小。
このシリーズではレギュラー子役が廃止され、隔週で出演する大人のレギュラー調理師の「アジー・クマ（森野熊八）」（クマさん）と「味々エダモト（枝元なほみ）」（エダモン）が、「みぃる」「ゴッチ」と共に「みぃる号」に乗って全国各地を回り、その町でオーディションによって選ばれた子供たちと料理をするという内容で、オープニングにはCGも使われている。
オーディションは各地で4人子供が選ばれ、月曜日から木曜日にかけて日替わりで料理に挑戦する。子供は基本的に毎回1人だが、稀にきょうだい2人で参加するケースもある。金曜日は月-木の料理をダイジェストで振り返った後、アジー・クマやエダモンが単独で料理を作る。長期休養期間は、総集編として5日間全てこの形式で行われたこともある。
日本テレビ系列で放送されていた『モグモグGOMBO』と同じような形式で一般視聴者の子供に料理指導をする構成は、地域の名所・名物や郷土料理の紹介、実際に調理師と料理を作ることで調理体験から食育に繋がった。また、このシリーズのエンディングテーマ「SAYいっぱいを、ありがとう」（歌：Paix2）は金曜日のみ（総集編や特別編成の週は、毎日）使用された。
当シリーズは2年間放送されたが、47都道府県のうち岩手県、宮城県、茨城県、福井県、三重県、奈良県、大阪府、兵庫県、鳥取県、広島県、山口県、徳島県、香川県、佐賀県、長崎県、大分県、宮崎県の17府県でのロケは行われず、西日本でのロケは少なかった。
2006年3月をもって、『ひとりでできるもん!』シリーズは15年の歴史に幕を下ろした。

#### 登場人物（どこでもクッキング）
- みぃる（声・操演：神崎ちろ）

子供達の料理の夢から誕生した、着ぐるみキャラクター。実際の年齢と性別は不明だが、精神年齢は10歳で一人称は「僕」。タメ口を駆使しながら子供達と触れ合う。
- ゴッチ（声：宗矢樹頼）

みぃるの相棒でツッコミ役。ノリノリのDJ風の口調で話す。調理器具をかき集めたような姿をしているがこう見てもハイテク。子供達のプロフィールや料理データなどを紹介する。
- アジー・クマ（森野熊八）
- 味々エダモト（枝元なほみ）

隔週で出演。番組内での共演はなかった。

## スタッフ
1991年 -
- 作 - 星みつる[3][4]、佐藤牧子、岡崎由紀子
- 音楽 - 池毅[3][4]（第3期のみ藤田大土）
- 料理指導 - 坂本廣子、平本ふく子
- アニメーション - 矢沢則夫[3]、狭山太郎[4]
- CG - 町田保[3][4]、田中光昭
- テレビゲーム - デジタルエフェクツ
- 制作協力 - NHKソフトウェア、81プロデュース

1998年 -
- 家事監修 - 阿部絢子、杉井明美、三井悠示
- 料理監修 - 舘野鏡子
- 脚本 - 星みつる[15]
- メインアニメーター - 川内裕司、籏禮直喜、末武更織
- 撮影監督 - 杉井秀幸（長野県立須坂園芸高等学校）
- CGディレクター - 赤坂朋弘、田中光昭
- 音楽 - 池毅
- 音楽制作 - 日本コロムビア
- 振付 - T-ASADA

2000年 -
- 家事監修 - 阿部絢子
- 料理監修 - 舘野鏡子
- 脚本 - 星みつる[5]、カメ田マスオ
- アートディレクション - 伊神彰宏[5]
- メインアニメーター - 旗禮直喜、末武更織
- CGディレクター - 小川栄規、田中光昭
- 音楽 - 池毅[5]
- 音楽制作 - 日本コロムビア
- 振付 - T-ASADA

2002年 -
- 家事監修 - 阿部絢子
- 料理監修 - 高城順子、藤井恵
- 脚本 - 星みつる、かめだますを、野口智子
- アートディレクション - 伊神彰宏
- 音楽 - 池毅
- 音楽制作 - 日本コロムビア
- 振付 - 鈴木智絵

## 主題歌
| 年度      | OP/ED | タイトル                    | 歌                                  | 作詞       | 作曲     | 編曲     |
| --------- | ----- | --------------------------- | ----------------------------------- | ---------- | -------- | -------- |
| 1991      | OP    | 魔法のゲーム                | 山野さと子                          | 星みつる   | 池毅     | 池毅     |
| 1992      | OP    | ときめきランド              | 舞ちゃん（平田実音）                | 竜真知子   | 池毅     | 池毅     |
| 1993      | OP    | ワクワクしてる!             | 舞ちゃん（平田実音）                | 竜真知子   | 池毅     | 池毅     |
| 1994      | OP    | それとも…エンジェル         | 山野さと子                          | 木本慶子   | 池毅     | 池毅     |
| 1995      | OP    | ちょっぴりシェフきぶん      | 石田よう子                          | 小滝清美   | 池毅     | 池毅     |
| 1996/1997 | OP    | パオパオパワー              | 山野さと子                          | 日暮眞三   | 藤田大土 | 藤田大土 |
| 1998/1999 | OP    | 元気をチャージ!             | 瀧本瞳                              | 木本慶子   | 池毅     | 池毅     |
| 2000/2001 | OP    | きゃんびー・ワンダーランド! | 山野さと子                          | 木本慶子   | 池毅     | 池毅     |
| 2002/2003 | OP    | ぜったいに元気!             | キラリンガールズ with ゆう太&ゆうか | 及川眠子   | 池毅     | 池毅     |
| 2002/2003 | ED    | あっちこっち しあわせ       | 0930                                | 星みつる   | 池毅     | 池毅     |
| 2004/2005 | OP    | はんじゅくコロンブス        | 五條真由美                          | 桑原永江   | 池毅     | 池毅     |
| 2004/2005 | ED    | SAYいっぱいを、ありがとう   | Paix2（ぺぺ）                       | 里乃塚玲央 | 池毅     | 池毅     |

OP = オープニング主題歌、ED = エンディング主題歌
「どきドキキッチン」のOPは、主題歌の歌詞を忠実に再現したものだった。

## 放送リスト

### 第1シリーズ
| 週 | タイトル                       | 曜日 | サブタイトル                       | 本放送日                |
| -- | ------------------------------ | ---- | ---------------------------------- | ----------------------- |
| 01 | はじめてのたまごクッキング     | 月曜 | はじめてのたまごクッキング         | 1991年 04月01日04月12日 |
| 01 | はじめてのたまごクッキング     | 火曜 | ゆでたまごをつくろう               | 1991年 04月01日04月12日 |
| 01 | はじめてのたまごクッキング     | 水曜 | ジュージューめだまやき             | 1991年 04月01日04月12日 |
| 01 | はじめてのたまごクッキング     | 木曜 | オムレツできた                     | 1991年 04月01日04月12日 |
| 02 | はじめてのパンクッキング       | 月曜 | ジャムトースト                     | 04月15日04月19日        |
| 02 | はじめてのパンクッキング       | 火曜 | イチゴジャムをつくろう             | 04月15日04月19日        |
| 02 | はじめてのパンクッキング       | 水曜 | フレンチトーストをやこう           | 04月15日04月19日        |
| 02 | はじめてのパンクッキング       | 木曜 | サンドイッチにちょうせん           | 04月15日04月19日        |
| 03 | おこめとなかよくなろう         | 月曜 | はじめてのごはん                   | 05月13日05月17日        |
| 03 | おこめとなかよくなろう         | 火曜 | あさめしまえのごはんたき           | 05月13日05月17日        |
| 03 | おこめとなかよくなろう         | 水曜 | おはしをつかう                     | 05月13日05月17日        |
| 03 | おこめとなかよくなろう         | 木曜 | おにぎり                           | 05月13日05月17日        |
| 04 | はじめてのサラダクッキング     | 月曜 | かんたんちぎりサラダ               | 05月27日05月31日        |
| 04 | はじめてのサラダクッキング     | 火曜 | ほうちょうにちょうせん             | 05月27日05月31日        |
| 04 | はじめてのサラダクッキング     | 水曜 | あっというまのホットブロッコリー   | 05月27日05月31日        |
| 04 | はじめてのサラダクッキング     | 木曜 | ポテトサラダをつくろう             | 05月27日05月31日        |
| 05 | カレークッキング               | 月曜 | カレーってなあに?                  | 06月10日06月14日        |
| 05 | カレークッキング               | 火曜 | トントンやさいをきろう             | 06月10日06月14日        |
| 05 | カレークッキング               | 水曜 | おなべでグツグツ                   | 06月10日06月14日        |
| 05 | カレークッキング               | 木曜 | カレーができた!                    | 06月10日06月14日        |
| 06 | はじめてのめんクッキング       | 月曜 | スパゲッティ・ソース               | 06月24日06月28日        |
| 06 | はじめてのめんクッキング       | 火曜 | スパゲッティをゆでよう             | 06月24日06月28日        |
| 06 | はじめてのめんクッキング       | 水曜 | てぬきうどん?                      | 06月24日06月28日        |
| 06 | はじめてのめんクッキング       | 木曜 | ひやしちゅうかた〜べよ             | 06月24日06月28日        |
| 07 | バースディクッキング           | 月曜 | ゆめのゼリークッキング             | 07月08日07月12日        |
| 07 | バースディクッキング           | 火曜 | アイスクリームだいすき             | 07月08日07月12日        |
| 07 | バースディクッキング           | 水曜 | おすしケーキははなざかり           | 07月08日07月12日        |
| 07 | バースディクッキング           | 木曜 | マッチでシュボ!                    | 07月08日07月12日        |
| 08 | ホットプレートクッキング       | 月曜 | クレープのタネ!?                   | 07月22日07月26日        |
| 08 | ホットプレートクッキング       | 火曜 | とろーり カスタードクリーム        | 07月22日07月26日        |
| 08 | ホットプレートクッキング       | 水曜 | おこのみやき やこう!               | 07月22日07月26日        |
| 08 | ホットプレートクッキング       | 木曜 | おこのみやきパーティー             | 07月22日07月26日        |
| 09 | アウトドアクッキング・夏編     | 月曜 | ピチピチやさいこんにちは           | 09月16日09月20日        |
| 09 | アウトドアクッキング・夏編     | 火曜 | パクッとまるごとサラダ             | 09月16日09月20日        |
| 09 | アウトドアクッキング・夏編     | 水曜 | パチパチたきびでごはん             | 09月16日09月20日        |
| 09 | アウトドアクッキング・夏編     | 木曜 | ますのチャンチャンやき             | 09月16日09月20日        |
| 10 | ミンチミートクッキング         | 月曜 | ハンバーグにちょうせん!            | 09月30日10月04日        |
| 10 | ミンチミートクッキング         | 火曜 | こねこねハンバーグ                 | 09月30日10月04日        |
| 10 | ミンチミートクッキング         | 水曜 | すいすい!すいぎょうざ              | 09月30日10月04日        |
| 10 | ミンチミートクッキング         | 木曜 | アイ・マイ・ミートボール           | 09月30日10月04日        |
| 11 | アウトドアクッキング・秋編     | 月曜 | ぱたぱたバーベキュー               | 10月21日10月25日        |
| 11 | アウトドアクッキング・秋編     | 火曜 | やさいたっぷりプカプカじる         | 10月21日10月25日        |
| 11 | アウトドアクッキング・秋編     | 水曜 | おいしいしぜん いただきまーす      | 10月21日10月25日        |
| 11 | アウトドアクッキング・秋編     | 木曜 | さわやかスキッとカレー             | 10月21日10月25日        |
| 12 | おさかなクッキング             | 月曜 | こんがり あじのしおやき            | 11月04日11月08日        |
| 12 | おさかなクッキング             | 火曜 | ぶたぶた きせぶた おとしぶた       | 11月04日11月08日        |
| 12 | おさかなクッキング             | 水曜 | カイはおさかなカイ?!               | 11月04日11月08日        |
| 12 | おさかなクッキング             | 木曜 | チャウチャウ チャウダー            | 11月04日11月08日        |
| 13 | おみまいクッキング             | 月曜 | げんきモリモリおべんとう           | 11月18日11月22日        |
| 13 | おみまいクッキング             | 火曜 | おかいものにちょうせん!            | 11月18日11月22日        |
| 13 | おみまいクッキング             | 水曜 | にくいよ!ニクジャガ                | 11月18日11月22日        |
| 13 | おみまいクッキング             | 木曜 | うお一、まめ一、やさいが四         | 11月18日11月22日        |
| 14 | クリスマスパーティクッキングI  | 月曜 | クルミでクリスマス!?               | 12月02日12月06日        |
| 14 | クリスマスパーティクッキングI  | 火曜 | もみもみアーモンドクッキー         | 12月02日12月06日        |
| 14 | クリスマスパーティクッキングI  | 水曜 | おもてなしのアーモンドプチケーキ   | 12月02日12月06日        |
| 14 | クリスマスパーティクッキングI  | 木曜 | こなゆきのシュトーレン             | 12月02日12月06日        |
| 15 | クリスマスパーティクッキングII | 月曜 | フーフーポトフ                     | 12月16日12月20日        |
| 15 | クリスマスパーティクッキングII | 火曜 | すてきなイブのスペアリブ           | 12月16日12月20日        |
| 15 | クリスマスパーティクッキングII | 水曜 | ぽっぺプルプル ベイクドアップル    | 12月16日12月20日        |
| 15 | クリスマスパーティクッキングII | 木曜 | まるごとローストチキン             | 12月16日12月20日        |
| 16 | セイロクッキング               | 月曜 | あんまん?にくまん?中華まん!        | 1992年 01月06日01月10日 |
| 16 | セイロクッキング               | 火曜 | ほかほか中華まん                   | 1992年 01月06日01月10日 |
| 16 | セイロクッキング               | 水曜 | うそっこシューマイ                 | 1992年 01月06日01月10日 |
| 16 | セイロクッキング               | 木曜 | ムシムシ茶わんむし                 | 1992年 01月06日01月10日 |
| 17 | バレンタインクッキング         | 月曜 | ハート&ハートビスケット            | 01月27日01月31日        |
| 17 | バレンタインクッキング         | 火曜 | チョイチョイのチョイでチョコケーキ | 01月27日01月31日        |
| 17 | バレンタインクッキング         | 水曜 | まるめてトリュフ                   | 01月27日01月31日        |
| 17 | バレンタインクッキング         | 木曜 | はつこいみたいなフルーツチョコ     | 01月27日01月31日        |
| 18 | 和菓子・洋菓子クッキング       | 月曜 | ツブツブつぶあんあずきあん         | 02月24日02月28日        |
| 18 | 和菓子・洋菓子クッキング       | 火曜 | ぎゅうひでおいしい七変化           | 02月24日02月28日        |
| 18 | 和菓子・洋菓子クッキング       | 水曜 | アメリカンママのあじブラウニー     | 02月24日02月28日        |
| 18 | 和菓子・洋菓子クッキング       | 木曜 | つめたくひやして水ようかん         | 02月24日02月28日        |
| 19 | おさらいクッキング             | 週間 | ※1991年度 総集編1                  | 03月09日03月13日        |
| 20 | おさらいクッキング             | 週間 | ※1991年度 総集編2                  | 03月23日03月27日        |

| タイトル               | 初回放送日時                   | 備考      |
| ---------------------- | ------------------------------ | --------- |
| わいわいわいどの大晦日 | 1991年12月31日 火曜11:35-18:00 | [ 注 10 ] |

| 週 | タイトル                                 | 曜日 | サブタイトル                                | 本放送日                |
| -- | ---------------------------------------- | ---- | ------------------------------------------- | ----------------------- |
| 21 | はじめての牛乳クッキング                 | 月曜 | プリ!プリ!プリンセスヨーグルト              | 1992年 04月06日04月10日 |
| 21 | はじめての牛乳クッキング                 | 火曜 | コーンなのはじめて コーンスープ             | 1992年 04月06日04月10日 |
| 21 | はじめての牛乳クッキング                 | 水曜 | とろんこクリームシチュー                    | 1992年 04月06日04月10日 |
| 21 | はじめての牛乳クッキング                 | 木曜 | ABシーフードドリア                          | 1992年 04月06日04月10日 |
| 22 | 世界のスナッククッキング                 | 月曜 | ポップポップ ポップコーン                   | 04月20日04月24日        |
| 22 | 世界のスナッククッキング                 | 火曜 | ぐるぐる ツォンヨウピン                     | 04月20日04月24日        |
| 22 | 世界のスナッククッキング                 | 水曜 | いかす!タコス                               | 04月20日04月24日        |
| 22 | 世界のスナッククッキング                 | 木曜 | ふっくらほっぺの道明寺                      | 04月20日04月24日        |
| 23 | はじめてのおとうふクッキング             | 月曜 | ヒヤーリひややっこ                          | 05月04日05月08日        |
| 23 | はじめてのおとうふクッキング             | 火曜 | おや、まあ、マーボーどうふ                  | 05月04日05月08日        |
| 23 | はじめてのおとうふクッキング             | 水曜 | ステキ!とうふステーキ                       | 05月04日05月08日        |
| 23 | はじめてのおとうふクッキング             | 木曜 | アブラカタブラ油あげ・いきなり おいなりさん | 05月04日05月08日        |
| 24 | はじめてのホットケーキミックスクッキング | 月曜 | ほっとけないよ ホットケーキ                 | 05月18日05月22日        |
| 24 | はじめてのホットケーキミックスクッキング | 火曜 | キャピッと キャビネットプディング           | 05月18日05月22日        |
| 24 | はじめてのホットケーキミックスクッキング | 水曜 | レッツ!オムレツケーキ                       | 05月18日05月22日        |
| 24 | はじめてのホットケーキミックスクッキング | 木曜 | ドレミファ ドーナッツ                       | 05月18日05月22日        |
| 25 | はじめての電子レンジクッキング           | 月曜 | やきもち やきリンゴ                         | 06月01日06月05日        |
| 25 | はじめての電子レンジクッキング           | 火曜 | カリコリ!ピーナッツタフィー                 | 06月01日06月05日        |
| 25 | はじめての電子レンジクッキング           | 水曜 | レンジでディナー!サーモンポッシェ           | 06月01日06月05日        |
| 25 | はじめての電子レンジクッキング           | 木曜 | はい!チーズポテト                           | 06月01日06月05日        |
| 26 | 粉から作るパンクッキング                 | 月曜 | プクプクイースト イギリスパン               | 06月15日06月19日        |
| 26 | 粉から作るパンクッキング                 | 火曜 | ロックン レーズンロールパン                 | 06月15日06月19日        |
| 26 | 粉から作るパンクッキング                 | 水曜 | あげるよ!あげないカレーパン                 | 06月15日06月19日        |
| 26 | 粉から作るパンクッキング                 | 木曜 | もぐもぐ チーズスプーン                     | 06月15日06月19日        |
| 27 | おいしいやさいクッキング                 | 月曜 | クルリン リボンサラダ                       | 06月29日07月03日        |
| 27 | おいしいやさいクッキング                 | 火曜 | ミラクルにんじんケーキ                      | 06月29日07月03日        |
| 27 | おいしいやさいクッキング                 | 水曜 | プクプクまんぷくピーマン                    | 06月29日07月03日        |
| 27 | おいしいやさいクッキング                 | 木曜 | まいてまいちゃん ロールキャベツ             | 06月29日07月03日        |
| 28 | こちら 新・アップルじょうほうきょく      | 週間 | ※1992年度 総集編1                           | 07月13日07月17日        |
| 29 | はじめてのフランスりょうりクッキング     | 月曜 | トマトのアスピック                          | 08月31日09月04日        |
| 29 | はじめてのフランスりょうりクッキング     | 火曜 | 舌平目のムニエル                            | 08月31日09月04日        |
| 29 | はじめてのフランスりょうりクッキング     | 水曜 | ビーフステーキ                              | 08月31日09月04日        |
| 29 | はじめてのフランスりょうりクッキング     | 木曜 | 洋なしのシャーベット                        | 08月31日09月04日        |
| 30 | どんぶりごはんクッキング                 | 月曜 | たきこみご飯                                | 09月14日09月18日        |
| 30 | どんぶりごはんクッキング                 | 火曜 | 親子丼                                      | 09月14日09月18日        |
| 30 | どんぶりごはんクッキング                 | 水曜 | 中華丼                                      | 09月14日09月18日        |
| 30 | どんぶりごはんクッキング                 | 木曜 | キノコとなかよし海鮮丼                      | 09月14日09月18日        |
| 31 | おばあちゃんのあじクッキング             | 月曜 | とろろじる                                  | 09月28日10月02日        |
| 31 | おばあちゃんのあじクッキング             | 火曜 | ひじきの煮物                                | 09月28日10月02日        |
| 31 | おばあちゃんのあじクッキング             | 水曜 | きんとき豆の甘煮                            | 09月28日10月02日        |
| 31 | おばあちゃんのあじクッキング             | 木曜 | カレイの煮付け                              | 09月28日10月02日        |
| 32 | おいしいパスタクッキング                 | 月曜 | ピザきぢをつくる                            | 10月12日10月16日        |
| 32 | おいしいパスタクッキング                 | 火曜 | ピザのトッピング                            | 10月12日10月16日        |
| 32 | おいしいパスタクッキング                 | 水曜 | パスタのいろいろ                            | 10月12日10月16日        |
| 32 | おいしいパスタクッキング                 | 木曜 | スパゲッティ                                | 10月12日10月16日        |
| 33 | こちら 新・アップルじょうほうきょく      | 週間 | ※1992年度 総集編2                           | 10月26日10月30日        |
| 34 | つめたいごはんクッキング                 | 月曜 | ハムと卵のチャーハン・カレーチャーハン      | 11月09日11月13日        |
| 34 | つめたいごはんクッキング                 | 火曜 | チキンライス・オムライス                    | 11月09日11月13日        |
| 34 | つめたいごはんクッキング                 | 水曜 | ごはんのお焼き                              | 11月09日11月13日        |
| 34 | つめたいごはんクッキング                 | 木曜 | さけ茶漬け・マグロ茶漬け                    | 11月09日11月13日        |
| 35 | みだくさんのスープクッキング             | 月曜 | グラタンスープ                              | 11月23日11月27日        |
| 35 | みだくさんのスープクッキング             | 火曜 | さつま汁                                    | 11月23日11月27日        |
| 35 | みだくさんのスープクッキング             | 水曜 | ボルシチ                                    | 11月23日11月27日        |
| 35 | みだくさんのスープクッキング             | 木曜 | 飛鳥なべ                                    | 11月23日11月27日        |
| 36 | お正月のおもてなしクッキング             | 月曜 | クルッとむすびかまぼこ・ふんわりだてやき    | 12月14日12月18日        |
| 36 | お正月のおもてなしクッキング             | 火曜 | これで長生き!エビネーズ                     | 12月14日12月18日        |
| 36 | お正月のおもてなしクッキング             | 水曜 | クルクルとりにくの3色まき                   | 12月14日12月18日        |
| 36 | お正月のおもてなしクッキング             | 木曜 | かくかく東京風ぞうに・まるまる京都風ぞうに  | 12月14日12月18日        |
| SP | ※年末総集編                              | 月曜 | 総集編                                      | 12月28日12月30日        |
| SP | ※年末総集編                              | 火曜 | 舞ちゃんのおせち料理 1                      | 12月28日12月30日        |
| SP | ※年末総集編                              | 水曜 | 舞ちゃんのおせち料理 2                      | 12月28日12月30日        |
| 37 | こちら 新・アップルじょうほうきょく      | 週間 | ※1992年度 総集編3                           | 1993年 01月04日01月08日 |
| 38 | ひなまつりクッキング                     | 月曜 | ひなあられ                                  | 02月22日02月26日        |
| 38 | ひなまつりクッキング                     | 火曜 | ちらし寿司                                  | 02月22日02月26日        |
| 38 | ひなまつりクッキング                     | 水曜 | 菜の花のおひたし                            | 02月22日02月26日        |
| 38 | ひなまつりクッキング                     | 木曜 | スイスイはまぐりのお吸いもの                | 02月22日02月26日        |
| 39 | おはなしべんとうクッキング               | 月曜 | おはなしそぼろ弁当                          | 03月08日03月12日        |
| 39 | おはなしべんとうクッキング               | 火曜 | 月夜の森のこむすび弁当                      | 03月08日03月12日        |
| 39 | おはなしべんとうクッキング               | 水曜 | サン・サン・サンドイッチ弁当                | 03月08日03月12日        |
| 39 | おはなしべんとうクッキング               | 木曜 | おかしな おかしな お菓子の家                | 03月08日03月12日        |
| 40 | こちら 新・アップルじょうほうきょく      | 週間 | ※1992年度 総集編4                           | 03月22日04月02日        |

| 週 | タイトル                           | 曜日 | サブタイトル                                | 本放送日                |
| -- | ---------------------------------- | ---- | ------------------------------------------- | ----------------------- |
| 41 | 春のやさいクッキング               | 月曜 | 春野菜の花畑                                | 1993年 04月05日04月10日 |
| 41 | 春のやさいクッキング               | 火曜 | びっくり野菜のディップ                      | 1993年 04月05日04月10日 |
| 41 | 春のやさいクッキング               | 水曜 | ほかほかあったかサラダ                      | 1993年 04月05日04月10日 |
| 41 | 春のやさいクッキング               | 木曜 | ポットでのポテトサラダ                      | 1993年 04月05日04月10日 |
| 42 | 春のおでかけクッキング             | 月曜 | ハートに春を呼びにいこう!                   | 04月19日04月24日        |
| 42 | 春のおでかけクッキング             | 火曜 | ササッと笹まきおにぎり                      | 04月19日04月24日        |
| 42 | 春のおでかけクッキング             | 水曜 | いちごのさわやかゼリー                      | 04月19日04月24日        |
| 42 | 春のおでかけクッキング             | 木曜 | よもぎのロールケーキ                        | 04月19日04月24日        |
| 43 | ひんやりアイスクッキング           | 月曜 | 3色あいすくりんとチョコリーフ               | 05月03日05月08日        |
| 43 | ひんやりアイスクッキング           | 火曜 | アメリカン・アイスクリームコーン            | 05月03日05月08日        |
| 43 | ひんやりアイスクッキング           | 水曜 | まるごとフルーツシャーベット                | 05月03日05月08日        |
| 43 | ひんやりアイスクッキング           | 木曜 | 舞ちゃんのロイヤルウェディング              | 05月03日05月08日        |
| 44 | ほうちょうさばきのカレークッキング | 月曜 | これはおいしい!ジューシー・カレー           | 05月17日05月22日        |
| 44 | ほうちょうさばきのカレークッキング | 火曜 | うれC!シーフード・カレー                    | 05月17日05月22日        |
| 44 | ほうちょうさばきのカレークッキング | 水曜 | プカプカなすのカレーボート                  | 05月17日05月22日        |
| 44 | ほうちょうさばきのカレークッキング | 木曜 | ワンダフル!ベジタブルカレー                 | 05月17日05月22日        |
| 45 | おいしいオイルクッキング           | 月曜 | くるくる手作りマヨネーズ                    | 05月31日06月05日        |
| 45 | おいしいオイルクッキング           | 火曜 | え!?長なすでスパゲッティ?                   | 05月31日06月05日        |
| 45 | おいしいオイルクッキング           | 水曜 | ラードでコトコト鳥にくのコンフィ            | 05月31日06月05日        |
| 45 | おいしいオイルクッキング           | 木曜 | コロコロコロッケ                            | 05月31日06月05日        |
| 46 | かためてプルルンクッキング         | 月曜 | フルーツ水ぞくかんゼリー                    | 06月14日06月19日        |
| 46 | かためてプルルンクッキング         | 火曜 | ぷるぷるゼリーサラダ                        | 06月14日06月19日        |
| 46 | かためてプルルンクッキング         | 水曜 | ツルツルところてん                          | 06月14日06月19日        |
| 46 | かためてプルルンクッキング         | 木曜 | スイカップのフルーツポンチ                  | 06月14日06月19日        |
| 47 | 手作りうどんクッキング             | 月曜 | シコシコ手作りうどん                        | 07月05日07月10日        |
| 47 | 手作りうどんクッキング             | 火曜 | おさらでサラダうどん                        | 07月05日07月10日        |
| 47 | 手作りうどんクッキング             | 水曜 | プクプクさつまあげうどん                    | 07月05日07月10日        |
| 47 | 手作りうどんクッキング             | 木曜 | どんどん・うどん・ラビオリ                  | 07月05日07月10日        |
| 48 | 夏のスタミナクッキング             | 月曜 | つぶよりの元気!チリコンカーン               | 07月19日07月24日        |
| 48 | 夏のスタミナクッキング             | 火曜 | パパッとパエリヤ、サングリア                | 07月19日07月24日        |
| 48 | 夏のスタミナクッキング             | 水曜 | スタミナもりもり!サイコロステーキ           | 07月19日07月24日        |
| 48 | 夏のスタミナクッキング             | 木曜 | シュワッと山いものおとしあげ                | 07月19日07月24日        |
| 49 | 夏まつりクッキング                 | 月曜 | たこ焼                                      | 08月02日08月07日        |
| 49 | 夏まつりクッキング                 | 火曜 | アメリカンドッグとバナナンドーナッツ        | 08月02日08月07日        |
| 49 | 夏まつりクッキング                 | 水曜 | べっこうあめとマシュマロおこし              | 08月02日08月07日        |
| 49 | 夏まつりクッキング                 | 木曜 | チョコバナナ                                | 08月02日08月07日        |
| 50 | ハロー!アップルじょうほうきょく    | 週間 | ※1993年度 総集編1                           | 09月06日09月11日        |
| 51 | アウトドアクッキング 秋をさがして  | 月曜 | ふわふわカッテージチーズ                    | 09月20日09月25日        |
| 51 | アウトドアクッキング 秋をさがして  | 火曜 | あつあつホットビスケット                    | 09月20日09月25日        |
| 51 | アウトドアクッキング 秋をさがして  | 水曜 | とろんこぶどうジャム                        | 09月20日09月25日        |
| 51 | アウトドアクッキング 秋をさがして  | 木曜 | ランチョンマットのぶどうぞめ                | 09月20日09月25日        |
| 52 | アウトドアクッキング 秋をあそぼう  | 月曜 | やいてこんがり!クイック・ベイクド・アップル | 10月04日10月09日        |
| 52 | アウトドアクッキング 秋をあそぼう  | 火曜 | かさねてサンド キャベツのラザーニア         | 10月04日10月09日        |
| 52 | アウトドアクッキング 秋をあそぼう  | 水曜 | つぶつぶじゃがいものミルクスープ            | 10月04日10月09日        |
| 52 | アウトドアクッキング 秋をあそぼう  | 木曜 | きのこわんさか きのこなべ                   | 10月04日10月09日        |
| 53 | かしこい魚クッキング               | 月曜 | しゅんだ!サンマだ!しおやきだ!               | 10月18日10月23日        |
| 53 | かしこい魚クッキング               | 火曜 | ドンなもんだい!マグロのづけどん             | 10月18日10月23日        |
| 53 | かしこい魚クッキング               | 水曜 | こんがりマグロステーキ                      | 10月18日10月23日        |
| 53 | かしこい魚クッキング               | 木曜 | ジュジュッと小アジの南ばんづけ              | 10月18日10月23日        |
| 54 | 元気な牛にゅうクッキング           | 月曜 | ちょっぴりおとなのミルクコーヒーゼリー      | 11月01日11月06日        |
| 54 | 元気な牛にゅうクッキング           | 火曜 | わんさかやさいのミルクケーキ                | 11月01日11月06日        |
| 54 | 元気な牛にゅうクッキング           | 水曜 | あったかミルクワンタン                      | 11月01日11月06日        |
| 54 | 元気な牛にゅうクッキング           | 木曜 | だんぜんおいしい!カスタードクリームクレープ | 11月01日11月06日        |
| 55 | ハロー!アップルじょうほうきょく    | 週間 | ※1993年度 総集編2                           | 11月29日12月04日        |
| 56 | メリークリスマス!クッキング        | 月曜 | コネコネひきにくミートリース                | 12月13日12月18日        |
| 56 | メリークリスマス!クッキング        | 火曜 | サンタさんの3色カップサラダ                 | 12月13日12月18日        |
| 56 | メリークリスマス!クッキング        | 水曜 | つなげてつなげてブッシュ・ド・ノエル        | 12月13日12月18日        |
| 56 | メリークリスマス!クッキング        | 木曜 | あつあつパイのクリームスープ                | 12月13日12月18日        |
| 57 | ちゃっかり飲茶クッキング           | 月曜 | 熱烈歓迎!やきギョーザ                       | 1994年 01月10日01月15日 |
| 57 | ちゃっかり飲茶クッキング           | 火曜 | むしてホカホカ 中華まん                     | 1994年 01月10日01月15日 |
| 57 | ちゃっかり飲茶クッキング           | 水曜 | ねじりはちまき 中華ちまき                   | 1994年 01月10日01月15日 |
| 57 | ちゃっかり飲茶クッキング           | 木曜 | ハートにぴったし!タピオカ・ミルク           | 1994年 01月10日01月15日 |
| 58 | ハートをおくる・クッキング         | 月曜 | クルクルうずまき チョコケーキ               | 01月31日02月05日        |
| 58 | ハートをおくる・クッキング         | 火曜 | おしゃれにかんたん パンタルト               | 01月31日02月05日        |
| 58 | ハートをおくる・クッキング         | 水曜 | スイート・ハート・クッキー                  | 01月31日02月05日        |
| 58 | ハートをおくる・クッキング         | 木曜 | マイ・メッセージ・ロール                    | 01月31日02月05日        |
| 59 | ハロー!アップルじょうほうきょく    | 週間 | ※1993年度 総集編3                           | 03月07日03月12日        |
| 60 | せかいのにくクッキング             | 月曜 | ちゃんとチャーシュー                        | 03月21日04月02日        |
| 60 | せかいのにくクッキング             | 火曜 | ピリカラタンドリーチキン                    | 03月21日04月02日        |
| 60 | せかいのにくクッキング             | 水曜 | おいしいソーセージ                          | 03月21日04月02日        |
| 60 | せかいのにくクッキング             | 木曜 | あったかビーフストロガノフ                  | 03月21日04月02日        |

| タイトル                 | 初回放送日時                   | 備考 |
| ------------------------ | ------------------------------ | ---- |
| わいわいワイドの大みそか | 1993年12月31日 金曜17:25-17:55 |      |

### 第2シリーズ
| 週 | タイトル                          | 曜日 | サブタイトル                           | 本放送日                |
| -- | --------------------------------- | ---- | -------------------------------------- | ----------------------- |
| 01 | ウキウキたまごクッキング          | 月曜 | コロコロゆでたまご                     | 1994年 04月04日04月08日 |
| 01 | ウキウキたまごクッキング          | 火曜 | まんまる太陽めだまやき                 | 1994年 04月04日04月08日 |
| 01 | ウキウキたまごクッキング          | 水曜 | ふんわりスクランブルエッグ             | 1994年 04月04日04月08日 |
| 01 | ウキウキたまごクッキング          | 木曜 | ポッチャンポーチドエッグ               | 1994年 04月04日04月08日 |
| 02 | おもしろパン・クッキング          | 月曜 | キャンディ・ロールサンド               | 04月18日04月22日        |
| 02 | おもしろパン・クッキング          | 火曜 | とろっとチーズトースト                 | 04月18日04月22日        |
| 02 | おもしろパン・クッキング          | 水曜 | びっくりパフェケーキ                   | 04月18日04月22日        |
| 02 | おもしろパン・クッキング          | 木曜 | こんがりフレンチトースト               | 04月18日04月22日        |
| 03 | とことんサラダクッキング          | 月曜 | フランスシェフのグリーンサラダ         | 05月09日05月13日        |
| 03 | とことんサラダクッキング          | 火曜 | ポテットトマトカップサラダ             | 05月09日05月13日        |
| 03 | とことんサラダクッキング          | 水曜 | 切っチャイナ!小えだサラダ              | 05月09日05月13日        |
| 03 | とことんサラダクッキング          | 木曜 | プリンス気分のメロンボウルサラダ       | 05月09日05月13日        |
| 04 | ごはん大すきクッキング            | 月曜 | ホッカホッカのごはんたき               | 05月23日05月27日        |
| 04 | ごはん大すきクッキング            | 火曜 | まんまる3色おにぎり                    | 05月23日05月27日        |
| 04 | ごはん大すきクッキング            | 水曜 | カンタンわなげドンブリ                 | 05月23日05月27日        |
| 04 | ごはん大すきクッキング            | 木曜 | お山のトマトチャーハン                 | 05月23日05月27日        |
| 05 | はじめてのディ・キャンプ          | 月曜 | スコップ1ぱいのぼうけん                | 06月06日06月10日        |
| 05 | はじめてのディ・キャンプ          | 火曜 | ジャブジャブ川わたり                   | 06月06日06月10日        |
| 05 | はじめてのディ・キャンプ          | 水曜 | はりきりタープはり                     | 06月06日06月10日        |
| 05 | はじめてのディ・キャンプ          | 木曜 | ヨコヨコあるきのボルダリング           | 06月06日06月10日        |
| 06 | ハロー!ハウ・トゥ!                | 週間 | ※1994年度 総集編1                      | 06月20日06月24日        |
| 07 | バッチリ!アウトドア               | 月曜 | トントン・テント                       | 07月04日07月08日        |
| 07 | バッチリ!アウトドア               | 火曜 | ゴウカイ和風マヨゲッティ               | 07月04日07月08日        |
| 07 | バッチリ!アウトドア               | 水曜 | スリーピング・バッグでグッドナイト     | 07月04日07月08日        |
| 07 | バッチリ!アウトドア               | 木曜 | スウィートピギーブランケット           | 07月04日07月08日        |
| 08 | はじめてのせんたく                | 月曜 | 着たままそのままクリーニング           | 07月18日07月22日        |
| 08 | はじめてのせんたく                | 火曜 | デコボコせんたく板                     | 07月18日07月22日        |
| 08 | はじめてのせんたく                | 水曜 | ガラスにピタッ!ハンカチシール          | 07月18日07月22日        |
| 08 | はじめてのせんたく                | 木曜 | フミフミダンシングでシーツ洗い         | 07月18日07月22日        |
| 09 | ドッキリ!やさいのおかしクッキング | 月曜 | ペロリン!セロリのパウンドケーキ        | 09月05日09月09日        |
| 09 | ドッキリ!やさいのおかしクッキング | 火曜 | うわさのにんじんカップルケーキ         | 09月05日09月09日        |
| 09 | ドッキリ!やさいのおかしクッキング | 水曜 | ホウレン草クッキー                     | 09月05日09月09日        |
| 09 | ドッキリ!やさいのおかしクッキング | 木曜 | ドレミファレンコンお・や・き           | 09月05日09月09日        |
| 10 | あそび場いっぱい!アウトドア       | 月曜 | あるけ!あるけ!トレッキング             | 09月19日09月23日        |
| 10 | あそび場いっぱい!アウトドア       | 火曜 | ポケットコンロで王さまのミルクティ     | 09月19日09月23日        |
| 10 | あそび場いっぱい!アウトドア       | 水曜 | あこがれのカヌーはつたいけん           | 09月19日09月23日        |
| 10 | あそび場いっぱい!アウトドア       | 木曜 | びっくりぎょうてん!しおがまチキン      | 09月19日09月23日        |
| 11 | ニャンとも おサカナ クッキング    | 月曜 | できるもん!サーモンムース              | 10月03日10月07日        |
| 11 | ニャンとも おサカナ クッキング    | 火曜 | 手びらき!イワシのかばやきどん          | 10月03日10月07日        |
| 11 | ニャンとも おサカナ クッキング    | 水曜 | おいC!ヘルC!イワシのグラタン           | 10月03日10月07日        |
| 11 | ニャンとも おサカナ クッキング    | 木曜 | イカしたイカめし                       | 10月03日10月07日        |
| 12 | パワフル!牛にゅうクッキング       | 月曜 | まぜまぜ手作りバター                   | 10月17日10月21日        |
| 12 | パワフル!牛にゅうクッキング       | 火曜 | あっさり!アサリのスープ                | 10月17日10月21日        |
| 12 | パワフル!牛にゅうクッキング       | 水曜 | まん点!牛にゅうピラフ                  | 10月17日10月21日        |
| 12 | パワフル!牛にゅうクッキング       | 木曜 | ほかほかポテトグラタン                 | 10月17日10月21日        |
| 13 | ハロー!ハウ・トゥ!                | 週間 | ※1994年度 総集編2                      | 11月04日11月10日        |
| 14 | ごメンねクッキング                | 月曜 | お手うちごめん!の手うちうどん          | 11月14日11月18日        |
| 14 | ごメンねクッキング                | 火曜 | ニッコニコの煮こみうどん               | 11月14日11月18日        |
| 14 | ごメンねクッキング                | 水曜 | たらふくタラコスパゲッティ             | 11月14日11月18日        |
| 14 | ごメンねクッキング                | 木曜 | 焼きそば                               | 11月14日11月18日        |
| 15 | モリモリ!朝食クッキング           | 月曜 | ガブッとホットドッグ                   | 12月05日12月09日        |
| 15 | モリモリ!朝食クッキング           | 火曜 | プリリン・タマゴ                       | 12月05日12月09日        |
| 15 | モリモリ!朝食クッキング           | 水曜 | ダッシュでだしとりおみそしる           | 12月05日12月09日        |
| 15 | モリモリ!朝食クッキング           | 木曜 | ゆかいなおかゆ                         | 12月05日12月09日        |
| 16 | ハッピーアニバーサリークッキング  | 月曜 | おすすめすめし                         | 12月19日12月23日        |
| 16 | ハッピーアニバーサリークッキング  | 火曜 | ノッテル!のりまき                      | 12月19日12月23日        |
| 16 | ハッピーアニバーサリークッキング  | 水曜 | ドラマチックにドラムスティック         | 12月19日12月23日        |
| 16 | ハッピーアニバーサリークッキング  | 木曜 | チーズケーキ                           | 12月19日12月23日        |
| 17 | ほのぼのおやつクッキング          | 月曜 | おもしろおもちピザ                     | 1995年 01月10日01月13日 |
| 17 | ほのぼのおやつクッキング          | 火曜 | こんもりスイートポテト                 | 1995年 01月10日01月13日 |
| 17 | ほのぼのおやつクッキング          | 水曜 | ずっとおいしい!そばボーロ              | 1995年 01月10日01月13日 |
| 17 | ほのぼのおやつクッキング          | 木曜 | フルーツキッスの白玉ぜんざい           | 1995年 01月10日01月13日 |
| 18 | あせっかきスープクッキング        | 月曜 | ニョキニョキニョッキのクリームシチュー | 02月06日02月10日        |
| 18 | あせっかきスープクッキング        | 火曜 | やさしいやさいスープ                   | 02月06日02月10日        |
| 18 | あせっかきスープクッキング        | 水曜 | 食べたら?タラのシチューグラタン        | 02月06日02月10日        |
| 18 | あせっかきスープクッキング        | 木曜 | ダシぼうずのカレーおでん               | 02月06日02月10日        |
| 19 | ハロー!ハウ・トゥ!                | 週間 | ※1994年度 総集編3                      | 02月20日02月24日        |
| 20 | ちょっとアイディアクッキング      | 月曜 | きょ大恐竜ハンバーグ                   | 03月20日03月24日        |
| 20 | ちょっとアイディアクッキング      | 火曜 | サンド・リッチ・ケーキ                 | 03月20日03月24日        |
| 20 | ちょっとアイディアクッキング      | 水曜 | おいしさいっパイ!ミルクごはんパイ      | 03月20日03月24日        |
| 20 | ちょっとアイディアクッキング      | 木曜 | 春の花畑ずし                           | 03月20日03月24日        |

| 週 | タイトル                           | 曜日 | サブタイトル                                       | 本放送日                |
| -- | ---------------------------------- | ---- | -------------------------------------------------- | ----------------------- |
| 21 | ふたりのサンドイッチ・クッキング   | 月曜 | ボートのサンドイッチ                               | 1995年 04月04日04月14日 |
| 21 | ふたりのサンドイッチ・クッキング   | 火曜 | マーガレットのサンドイッチ                         | 1995年 04月04日04月14日 |
| 21 | ふたりのサンドイッチ・クッキング   | 水曜 | 毛布の中のこぶた                                   | 1995年 04月04日04月14日 |
| 21 | ふたりのサンドイッチ・クッキング   | 木曜 | いちごの花かごサンドイッチ                         | 1995年 04月04日04月14日 |
| 22 | つめたいごはん・クッキング         | 月曜 | コトコト・リゾット                                 | 04月17日04月21日        |
| 22 | つめたいごはん・クッキング         | 火曜 | ふんわりタマゴのぞうすい                           | 04月17日04月21日        |
| 22 | つめたいごはん・クッキング         | 水曜 | ごはんのプティング                                 | 04月17日04月21日        |
| 22 | つめたいごはん・クッキング         | 木曜 | ペッタンおやき                                     | 04月17日04月21日        |
| 23 | ぴかぴかサラダ・クッキング         | 月曜 | トマトのゼリーサラダ                               | 05月08日05月12日        |
| 23 | ぴかぴかサラダ・クッキング         | 火曜 | 盛り合わせサラダ                                   | 05月08日05月12日        |
| 23 | ぴかぴかサラダ・クッキング         | 水曜 | キュウリと紫キャベツのサラダ                       | 05月08日05月12日        |
| 23 | ぴかぴかサラダ・クッキング         | 木曜 | チキンサラダ                                       | 05月08日05月12日        |
| 24 | ふかふかこむぎ粉・クッキング       | 月曜 | パンケーキ                                         | 05月22日05月26日        |
| 24 | ふかふかこむぎ粉・クッキング       | 火曜 | ふっくらホット・ケーキ                             | 05月22日05月26日        |
| 24 | ふかふかこむぎ粉・クッキング       | 水曜 | やさいのカップケーキ                               | 05月22日05月26日        |
| 24 | ふかふかこむぎ粉・クッキング       | 木曜 | シュンシュンむしカステラ                           | 05月22日05月26日        |
| 25 | おひさまごはん・クッキング         | 月曜 | 夏みかんのちらしずし                               | 06月05日06月09日        |
| 25 | おひさまごはん・クッキング         | 火曜 | やきおむすび                                       | 06月05日06月09日        |
| 25 | おひさまごはん・クッキング         | 水曜 | やさいのおしずし                                   | 06月05日06月09日        |
| 25 | おひさまごはん・クッキング         | 木曜 | ワインごはん                                       | 06月05日06月09日        |
| 26 | ハロー!ハウ・トゥ!                 | 週間 | ※1995年度 総集編1                                  | 06月19日06月23日        |
| 27 | ふしぎの国のアイス・クッキング     | 月曜 | いちごのアイスクリーム                             | 07月03日07月07日        |
| 27 | ふしぎの国のアイス・クッキング     | 火曜 | バニラのアイスクリーム                             | 07月03日07月07日        |
| 27 | ふしぎの国のアイス・クッキング     | 水曜 | ちょっと大人のココア・クリーム                     | 07月03日07月07日        |
| 27 | ふしぎの国のアイス・クッキング     | 木曜 | ジューシー!オレンジ・シャーベット                  | 07月03日07月07日        |
| 28 | あれこれカレー・クッキング         | 月曜 | シーフード・カレー                                 | 07月17日07月21日        |
| 28 | あれこれカレー・クッキング         | 火曜 | やさいのカレーうどん                               | 07月17日07月21日        |
| 28 | あれこれカレー・クッキング         | 水曜 | ドライカレー                                       | 07月17日07月21日        |
| 28 | あれこれカレー・クッキング         | 木曜 | カレー風味のピラフ                                 | 07月17日07月21日        |
| 29 | 北海道まるごと・クッキング         | 月曜 | ポテトのホットカップ                               | 08月28日09月01日        |
| 29 | 北海道まるごと・クッキング         | 火曜 | ミルクたっぷり!ポテトシチュー                      | 08月28日09月01日        |
| 29 | 北海道まるごと・クッキング         | 水曜 | 海の幸のバターライス                               | 08月28日09月01日        |
| 29 | 北海道まるごと・クッキング         | 木曜 | ダイナミック!バーベキュー                          | 08月28日09月01日        |
| 30 | かぼちゃでハロウィーン・クッキング | 月曜 | かぼちゃで丸ごとスープ                             | 09月18日09月22日        |
| 30 | かぼちゃでハロウィーン・クッキング | 火曜 | かぼちゃのピュレ                                   | 09月18日09月22日        |
| 30 | かぼちゃでハロウィーン・クッキング | 水曜 | かぼちゃのそぼろあん                               | 09月18日09月22日        |
| 30 | かぼちゃでハロウィーン・クッキング | 木曜 | かぼちゃのグラタン                                 | 09月18日09月22日        |
| 31 | 青空ランチ・クッキング             | 月曜 | ニイハオ!中国風おこわ                              | 10月02日10月06日        |
| 31 | 青空ランチ・クッキング             | 火曜 | プルーンのグラッセ                                 | 10月02日10月06日        |
| 31 | 青空ランチ・クッキング             | 水曜 | わくわくハートのスペシャルバーガー                 | 10月02日10月06日        |
| 31 | 青空ランチ・クッキング             | 木曜 | あつあつバナナのグラタン                           | 10月02日10月06日        |
| 32 | ハロー!ハウ・トゥ!                 | 週間 | ※1995年度 総集編2                                  | 10月16日10月26日        |
| 33 | らぶらぶバースデー・クッキング     | 月曜 | コンソメセレスティーヌとグリンピースのバターソテー | 11月06日11月10日        |
| 33 | らぶらぶバースデー・クッキング     | 火曜 | ホワイト・バースデー・ケーキ                       | 11月06日11月10日        |
| 33 | らぶらぶバースデー・クッキング     | 水曜 | プチお好み焼き                                     | 11月06日11月10日        |
| 33 | らぶらぶバースデー・クッキング     | 木曜 | ポップコーンのお菓子                               | 11月06日11月10日        |
| 34 | にっこりチーズ・クッキング         | 月曜 | ベークド・チーズパイ                               | 11月20日11月24日        |
| 34 | にっこりチーズ・クッキング         | 火曜 | クロック・ムッシュ                                 | 11月20日11月24日        |
| 34 | にっこりチーズ・クッキング         | 水曜 | オレンジソースのチーズクレープ                     | 11月20日11月24日        |
| 34 | にっこりチーズ・クッキング         | 木曜 | チーズフォンデュ・クッキング風                     | 11月20日11月24日        |
| 35 | ふたりのサンタ・クッキング         | 月曜 | マコロン                                           | 12月11日12月15日        |
| 35 | ふたりのサンタ・クッキング         | 火曜 | ダーク・フルーツケーキ                             | 12月11日12月15日        |
| 35 | ふたりのサンタ・クッキング         | 水曜 | カナッペ                                           | 12月11日12月15日        |
| 35 | ふたりのサンタ・クッキング         | 木曜 | チキンロースト                                     | 12月11日12月15日        |
| 36 | 一日バランス・クッキング           | 月曜 | ポーチドエッグ・トースト                           | 1996年 01月08日01月12日 |
| 36 | 一日バランス・クッキング           | 火曜 | ソーセージのスパゲッティ                           | 1996年 01月08日01月12日 |
| 36 | 一日バランス・クッキング           | 水曜 | いりどり                                           | 1996年 01月08日01月12日 |
| 36 | 一日バランス・クッキング           | 木曜 | 青菜のごまあえ                                     | 1996年 01月08日01月12日 |
| 37 | やんちゃな飲茶・クッキング         | 月曜 | ひき肉のもち米ボール                               | 01月22日01月26日        |
| 37 | やんちゃな飲茶・クッキング         | 火曜 | 春まき                                             | 01月22日01月26日        |
| 37 | やんちゃな飲茶・クッキング         | 水曜 | 焼きビーフン                                       | 01月22日01月26日        |
| 37 | やんちゃな飲茶・クッキング         | 木曜 | 牛乳かん                                           | 01月22日01月26日        |
| 38 | バレンタイン・クッキング           | 月曜 | マドレーヌ                                         | 02月05日02月09日        |
| 38 | バレンタイン・クッキング           | 火曜 | シュー・ア・ラ・クレーム                           | 02月05日02月09日        |
| 38 | バレンタイン・クッキング           | 水曜 | チョコレート・タルトレット                         | 02月05日02月09日        |
| 38 | バレンタイン・クッキング           | 木曜 | スイート・ハートケーキ                             | 02月05日02月09日        |
| 39 | お酢のおすすめクッキング           | 月曜 | お好みとりなべ                                     | 02月19日02月23日        |
| 39 | お酢のおすすめクッキング           | 火曜 | いりタマゴずし                                     | 02月19日02月23日        |
| 39 | お酢のおすすめクッキング           | 水曜 | イワシの酢煮                                       | 02月19日02月23日        |
| 39 | お酢のおすすめクッキング           | 木曜 | 桃かん                                             | 02月19日02月23日        |
| 40 | ハロー!ハウ・トゥ!                 | 週間 | ※1995年度 総集編3                                  | 03月04日03月08日        |
| 41 | コースメニュー・クッキング         | 月曜 | ミネストローネ                                     | 03月18日03月22日        |
| 41 | コースメニュー・クッキング         | 火曜 | いちごのババロア                                   | 03月18日03月22日        |
| 41 | コースメニュー・クッキング         | 水曜 | とりのシュプレーム・ソース                         | 03月18日03月22日        |
| 41 | コースメニュー・クッキング         | 木曜 | ビーフステーキ                                     | 03月18日03月22日        |

| タイトル                   | ロケ場所           | ゲスト             | 初回放送日時                   |
| -------------------------- | ------------------ | ------------------ | ------------------------------ |
| おじいちゃんおばあちゃんと | 静岡県西伊豆町田子 | 水沢舞（平田実音） | 1995年09月15日 金曜09:00-10:00 |

### 第3シリーズ
| 週 | タイトル                           | 曜日 | サブタイトル                   | 本放送日                |
| -- | ---------------------------------- | ---- | ------------------------------ | ----------------------- |
| 01 | パオパオクッキング                 | 月曜 | パオパオおにぎり               | 1996年 04月01日04月09日 |
| 01 | パオパオクッキング                 | 火曜 | パオパオクレープ               | 1996年 04月01日04月09日 |
| 01 | パオパオクッキング                 | 水曜 | パオパオロールサンド           | 1996年 04月01日04月09日 |
| 01 | パオパオクッキング                 | 木曜 | パオパオワンタン               | 1996年 04月01日04月09日 |
| 02 | いちごクッキング                   | 月曜 | いちごミルク                   | 04月15日04月19日        |
| 02 | いちごクッキング                   | 火曜 | いちごパフェ                   | 04月15日04月19日        |
| 02 | いちごクッキング                   | 水曜 | いちごのヨーグルトゼリー       | 04月15日04月19日        |
| 02 | いちごクッキング                   | 木曜 | パオパオクレープ フルーツ編    | 04月15日04月19日        |
| 03 | 音の出るおもちゃを作ろう           | 月曜 | ドラムゴリラ                   | 05月06日05月10日        |
| 03 | 音の出るおもちゃを作ろう           | 火曜 | ポンポコタヌキ                 | 05月06日05月10日        |
| 03 | 音の出るおもちゃを作ろう           | 水曜 | シンバルザル                   | 05月06日05月10日        |
| 03 | 音の出るおもちゃを作ろう           | 木曜 | パオパオカズー                 | 05月06日05月10日        |
| 04 | ふわふわクッキング                 | 月曜 | みかんのふわふわムース         | 05月20日05月24日        |
| 04 | ふわふわクッキング                 | 火曜 | マシュマロ                     | 05月20日05月24日        |
| 04 | ふわふわクッキング                 | 水曜 | ふわふわ親子スープ             | 05月20日05月24日        |
| 04 | ふわふわクッキング                 | 木曜 | ふわふわカップケーキ           | 05月20日05月24日        |
| 05 | あそび気分で楽しくクッキング       | 月曜 | トントンピローンとりとサケ     | 06月03日06月07日        |
| 05 | あそび気分で楽しくクッキング       | 火曜 | カチャカチャカラフルライス     | 06月03日06月07日        |
| 05 | あそび気分で楽しくクッキング       | 水曜 | コネコネ白玉だんご             | 06月03日06月07日        |
| 05 | あそび気分で楽しくクッキング       | 木曜 | パオパオポテトまんじゅう       | 06月03日06月07日        |
| 06 | ドランのクリック・オン             | 週間 | ※1996年度 総集編1              | 06月17日06月21日        |
| 07 | カラフルクッキング                 | 月曜 | ウィンナーチャウダー           | 07月01日07月05日        |
| 07 | カラフルクッキング                 | 火曜 | トマきゅうサラダ               | 07月01日07月05日        |
| 07 | カラフルクッキング                 | 水曜 | いろいろゼリーパンチ           | 07月01日07月05日        |
| 07 | カラフルクッキング                 | 木曜 | パオパオポークマリネ           | 07月01日07月05日        |
| 08 | 青空クッキング                     | 月曜 | ジュージューくしやき・やきそば | 07月15日07月19日        |
| 08 | 青空クッキング                     | 火曜 | コンビーフライス               | 07月15日07月19日        |
| 08 | 青空クッキング                     | 水曜 | ひき肉とコーンのクリーム煮     | 07月15日07月19日        |
| 08 | 青空クッキング                     | 木曜 | カレーライス                   | 07月15日07月19日        |
| 09 | クルクルクッキング                 | 月曜 | クルクルキャベツ               | 09月02日09月06日        |
| 09 | クルクルクッキング                 | 火曜 | にらたま春まき                 | 09月02日09月06日        |
| 09 | クルクルクッキング                 | 水曜 | のりトンクルクル               | 09月02日09月06日        |
| 09 | クルクルクッキング                 | 木曜 | クルクル手まきずし             | 09月02日09月06日        |
| 10 | 食べればおいしい音が出るクッキング | 月曜 | パキ!ポリ!スティック           | 09月16日09月20日        |
| 10 | 食べればおいしい音が出るクッキング | 火曜 | ツルツルサラダ                 | 09月16日09月20日        |
| 10 | 食べればおいしい音が出るクッキング | 水曜 | カリカリチキン                 | 09月16日09月20日        |
| 10 | 食べればおいしい音が出るクッキング | 木曜 | シャキシャキグラタン           | 09月16日09月20日        |
| 11 | プルプルクッキング                 | 月曜 | プルプルあんかけこんにゃく     | 10月07日10月11日        |
| 11 | プルプルクッキング                 | 火曜 | プルプルかわり茶わんむし       | 10月07日10月11日        |
| 11 | プルプルクッキング                 | 水曜 | プルプルはんぺんサンド         | 10月07日10月11日        |
| 11 | プルプルクッキング                 | 木曜 | プルプルとうふの重ねむし       | 10月07日10月11日        |
| 12 | ドランのクリック・オン             | 週間 | ※1996年度 総集編2              | 10月21日10月25日        |
| 13 | こなこなおやつクッキング           | 月曜 | パワフルお好みやき             | 11月04日11月08日        |
| 13 | こなこなおやつクッキング           | 火曜 | コロコロむしようかん           | 11月04日11月08日        |
| 13 | こなこなおやつクッキング           | 水曜 | かんたんバウムクーヘン         | 11月04日11月08日        |
| 13 | こなこなおやつクッキング           | 木曜 | どれどれどらやき               | 11月04日11月08日        |
| 14 | コトコトクッキング                 | 月曜 | トンじる                       | 11月18日11月28日        |
| 14 | コトコトクッキング                 | 火曜 | ジャーマンスープ               | 11月18日11月28日        |
| 14 | コトコトクッキング                 | 水曜 | 肉だんごのスープ中国風         | 11月18日11月28日        |
| 14 | コトコトクッキング                 | 木曜 | イタリア風シーフードスープ     | 11月18日11月28日        |
| 15 | クリスマスのじゅんび               | 月曜 | ビッグミートローフ             | 12月09日12月13日        |
| 15 | クリスマスのじゅんび               | 火曜 | スターケーキ ティーパンチ      | 12月09日12月13日        |
| 15 | クリスマスのじゅんび               | 水曜 | オードブルツリー               | 12月09日12月13日        |
| 15 | クリスマスのじゅんび               | 木曜 | オリジナルビッグリース         | 12月09日12月13日        |
| 16 | フルーツアレンジクッキング         | 月曜 | パイナップル炒め               | 1997年 01月06日01月10日 |
| 16 | フルーツアレンジクッキング         | 火曜 | とり肉のオレンジジュース煮     | 1997年 01月06日01月10日 |
| 16 | フルーツアレンジクッキング         | 水曜 | フルーツドレッシングサラダ     | 1997年 01月06日01月10日 |
| 16 | フルーツアレンジクッキング         | 木曜 | ハムステーキアップルソース     | 1997年 01月06日01月10日 |
| 17 | たべ方ルール                       | 月曜 | さばのみそホイルやき           | 01月20日01月24日        |
| 17 | たべ方ルール                       | 火曜 | スパゲッティナポリタン         | 01月20日01月24日        |
| 17 | たべ方ルール                       | 水曜 | ビビンバ                       | 01月20日01月24日        |
| 17 | たべ方ルール                       | 木曜 | ピーナッツもち                 | 01月20日01月24日        |
| 18 | おもしろ味つけクッキング           | 月曜 | ぶた肉の梅はさみやき           | 02月03日02月07日        |
| 18 | おもしろ味つけクッキング           | 火曜 | みそマヨおでん                 | 02月03日02月07日        |
| 18 | おもしろ味つけクッキング           | 水曜 | ジャガタラ甘煮                 | 02月03日02月07日        |
| 18 | おもしろ味つけクッキング           | 木曜 | ごまドーナッツ                 | 02月03日02月07日        |
| 19 | ドランのクリック・オン             | 週間 | ※1996年度 総集編3              | 02月17日02月21日        |
| 20 | カラフルクッキングII               | 月曜 | サラダライス                   | 03月03日03月07日        |
| 20 | カラフルクッキングII               | 火曜 | フルーツかんてん               | 03月03日03月07日        |
| 20 | カラフルクッキングII               | 水曜 | 花びらカップ                   | 03月03日03月07日        |
| 20 | カラフルクッキングII               | 木曜 | イカとアスパラのいため煮       | 03月03日03月07日        |
| 21 | イベントお弁当                     | 月曜 | とりたま弁当                   | 03月24日04月02日        |
| 21 | イベントお弁当                     | 火曜 | パオパオいなり                 | 03月24日04月02日        |
| 21 | イベントお弁当                     | 水曜 | ラップDEピラフ                 | 03月24日04月02日        |
| 21 | イベントお弁当                     | 木曜 | 小巻ずし                       | 03月24日04月02日        |

| タイトル                              | ロケ場所     | ゲスト         | 初回放送日時                   |
| ------------------------------------- | ------------ | -------------- | ------------------------------ |
| 教えておじいちゃん 話しておばあちゃん |              | ラッシャー板前 | 1996年09月16日 月曜09:00-09:40 |
| とびっきりの秋!おいしいぞ楽しいぞ     | 群馬県六合村 |                | 1996年11月04日 月曜09:00-09:40 |

| 週 | タイトル                               | 曜日 | サブタイトル                     | 本放送日                |
| -- | -------------------------------------- | ---- | -------------------------------- | ----------------------- |
| 22 | 春をさがそうクッキング                 | 月曜 | 春のかおりスコーン               | 1997年 04月08日04月18日 |
| 22 | 春をさがそうクッキング                 | 火曜 | たけのこの肉づめ                 | 1997年 04月08日04月18日 |
| 22 | 春をさがそうクッキング                 | 水曜 | いちごのカスタードケーキ         | 1997年 04月08日04月18日 |
| 22 | 春をさがそうクッキング                 | 木曜 | 春やさいのクリームシチュー       | 1997年 04月08日04月18日 |
| 23 | リズムで楽しくクッキング               | 月曜 | ニンジンケーキワルツ             | 04月21日04月25日        |
| 23 | リズムで楽しくクッキング               | 火曜 | ラップ豆だいふく                 | 04月21日04月25日        |
| 23 | リズムで楽しくクッキング               | 水曜 | たたいてサラダマーチ             | 04月21日04月25日        |
| 23 | リズムで楽しくクッキング               | 木曜 | サンバ肉ギョーザ                 | 04月21日04月25日        |
| 24 | つぶつぶクッキング                     | 月曜 | タピオカゼリー                   | 05月12日05月16日        |
| 24 | つぶつぶクッキング                     | 火曜 | とうもろこし入りパンケーキ       | 05月12日05月16日        |
| 24 | つぶつぶクッキング                     | 水曜 | えび豆カップ                     | 05月12日05月16日        |
| 24 | つぶつぶクッキング                     | 木曜 | つぶつぶ2色ディップ              | 05月12日05月16日        |
| 25 | ひらひらクッキング                     | 月曜 | ひらひらたまごのオムライス       | 05月26日05月30日        |
| 25 | ひらひらクッキング                     | 火曜 | ひらひらサラダ                   | 05月26日05月30日        |
| 25 | ひらひらクッキング                     | 水曜 | ひらひらスープ                   | 05月26日05月30日        |
| 25 | ひらひらクッキング                     | 木曜 | ひらひらクッキー                 | 05月26日05月30日        |
| 26 | 飲みものつかってクッキング             | 月曜 | 日本茶チャーハン                 | 06月09日06月13日        |
| 26 | 飲みものつかってクッキング             | 火曜 | トマトジュースのガスパチョ       | 06月09日06月13日        |
| 26 | 飲みものつかってクッキング             | 水曜 | ココア白玉                       | 06月09日06月13日        |
| 26 | 飲みものつかってクッキング             | 木曜 | 紅茶サバラン                     | 06月09日06月13日        |
| 27 | ドランのクリック・オン                 | 週間 | ※1997年度 総集編1                | 06月23日06月27日        |
| 28 | ひんやりクッキング                     | 月曜 | クリーミーシャーベット           | 07月07日07月11日        |
| 28 | ひんやりクッキング                     | 火曜 | つるつるビーフサラダ             | 07月07日07月11日        |
| 28 | ひんやりクッキング                     | 水曜 | かんたんわらびもち               | 07月07日07月11日        |
| 28 | ひんやりクッキング                     | 木曜 | 冷やしめん                       | 07月07日07月11日        |
| 29 | 夏がいっぱいクッキング                 | 月曜 | 具だくさんミネストローネ         | 08月25日08月29日        |
| 29 | 夏がいっぱいクッキング                 | 火曜 | トマトオムレツとサマーサラダ     | 08月25日08月29日        |
| 29 | 夏がいっぱいクッキング                 | 水曜 | やきうどんとホイルポテト         | 08月25日08月29日        |
| 29 | 夏がいっぱいクッキング                 | 木曜 | トマトカップサラダ               | 08月25日08月29日        |
| 30 | 売ってるものを作っちゃオー!            | 月曜 | かんたん煮チャーシュー           | 09月08日09月12日        |
| 30 | 売ってるものを作っちゃオー!            | 火曜 | オレンジマーマレード             | 09月08日09月12日        |
| 30 | 売ってるものを作っちゃオー!            | 水曜 | さつまあげインド風               | 09月08日09月12日        |
| 30 | 売ってるものを作っちゃオー!            | 木曜 | つくだ煮トリオ                   | 09月08日09月12日        |
| 31 | つめれば楽しいクッキング               | 月曜 | イカライス                       | 09月22日09月26日        |
| 31 | つめれば楽しいクッキング               | 火曜 | なすの肉みそづめ                 | 09月22日09月26日        |
| 31 | つめれば楽しいクッキング               | 水曜 | カニのこうらやき                 | 09月22日09月26日        |
| 31 | つめれば楽しいクッキング               | 木曜 | まるごとパパイヤムース           | 09月22日09月26日        |
| 32 | かさねてクッキング                     | 月曜 | かさねてラザニア                 | 10月06日10月10日        |
| 32 | かさねてクッキング                     | 火曜 | キャベツかさね煮                 | 10月06日10月10日        |
| 32 | かさねてクッキング                     | 水曜 | ごちそうケーキずし               | 10月06日10月10日        |
| 32 | かさねてクッキング                     | 木曜 | クリームフルーツサンド           | 10月06日10月10日        |
| 33 | 秋ははらぺこクッキング                 | 月曜 | まるごとスイートパンプキン       | 10月20日10月24日        |
| 33 | 秋ははらぺこクッキング                 | 火曜 | たっぷりきのこリゾット           | 10月20日10月24日        |
| 33 | 秋ははらぺこクッキング                 | 水曜 | はくさいのクリーム煮             | 10月20日10月24日        |
| 33 | 秋ははらぺこクッキング                 | 木曜 | ナスとリンゴの秋カレー           | 10月20日10月24日        |
| 34 | ドランのクリック・オン                 | 週間 | ※1997年度 総集編2                | 11月03日11月07日        |
| 35 | カラフルクッキングIII                  | 月曜 | カラフルスープスパ               | 11月17日11月21日        |
| 35 | カラフルクッキングIII                  | 火曜 | タコきゅうサラダ                 | 11月17日11月21日        |
| 35 | カラフルクッキングIII                  | 水曜 | オーロラパフェ                   | 11月17日11月21日        |
| 35 | カラフルクッキングIII                  | 木曜 | チャイナおこわ                   | 11月17日11月21日        |
| 36 | クリスマスクッキング                   | 月曜 | ハムのパイ包みやき               | 12月08日12月12日        |
| 36 | クリスマスクッキング                   | 火曜 | サンタのフルーツケーキ           | 12月08日12月12日        |
| 36 | クリスマスクッキング                   | 水曜 | おこのみカナッペ                 | 12月08日12月12日        |
| 36 | クリスマスクッキング                   | 木曜 | サラダパンとマンタロー           | 12月08日12月12日        |
| 37 | あったかなべなべクッキング             | 月曜 | おたのしみおでん                 | 1998年 01月05日01月09日 |
| 37 | あったかなべなべクッキング             | 火曜 | ソーセージポトフ                 | 1998年 01月05日01月09日 |
| 37 | あったかなべなべクッキング             | 水曜 | とりだんごなべ                   | 1998年 01月05日01月09日 |
| 37 | あったかなべなべクッキング             | 木曜 | チーズフォンデュ                 | 1998年 01月05日01月09日 |
| 38 | コロコロクッキング                     | 月曜 | コロコロチョコトリフ             | 01月19日01月23日        |
| 38 | コロコロクッキング                     | 火曜 | コロコロニョッキ                 | 01月19日01月23日        |
| 38 | コロコロクッキング                     | 水曜 | コロコロアボカドサラダ           | 01月19日01月23日        |
| 38 | コロコロクッキング                     | 木曜 | コロコロコロッケ                 | 01月19日01月23日        |
| 39 | かんぶつつかってクッキング             | 月曜 | ぐるっとかんぴょう太巻き         | 02月02日02月06日        |
| 39 | かんぶつつかってクッキング             | 火曜 | のっけてぜんまいめん             | 02月02日02月06日        |
| 39 | かんぶつつかってクッキング             | 水曜 | きりぼし大根とんとん煮           | 02月02日02月06日        |
| 39 | かんぶつつかってクッキング             | 木曜 | ドライフルーツ・グラタン         | 02月02日02月06日        |
| 40 | まるごとクッキング                     | 月曜 | まるごとべーたま                 | 02月16日02月26日        |
| 40 | まるごとクッキング                     | 火曜 | とびきりスイートポテト           | 02月16日02月26日        |
| 40 | まるごとクッキング                     | 水曜 | ごうかいとりまるがゆ             | 02月16日02月26日        |
| 40 | まるごとクッキング                     | 木曜 | かりかりバナナはるまき           | 02月16日02月26日        |
| 41 | ドランのクリック・オン                 | 週間 | ※1997年度 総集編3                | 03月02日03月06日        |
| 42 | アイデアいっぱいゆめいっぱいクッキング | 月曜 | ハーイパオサイ                   | 03月23日03月27日        |
| 42 | アイデアいっぱいゆめいっぱいクッキング | 火曜 | 雄大ナミックハンバーグサンド     | 03月23日03月27日        |
| 42 | アイデアいっぱいゆめいっぱいクッキング | 水曜 | 比奈子のたべタイごはん           | 03月23日03月27日        |
| 42 | アイデアいっぱいゆめいっぱいクッキング | 木曜 | 麗子センセーショナルパリブレスト | 03月23日03月27日        |

| タイトル                                                    | ロケ場所       | ゲスト             | 初回放送日時                   |
| ----------------------------------------------------------- | -------------- | ------------------ | ------------------------------ |
| 教えておじいちゃん 話しておばあちゃん おいしい笑顔が宝もの! | 千葉県房総半島 | 水沢舞（平田実音） | 1997年09月15日 月曜09:00-09:40 |

### 第4シリーズ
| 週 | タイトル                                                   | 曜日 | サブタイトル（生活編）               | マイ・ミー・キッチン                       | 本放送日                |
| -- | ---------------------------------------------------------- | ---- | ------------------------------------ | ------------------------------------------ | ----------------------- |
| 01 | はじめてのひっこし たまごクッキング                        | 月曜 | ひっこしのごあいさつ                 | パッカン!たまご                            | 1998年 04月06日04月10日 |
| 01 | はじめてのひっこし たまごクッキング                        | 火曜 | ねむるまえにここをチェック!          | コロンブスのゆでたまご                     | 1998年 04月06日04月10日 |
| 01 | はじめてのひっこし たまごクッキング                        | 水曜 | ふとんをたたもう                     | 朝のフレンチトースト                       | 1998年 04月06日04月10日 |
| 01 | はじめてのひっこし たまごクッキング                        | 木曜 | ようふくおかたづけ                   | レッツ!オムレツ                            | 1998年 04月06日04月10日 |
| 02 | はじめての学校 パンサラダを作ろう!                         | 月曜 | ｢よきんこうざ｣って、なあに?          | ピアノタッチのほうちょうさばき             | 04月20日04月24日        |
| 02 | はじめての学校 パンサラダを作ろう!                         | 火曜 | バスで学校へ                         | パンサラダのやさいを切ろう!                | 04月20日04月24日        |
| 02 | はじめての学校 パンサラダを作ろう!                         | 水曜 | じこしょうかいしよう                 | パンサラダのハムとチーズを切ろう!          | 04月20日04月24日        |
| 02 | はじめての学校 パンサラダを作ろう!                         | 木曜 | ともだちあつめて クラブを作ろう      | パンサラダのドレッシングを作ろう!          | 04月20日04月24日        |
| 03 | はじめてのそうじ おもしろおにぎりクッキング                | 月曜 | そうじきスイスイ                     | お米あらいはクマさんの手                   | 05月11日05月15日        |
| 03 | はじめてのそうじ おもしろおにぎりクッキング                | 火曜 | へやにはほこりがいっぱい             | ラップでるんるんおにぎり                   | 05月11日05月15日        |
| 03 | はじめてのそうじ おもしろおにぎりクッキング                | 水曜 | こんなよごれには こんなせんざい      | ひとくちおにぎりパックパク!                | 05月11日05月15日        |
| 03 | はじめてのそうじ おもしろおにぎりクッキング                | 木曜 | しみぬき大さくせん                   | ニギニギなしのやきおにぎり                 | 05月11日05月15日        |
| 04 | ボランティアしよう 粉でいろいろクッキング                  | 月曜 | 車いすをおしたよ!                    | もちもちごまもち                           | 05月25日05月29日        |
| 04 | ボランティアしよう 粉でいろいろクッキング                  | 火曜 | 「ボランティア」って、なあに?        | カラフル・キャンディー・クッキー           | 05月25日05月29日        |
| 04 | ボランティアしよう 粉でいろいろクッキング                  | 水曜 | ゴミをあつめてリサイクル             | まぜまぜチョコレートケーキ                 | 05月25日05月29日        |
| 04 | ボランティアしよう 粉でいろいろクッキング                  | 木曜 | 手話で話そう                         | まきまきそば粉のおやき                     | 05月25日05月29日        |
| 05 | カビ・ダニ・生ゴミ シャットアウト アイデア・クッキング     | 月曜 | カビラーがやってきた!                | わくわくツナカレーサラダ                   | 06月08日06月12日        |
| 05 | カビ・ダニ・生ゴミ シャットアウト アイデア・クッキング     | 火曜 | ダニキングのひみつ                   | まぜまぜダンスでヨーグルト・ジャム・ゼリー | 06月08日06月12日        |
| 05 | カビ・ダニ・生ゴミ シャットアウト アイデア・クッキング     | 水曜 | クサレンボ大きらい!                  | パッカン!たまごのカレードリア              | 06月08日06月12日        |
| 05 | カビ・ダニ・生ゴミ シャットアウト アイデア・クッキング     | 木曜 | れいぞうこの食べものチェック         | カリッと！キャラメル・ポップコーン         | 06月08日06月12日        |
| 06 | ペットにちょうせん! カンタン!かざりずし                    | 月曜 | メダカをゲット!                      | シメシメすめし                             | 06月22日06月26日        |
| 06 | ペットにちょうせん! カンタン!かざりずし                    | 火曜 | メダカのせわをしよう                 | グッドなぐ                                 | 06月22日06月26日        |
| 06 | ペットにちょうせん! カンタン!かざりずし                    | 水曜 | カメはともだち                       | ポロポロいりたまご                         | 06月22日06月26日        |
| 06 | ペットにちょうせん! カンタン!かざりずし                    | 木曜 | ハムスターがやってきた               | はこでエイヤー!かざりつけ                  | 06月22日06月26日        |
| 07 | はればれ おせんたく! ひやひやデザート                      | 月曜 | アイデアおせんたく                   | ひんやりプルルンココアゼリー               | 07月06日07月10日        |
| 07 | はればれ おせんたく! ひやひやデザート                      | 火曜 | 手あらいいろいろ                     | かんてんプリプリあんにんどうふ             | 07月06日07月10日        |
| 07 | はればれ おせんたく! ひやひやデザート                      | 水曜 | せんたくきに入れる前にチェック!      | あずきのミルクアイス                       | 07月06日07月10日        |
| 07 | はればれ おせんたく! ひやひやデザート                      | 木曜 | せんたくきスイッチ・オン!            | メロンカップのアイスクリーム               | 07月06日07月10日        |
| 08 | たいけん!いなかぐらし                                      | 月曜 | のみ水がない!                        | ※なし                                      | 08月24日08月28日        |
| 08 | たいけん!いなかぐらし                                      | 火曜 | 食べものがない!                      | ほおばのつつみやき                         | 08月24日08月28日        |
| 08 | たいけん!いなかぐらし                                      | 水曜 | エアコンがない!                      | みつばのまぜごはん                         | 08月24日08月28日        |
| 08 | たいけん!いなかぐらし                                      | 木曜 | おふろがない!                        | ずんだぼたもち 視聴日記あり                | 08月24日08月28日        |
| 09 | コンピューターだいすき! だ〜いすき!ピザ                    | 月曜 | しょうたいじょうを作ろう 1           | かんたん!ピザのトマトソース                | 09月07日09月11日        |
| 09 | コンピューターだいすき! だ〜いすき!ピザ                    | 火曜 | しょうたいじょうを作ろう 2           | トコトン!ピザのトッピン具                  | 09月07日09月11日        |
| 09 | コンピューターだいすき! だ〜いすき!ピザ                    | 水曜 | しょうたいじょうをおくろう           | もみもみ！ピザ生地作り                     | 09月07日09月11日        |
| 09 | コンピューターだいすき! だ〜いすき!ピザ                    | 木曜 | インターネットでパーティーを楽しもう | カリッとピザはキツネ色                     | 09月07日09月11日        |
| 10 | ときめき!ファッション 秋のほくほくクッキング               | 月曜 | おへやすてきに大へんしん!            | かぼちゃのまぜまぜプリン                   | 09月21日09月25日        |
| 10 | ときめき!ファッション 秋のほくほくクッキング               | 火曜 | テーブルをおしゃれにかざろう!        | さつまいものスイートカップ                 | 09月21日09月25日        |
| 10 | ときめき!ファッション 秋のほくほくクッキング               | 水曜 | 自分の色をさがそう!                  | まぜまぜじゃがもち                         | 09月21日09月25日        |
| 10 | ときめき!ファッション 秋のほくほくクッキング               | 木曜 | どんなふくがにあうかなチェック!      | じゃがいものつぶしサラダ                   | 09月21日09月25日        |
| 11 | ちびっこガーデニング お花ばたけサンドイッチ                | 月曜 | かわいい花をさかせよう               | ウキウキ!たまごサンド                      | 10月05日10月09日        |
| 11 | ちびっこガーデニング お花ばたけサンドイッチ                | 火曜 | おいしいラディッシュできるかな?      | ピリカラ!ツナカレーサンド                  | 10月05日10月09日        |
| 11 | ちびっこガーデニング お花ばたけサンドイッチ                | 水曜 | いちごをそだてよう                   | ハムとカリフラワーのつけあわせ             | 10月05日10月09日        |
| 11 | ちびっこガーデニング お花ばたけサンドイッチ                | 木曜 | げんかんを花でかざろう               | お花ばたけのサンドイッチ                   | 10月05日10月09日        |
| 12 | あったか!手あみのプレゼント ドライフルーツと木のみのおかし | 月曜 | ふさふさみのむしマフラー             | リッチなフルーツケーキ                     | 10月19日10月23日        |
| 12 | あったか!手あみのプレゼント ドライフルーツと木のみのおかし | 火曜 | おでかけプチポシェット               | スイートバナナチップクッキー               | 10月19日10月23日        |
| 12 | あったか!手あみのプレゼント ドライフルーツと木のみのおかし | 水曜 | セーターほどいてリサイクル           | ペロリン!アーモンドチョコレート            | 10月19日10月23日        |
| 12 | あったか!手あみのプレゼント ドライフルーツと木のみのおかし | 木曜 | ポカポカハートのあったかひざかけ     | コロコロ!ココナッツマカロン                | 10月19日10月23日        |
| 13 | ピカピカパワーでエコロジー ピカピカ エコロジークッキング   | 月曜 | ごみをへらそう                       | キャベツのラザニア 1                       | 11月16日11月20日        |
| 13 | ピカピカパワーでエコロジー ピカピカ エコロジークッキング   | 火曜 | 水をよごさないで!                    | キャベツのラザニア 2                       | 11月16日11月20日        |
| 13 | ピカピカパワーでエコロジー ピカピカ エコロジークッキング   | 水曜 | 電気を大切にしよう                   | チキンサラダとかんたんスープ 1             | 11月16日11月20日        |
| 13 | ピカピカパワーでエコロジー ピカピカ エコロジークッキング   | 木曜 | ちきゅうをまもろう!                  | チキンサラダとかんたんスープ 2             | 11月16日11月20日        |
| 14 | やったね!しゅうのう 大そうじ つつんでおいしいクッキング    | 月曜 | キッチンの大そうじ                   | まるごと!タイのしおがまやき 1              | 11月30日12月04日        |
| 14 | やったね!しゅうのう 大そうじ つつんでおいしいクッキング    | 火曜 | しょっきだなの大そうじ               | まるごと!タイのしおがまやき 2              | 11月30日12月04日        |
| 14 | やったね!しゅうのう 大そうじ つつんでおいしいクッキング    | 水曜 | れいぞうこの大そうじ                 | まきまき!カニクリームのつつみやき 1        | 11月30日12月04日        |
| 14 | やったね!しゅうのう 大そうじ つつんでおいしいクッキング    | 木曜 | おしいれの大そうじ                   | まきまき!カニクリームのつつみやき 2        | 11月30日12月04日        |
| 15 | ようこそ!天才マジシャン クリスマス もみの木ケーキ          | 月曜 | コイン・マジック                     | スポンジのタネを作ろう!                    | 12月14日12月18日        |
| 15 | ようこそ!天才マジシャン クリスマス もみの木ケーキ          | 火曜 | まほうのつつ                         | クランブル生地を作ってスポンジをやこう!    | 12月14日12月18日        |
| 15 | ようこそ!天才マジシャン クリスマス もみの木ケーキ          | 水曜 | えんぴつとスポンジのマジック         | ケーキにかざるオーナメントを作ろう!        | 12月14日12月18日        |
| 15 | ようこそ!天才マジシャン クリスマス もみの木ケーキ          | 木曜 | おわんと玉のマジック                 | いよいよもみの木ケーキのできあがり!        | 12月14日12月18日        |
| 16 | もう一度しりたい!                                          | 月曜 | ※1998年度 総集編1                    | ※1998年度 総集編1                          | 12月28日12月30日        |
| 16 | もう一度しりたい!                                          | 火曜 | ※1998年度 総集編1                    | ※1998年度 総集編1                          | 12月28日12月30日        |
| 16 | もう一度しりたい!                                          | 水曜 | ※1998年度 総集編1                    | ※1998年度 総集編1                          | 12月28日12月30日        |
| 17 | もう一度しりたい!                                          | 週間 | ※1998年度 総集編2                    | ※1998年度 総集編2                          | 1999年 01月04日01月08日 |
| 18 | もう一度しりたい!                                          | 週間 | ※1998年度 総集編3                    | ※1998年度 総集編3                          | 01月11日01月15日        |
| 19 | ピカピカボディでパワーアップ! からだにやさしいクッキング   | 月曜 | バランスごはんでパワーアップ         | ごぼうのたたきサラダ 1                     | 01月18日01月22日        |
| 19 | ピカピカボディでパワーアップ! からだにやさしいクッキング   | 火曜 | ピカピカうんどうチェック             | ごぼうのたたきサラダ 2                     | 01月18日01月22日        |
| 19 | ピカピカボディでパワーアップ! からだにやさしいクッキング   | 水曜 | ぐっすりねむってスッキリおめざめ     | ヘルシーおやき 1                           | 01月18日01月22日        |
| 19 | ピカピカボディでパワーアップ! からだにやさしいクッキング   | 木曜 | こちょこちょたいそうでリフレッシュ   | ヘルシーおやき 2                           | 01月18日01月22日        |
| 20 | おこまりネットでしゅうりOK かさねてかぶせてクッキング      | 月曜 | ぼろぼろいすが大へんしん!            | しましまクレープケーキ 1                   | 02月01日02月05日        |
| 20 | おこまりネットでしゅうりOK かさねてかぶせてクッキング      | 火曜 | まっ黒なべがピッカピカ               | しましまクレープケーキ 2                   | 02月01日02月05日        |
| 20 | おこまりネットでしゅうりOK かさねてかぶせてクッキング      | 水曜 | シミシミじゅうたんやっつけろ!!       | きのこクリームのパイかぶせやき 1           | 02月01日02月05日        |
| 20 | おこまりネットでしゅうりOK かさねてかぶせてクッキング      | 木曜 | やぶれしょうじもしゅうりOK!          | きのこクリームのパイかぶせやき 2           | 02月01日02月05日        |
| 16 | もう一度しりたい!                                          | 木曜 | ※1998年度 総集編1                    | ※1998年度 総集編1                          | 03月25日03月26日        |
| 16 | もう一度しりたい!                                          | 金曜 | ※1998年度 総集編1                    | ※1998年度 総集編1                          | 03月25日03月26日        |
| 21 | もう一度しりたい!                                          | 週間 | ※1998年度 総集編4                    | ※1998年度 総集編4                          | 03月29日04月02日        |

| 週 | タイトル                                                      | 曜日 | サブタイトル（生活編）              | マイ・ミー・キッチン                      | 本放送日                |
| -- | ------------------------------------------------------------- | ---- | ----------------------------------- | ----------------------------------------- | ----------------------- |
| 22 | ぽかぽかマナーでにっこにこ! 春やさいのおめかしクッキング      | 月曜 | 思いやりバスマナー                  | アスパラガスのパンケースグラタン 1        | 1999年 04月05日04月09日 |
| 22 | ぽかぽかマナーでにっこにこ! 春やさいのおめかしクッキング      | 火曜 | れいぎ正しくしょくじマナー          | アスパラガスのパンケースグラタン 2        | 1999年 04月05日04月09日 |
| 22 | ぽかぽかマナーでにっこにこ! 春やさいのおめかしクッキング      | 水曜 | ハートをつたえる電話マナー          | かぶのポットのかにサラダ 1                | 1999年 04月05日04月09日 |
| 22 | ぽかぽかマナーでにっこにこ! 春やさいのおめかしクッキング      | 木曜 | 心くばりの おもてなしマナー         | かぶのポットのかにサラダ 2                | 1999年 04月05日04月09日 |
| 23 | つかいきりカメラでパッチパチ! みんな大すき！ハンバーグ        | 月曜 | しっぱいなしのカメラマン            | カタチいろいろハンバーグ 1                | 04月19日04月23日        |
| 23 | つかいきりカメラでパッチパチ! みんな大すき！ハンバーグ        | 火曜 | びっくり!トリックしゃしん           | カタチいろいろハンバーグ 2                | 04月19日04月23日        |
| 23 | つかいきりカメラでパッチパチ! みんな大すき！ハンバーグ        | 水曜 | フィルターひとつで大ヘンシン!       | ミニキャロットのグラッセ                  | 04月19日04月23日        |
| 23 | つかいきりカメラでパッチパチ! みんな大すき！ハンバーグ        | 木曜 | 虫めがねでクローズアップ!           | バター味のグリーンピース                  | 04月19日04月23日        |
| 24 | ミラクル ベランダ ガーデニング ベリーベリー ショートケーキ    | 月曜 | ワイヤー・ウォール・バスケット      | イチゴの下ごしらえ                        | 05月10日05月14日        |
| 24 | ミラクル ベランダ ガーデニング ベリーベリー ショートケーキ    | 火曜 | やったね!マイ・ミー・ガーデン       | イチゴ入りスポンジ                        | 05月10日05月14日        |
| 24 | ミラクル ベランダ ガーデニング ベリーベリー ショートケーキ    | 水曜 | おはよう!あさがおのアイデアトレリス | つぶつぶイチゴクリーム                    | 05月10日05月14日        |
| 24 | ミラクル ベランダ ガーデニング ベリーベリー ショートケーキ    | 木曜 | たいようサンサン!ひまわりの花車     | いちごのかざりつけ                        | 05月10日05月14日        |
| 25 | リサイクルグッズでピカピカショップ! おはよう!たまごクッキング | 月曜 | ぬいぐるみをきれいにしよう 1        | パチクリ!目玉やき                         | 05月24日05月28日        |
| 25 | リサイクルグッズでピカピカショップ! おはよう!たまごクッキング | 火曜 | ぬいぐるみをきれいにしよう 2        | なかはトロッと おんせんたまご             | 05月24日05月28日        |
| 25 | リサイクルグッズでピカピカショップ! おはよう!たまごクッキング | 水曜 | ステンシルで大へんしん!             | プリプリ!ポーチドエッグ                   | 05月24日05月28日        |
| 25 | リサイクルグッズでピカピカショップ! おはよう!たまごクッキング | 木曜 | フリーマーケットにちょうせん!       | クルリン!たまごやき                       | 05月24日05月28日        |
| 26 | ハートがラララン ボランティア ちょっとイカした洋風イカめし    | 月曜 | ハートのボランティア                | イカをさばこう!                           | 06月07日06月11日        |
| 26 | ハートがラララン ボランティア ちょっとイカした洋風イカめし    | 火曜 | がんばれ!ボランティア犬 1           | つめつめピラフ                            | 06月07日06月11日        |
| 26 | ハートがラララン ボランティア ちょっとイカした洋風イカめし    | 水曜 | がんばれ!ボランティア犬 2           | とびっきりのトマトソース                  | 06月07日06月11日        |
| 26 | ハートがラララン ボランティア ちょっとイカした洋風イカめし    | 木曜 | 点字にちょうせん!                   | イカしたイカめしのできあがり!             | 06月07日06月11日        |
| 27 | パパッとパスタでクッキング                                    | 月曜 | ※なし                               | こねこねパスタでカルボナーラ              | 06月21日06月25日        |
| 27 | パパッとパスタでクッキング                                    | 火曜 | ※なし                               | グラタン風くるくるパスタ                  | 06月21日06月25日        |
| 27 | パパッとパスタでクッキング                                    | 水曜 | ※なし                               | ラビオリベジタブルスープ                  | 06月21日06月25日        |
| 27 | パパッとパスタでクッキング                                    | 木曜 | ※なし                               | ワンダフルーツ!パスタでデザート           | 06月21日06月25日        |
| 28 | 春から夏へのころもがえ 夏のプルルンデザート                   | 月曜 | 春のふくをかたづけよう              | ひんやり!くずまんじゅう 1                 | 07月05日07月09日        |
| 28 | 春から夏へのころもがえ 夏のプルルンデザート                   | 火曜 | よみがえれ!白いブラウス             | ひんやり!くずまんじゅう 2                 | 07月05日07月09日        |
| 28 | 春から夏へのころもがえ 夏のプルルンデザート                   | 水曜 | ボタンつけにちょうせん!             | キラキラ!緑茶かん 1                       | 07月05日07月09日        |
| 28 | 春から夏へのころもがえ 夏のプルルンデザート                   | 木曜 | ふとんとおへやのころもがえ          | キラキラ!緑茶かん 2                       | 07月05日07月09日        |
| 29 | わくわくハートのお〜きなわ! レッツ!沖縄クッキング             | 月曜 | むかしながらの島のくらし            | いいもの見つけた!紅いもアイス             | 08月23日08月27日        |
| 29 | わくわくハートのお〜きなわ! レッツ!沖縄クッキング             | 火曜 | 竹富島たんけん!                     | 海のプレゼント!タコ イカ カイのパエリア   | 08月23日08月27日        |
| 29 | わくわくハートのお〜きなわ! レッツ!沖縄クッキング             | 水曜 | 星のすなと星コロ                    | パイナップルボートのフルーツミックス      | 08月23日08月27日        |
| 29 | わくわくハートのお〜きなわ! レッツ!沖縄クッキング             | 木曜 | みんななかよし竹富の心              | まるごとおきなわ!へちまチャンプルー       | 08月23日08月27日        |
| 30 | アートであそんで新発見! ふんわり ぎゅうにゅうクッキング       | 月曜 | モザイクアートでリサイクル!         | チーズたっぷり!ヨーグルトチーズケーキ 1   | 09月06日09月10日        |
| 30 | アートであそんで新発見! ふんわり ぎゅうにゅうクッキング       | 火曜 | これもアート?ビシャビシャてん!      | チーズたっぷり!ヨーグルトチーズケーキ 2   | 09月06日09月10日        |
| 30 | アートであそんで新発見! ふんわり ぎゅうにゅうクッキング       | 水曜 | びじゅつかんで新発見!               | ぐるぐるミックス!ミルクヨーグルトシェーキ | 09月06日09月10日        |
| 30 | アートであそんで新発見! ふんわり ぎゅうにゅうクッキング       | 木曜 | ようこそ!マイギャラリーへ           | たいてホカホカ ミルクピラフ               | 09月06日09月10日        |
| 31 | バランスばっちり!のりのりスポーツ ギョーザ ア・ラ・カ・ル・ト | 月曜 | ヒップポップ!インラインスケート     | キ・ホ・ンのギョーザ 1                    | 09月20日09月24日        |
| 31 | バランスばっちり!のりのりスポーツ ギョーザ ア・ラ・カ・ル・ト | 火曜 | 足こぎスイスイ 自てん車のり         | キ・ホ・ンのギョーザ 2                    | 09月20日09月24日        |
| 31 | バランスばっちり!のりのりスポーツ ギョーザ ア・ラ・カ・ル・ト | 水曜 | ふりふり ふりこの一りん車           | おしゃれなイタリア風ギョーザ              | 09月20日09月24日        |
| 31 | バランスばっちり!のりのりスポーツ ギョーザ ア・ラ・カ・ル・ト | 木曜 | 一りん車でバック!スピン!ターン!     | パリパリ アップルパイギョーザ             | 09月20日09月24日        |
| 32 | ハロー!ハロー!ハロウィンクッキング                            | 月曜 | ※なし                               | トマト一色!トマトカレー!                  | 10月04日10月08日        |
| 32 | ハロー!ハロー!ハロウィンクッキング                            | 火曜 | ※なし                               | ザッツ サツマイモ・ケーキ!                | 10月04日10月08日        |
| 32 | ハロー!ハロー!ハロウィンクッキング                            | 水曜 | ※なし                               | うそっこ コーン・ハンバーグ!              | 10月04日10月08日        |
| 32 | ハロー!ハロー!ハロウィンクッキング                            | 木曜 | ※なし                               | まるごと!パンプキングラタン               | 10月04日10月08日        |
| 33 | ペーパークラフト!ファンタジー! かんぶつクッキング             | 月曜 | ツインズ マリオネットダンサーズ     | もうじき ひじきのハイカラ煮 1             | 11月01日11月05日        |
| 33 | ペーパークラフト!ファンタジー! かんぶつクッキング             | 火曜 | どっきり!UFOのバルーン星人          | もうじき ひじきのハイカラ煮 2             | 11月01日11月05日        |
| 33 | ペーパークラフト!ファンタジー! かんぶつクッキング             | 水曜 | 再生紙!ペーパーナイト               | チャイニーズ！おふ玉あんかけ 1            | 11月01日11月05日        |
| 33 | ペーパークラフト!ファンタジー! かんぶつクッキング             | 木曜 | ドラゴンマジック！大変身!           | チャイニーズ！おふ玉あんかけ 1            | 11月01日11月05日        |
| 34 | 野山の自然であそんじゃおう いわしクッキング                   | 月曜 | ギコギコ パッチン!小えだのこん虫    | いわしおろしはチャッチャッチャッ          | 11月15日11月19日        |
| 34 | 野山の自然であそんじゃおう いわしクッキング                   | 火曜 | コロロン 石コロ水ぞくかん           | ヘルシー!イワシのごま煮                   | 11月15日11月19日        |
| 34 | 野山の自然であそんじゃおう いわしクッキング                   | 水曜 | もちもちの土でインスタントとうげい  | 3色くしだんご風 いわしバーグ 1            | 11月15日11月19日        |
| 34 | 野山の自然であそんじゃおう いわしクッキング                   | 木曜 | 里山が家にやってきた!               | 3色くしだんご風 いわしバーグ 2            | 11月15日11月19日        |
| 35 | おたすけ隊しゅうごう まいちゃんのハウスキーピング             | 週間 | ※1999年度 総集編1                   | ※1999年度 総集編1                         | 11月29日12月03日        |
| 36 | ピカピカ 大そうじ大さくせん! スノーマンケーキ                 | 月曜 | ベタベタシールにご用心              | リンゴ入りスポンジを作る                  | 12月06日12月10日        |
| 36 | ピカピカ 大そうじ大さくせん! スノーマンケーキ                 | 火曜 | ガラスピカピカ!新聞紙ぞうきん       | スポンジボールを作る                      | 12月06日12月10日        |
| 36 | ピカピカ 大そうじ大さくせん! スノーマンケーキ                 | 水曜 | まるごとまどべのクリーニング        | クッキー生地でパーツ作り                  | 12月06日12月10日        |
| 36 | ピカピカ 大そうじ大さくせん! スノーマンケーキ                 | 木曜 | やっぱり!スリッパクリーニング       | クリスマスのスノーマンケーキ              | 12月06日12月10日        |
| 37 | おたすけ隊しゅうごう みんなの輪がひろがっちゃった             | 週間 | ※1999年度 総集編2                   | ※1999年度 総集編2                         | 12月20日12月24日        |
| SP | おたすけ隊しゅうごう ぽかぽかマナーでにっこにこ! 総集編       | 月曜 | ※1999年度 総集編                    | ※1999年度 総集編                          | 12月27日12月28日        |
| SP | おたすけ隊しゅうごう ぽかぽかマナーでにっこにこ! 総集編       | 火曜 | ※1999年度 総集編                    | ※1999年度 総集編                          | 12月27日12月28日        |
| 38 | おたすけ隊しゅうごう まいちゃんの手づくりスペシャル           | 週間 | ※1999年度 総集編3                   | ※1999年度 総集編3                         | 2000年 01月04日01月07日 |
| 39 | おたすけ隊しゅうごう まいちゃんのオー!マイ・クッキング        | 週間 | ※1999年度 総集編4                   | ※1999年度 総集編4                         | 01月10日01月14日        |
| 40 | ワンダーマジックフェスティバル ぽかぽかおでん!                | 月曜 | 変身!ポスターマジック               | まんぷく ふくぶくろ                       | 01月17日01月21日        |
| 40 | ワンダーマジックフェスティバル ぽかぽかおでん!                | 火曜 | ラブラブ カード・マジック           | トコトン!エビだんご                       | 01月17日01月21日        |
| 40 | ワンダーマジックフェスティバル ぽかぽかおでん!                | 水曜 | ミラクル キャンディー・マジック     | おでんダネだよ 大集合!                    | 01月17日01月21日        |
| 40 | ワンダーマジックフェスティバル ぽかぽかおでん!                | 木曜 | 人間ワープ・イリュージョン          | おなべマジックで ぽかぽかおでん!          | 01月17日01月21日        |
| 41 | おおきなわっかのおわカレー                                    | 月曜 | ※なし                               | スキスキいっぱいおわカレー 1              | 02月14日02月18日        |
| 41 | おおきなわっかのおわカレー                                    | 火曜 | ※なし                               | スキスキいっぱいおわカレー 2              | 02月14日02月18日        |
| 41 | おおきなわっかのおわカレー                                    | 水曜 | ※なし                               | パンバスケットのフルーツサラダ            | 02月14日02月18日        |
| 41 | おおきなわっかのおわカレー                                    | 木曜 | ※なし                               | アイ・ライク!カラフル・ライス             | 02月14日02月18日        |
| 42 | おたすけ隊しゅうごう まいちゃんのやったでショータイム!        | 週間 | ※1999年度 総集編5                   | ※1999年度 総集編5                         | 03月20日03月24日        |

### 第5シリーズ
| 週 | タイトル                                                        | 曜日 | サブタイトル（生活編）                   | やるキッチン                                     | 本放送日                |
| -- | --------------------------------------------------------------- | ---- | ---------------------------------------- | ------------------------------------------------ | ----------------------- |
| 01 | とことん!おふとんパニック へんしん!たまごクッキング             | 月曜 | くるくるシーツでふととんとん!            | パッカン!たまごのパンスフレ                      | 2000年 04月03日04月07日 |
| 01 | とことん!おふとんパニック へんしん!たまごクッキング             | 火曜 | カラカラパッ でふかふかふとん            | ゼラチンぷるるん たまごババロア                  | 2000年 04月03日04月07日 |
| 01 | とことん!おふとんパニック へんしん!たまごクッキング             | 水曜 | ふとんパッタン たたむコツ                | レンジでチン!の たまごプリン                     | 2000年 04月03日04月07日 |
| 01 | とことん!おふとんパニック へんしん!たまごクッキング             | 木曜 | ふとんなだれは ドッキドキ!               | アニマルたまごビスケット                         | 2000年 04月03日04月07日 |
| 02 | かんぺき!?おでかけチェック かんたん!ごはんクッキング            | 月曜 | ギュギュッとかんぺき くつひもチェック!   | フリフリおにぎり                                 | 04月17日04月21日        |
| 02 | かんぺき!?おでかけチェック かんたん!ごはんクッキング            | 火曜 | シャキッと ふくそうチェック!             | まぜまぜ カレーツナピラフ                        | 04月17日04月21日        |
| 02 | かんぺき!?おでかけチェック かんたん!ごはんクッキング            | 水曜 | ジャブジャブ、ピピピン ハンカチチェック! | ライスピザ・スマイルしあげ                       | 04月17日04月21日        |
| 02 | かんぺき!?おでかけチェック かんたん!ごはんクッキング            | 木曜 | おでかけさいしゅうチェック!              | ハッピー ライスケーキ                            | 04月17日04月21日        |
| 03 | アワてず!さわがず!おせんたく はじめてのほうちょうクッキング     | 月曜 | 着たまま そのまま おせんたく             | ピアノタッチでピックサラダ                       | 05月08日05月12日        |
| 03 | アワてず!さわがず!おせんたく はじめてのほうちょうクッキング     | 火曜 | 凸凹せんたく板でサクセスソックス!        | かさねてかさねて 3だんサンドイッチ               | 05月08日05月12日        |
| 03 | アワてず!さわがず!おせんたく はじめてのほうちょうクッキング     | 水曜 | シャカシャカ!歯ブラシウォッシング        | ぎゅっとにぎって チーズまん                      | 05月08日05月12日        |
| 03 | アワてず!さわがず!おせんたく はじめてのほうちょうクッキング     | 木曜 | のりのり!スニー・カーウォッシュ          | クルクルまいて のりまきパン                      | 05月08日05月12日        |
| 04 | おいしくたべて、かたづけじょうず! かわいい!フルーツデザート     | 月曜 | パーでき!おはしのもちかた                | モグるんバナナン チョコケーキ                    | 05月22日05月26日        |
| 04 | おいしくたべて、かたづけじょうず! かわいい!フルーツデザート     | 火曜 | おはしじょうずは たべじょうず            | トロトロとろりんフルーツゼリー                   | 05月22日05月26日        |
| 04 | おいしくたべて、かたづけじょうず! かわいい!フルーツデザート     | 水曜 | しょっきあらいもできるもん!              | つぶつぶフレッシュ!キウイドリンク                | 05月22日05月26日        |
| 04 | おいしくたべて、かたづけじょうず! かわいい!フルーツデザート     | 木曜 | スッキリ!しょっきのおかたづけ            | ねじりん!しっとりオレンジケーキ                  | 05月22日05月26日        |
| 05 | むかしばなしでスペシャルクッキング                              | 月曜 | ※なし                                    | ももたろうのスペシャル3色だんご                  | 06月05日06月09日        |
| 05 | むかしばなしでスペシャルクッキング                              | 火曜 | ※なし                                    | シンデレラのかぼちゃ馬車のピラフ                 | 06月05日06月09日        |
| 05 | むかしばなしでスペシャルクッキング                              | 水曜 | ※なし                                    | ヘンゼルとグレーテルのフワフワおかしの家         | 06月05日06月09日        |
| 05 | むかしばなしでスペシャルクッキング                              | 木曜 | ※なし                                    | うらしまたろうのりゅうぐうグラタン               | 06月05日06月09日        |
| 06 | ひらめき!ピカピカそうじ おしゃれなタマゴクッキング              | 月曜 | なるほど!ゆっくリズムのそうじき          | ミルクでふんわり マイオムレツ                    | 06月26日06月30日        |
| 06 | ひらめき!ピカピカそうじ おしゃれなタマゴクッキング              | 火曜 | すべってピッカリ!ソックスリッパ          | きいろい花さく ゆでタマゴ                        | 06月26日06月30日        |
| 06 | ひらめき!ピカピカそうじ おしゃれなタマゴクッキング              | 水曜 | すきまのホコリもKO!ソックスハンガー      | プカプカハートの たまごスープ                    | 06月26日06月30日        |
| 06 | ひらめき!ピカピカそうじ おしゃれなタマゴクッキング              | 木曜 | デコボコなんてへっちゃら!ぐんてぞうきん  | たいようサンサン めだまやきトースト              | 06月26日06月30日        |
| 07 | つつんでハートをプレゼント! アイスクリームを作っちゃえ!         | 月曜 | リボンでラララ!ラッピング                | まぜまぜ手作り!バニラアイス                      | 07月10日07月14日        |
| 07 | つつんでハートをプレゼント! アイスクリームを作っちゃえ!         | 火曜 | はなやか!花さくプレゼント                | さわやか!ひまわりアイスケーキ 1                  | 07月10日07月14日        |
| 07 | つつんでハートをプレゼント! アイスクリームを作っちゃえ!         | 水曜 | ピシッとオリオリ!デパートつつみ          | さわやか!ひまわりアイスケーキ 2                  | 07月10日07月14日        |
| 07 | つつんでハートをプレゼント! アイスクリームを作っちゃえ!         | 木曜 | つつみのたつじん!フロエモン              | さわやか!ひまわりアイスケーキ 3                  | 07月10日07月14日        |
| 08 | タンタタ・ワイド ひとりでガッテン!                              | 週間 | ※2000年度 総集編1                        | ※2000年度 総集編1                                | 07月24日07月28日        |
| 09 | コメ米ランドのまいフレンド まいちゃんのベトナム日記             | 月曜 | お米がへんしん!ライスペーパー            | フルーツまきまき ライスクレープ                  | 08月21日08月25日        |
| 09 | コメ米ランドのまいフレンド まいちゃんのベトナム日記             | 火曜 | お米大すき!ベトナムの人たち              | ひんやりひえひえ サラダビーフン                  | 08月21日08月25日        |
| 09 | コメ米ランドのまいフレンド まいちゃんのベトナム日記             | 水曜 | わくわくどきどきのいちばたんけん!        | すけすけルックの 生はるまき                      | 08月21日08月25日        |
| 09 | コメ米ランドのまいフレンド まいちゃんのベトナム日記             | 木曜 | すきすき大すき ベトナムのおともだち      | ※なし                                            | 08月21日08月25日        |
| 10 | さわやか朝をむかえよう パワーぜんかい!朝ごはんクッキング        | 月曜 | めざめスッキリ!モーニングたいそう        | ピカピカごはんとパリパリきゅうり                 | 09月04日09月08日        |
| 10 | さわやか朝をむかえよう パワーぜんかい!朝ごはんクッキング        | 火曜 | さわやかピカピカ!朝のかお                | サケのツヤツヤやき                               | 09月04日09月08日        |
| 10 | さわやか朝をむかえよう パワーぜんかい!朝ごはんクッキング        | 水曜 | ねぐせもKO!パーできヘアー                | フワフワ!チーズとねぎといりたまご                | 09月04日09月08日        |
| 10 | さわやか朝をむかえよう パワーぜんかい!朝ごはんクッキング        | 木曜 | 日本のこころ サックリ!とうふのおみそ汁   | サックリ!とうふのおみそ汁                        | 09月04日09月08日        |
| 11 | てってい せいとん! パーでき!パスタクッキング                    | 月曜 | あかずのひきだし てっていせいとん!       | すきすき!きのこのナポリタン                      | 09月18日09月22日        |
| 11 | てってい せいとん! パーでき!パスタクッキング                    | 火曜 | 本だなラッシュはこまりもの               | たっぷりタラコのまぜまぜパスタ                   | 09月18日09月22日        |
| 11 | てってい せいとん! パーでき!パスタクッキング                    | 水曜 | タンタタ!たたんでせいとん!               | ひんやり シャッキリ!パスタサラダ                 | 09月18日09月22日        |
| 11 | てってい せいとん! パーでき!パスタクッキング                    | 木曜 | しまってスッキリ コンパクト              | デザート気分でスイートパスタグラタン             | 09月18日09月22日        |
| 12 | りょうり怪人「さしすせそ」をやっつけろ!                         | 月曜 | へんしん!「さ」のクッキング              | へんしん!べっこうあめとアーモンドキャンディー    | 10月09日10月13日        |
| 12 | りょうり怪人「さしすせそ」をやっつけろ!                         | 火曜 | あわせわざ!「し」と「す」のクッキング    | さつまいものサラダと「し」と「す」のドレッシング | 10月09日10月13日        |
| 12 | りょうり怪人「さしすせそ」をやっつけろ!                         | 水曜 | かおりもパーでき!「せ」のクッキング      | チーズやきおにぎり                               | 10月09日10月13日        |
| 12 | りょうり怪人「さしすせそ」をやっつけろ!                         | 木曜 | えいようまんてん!「そ」のクッキング      | じゃがいものみそグラタン                         | 10月09日10月13日        |
| 13 | じぶんかってをノックアウト! 蒸しむしクッキング                  | 月曜 | 電車のマナーは ゆずりあい                | たまごたっぷり!エノケン蒸しケーキ 1              | 10月30日11月03日        |
| 13 | じぶんかってをノックアウト! 蒸しむしクッキング                  | 火曜 | ジコチュー電話はこまりもの               | たまごたっぷり!エノケン蒸しケーキ 2              | 10月30日11月03日        |
| 13 | じぶんかってをノックアウト! 蒸しむしクッキング                  | 水曜 | わくわくメールでこんにちは!              | ふっくら肉まん!マイケルまん                      | 10月30日11月03日        |
| 13 | じぶんかってをノックアウト! 蒸しむしクッキング                  | 木曜 | おいしいつきあい いただきます!           | あんこにまっ茶のチクタクポン!                    | 10月30日11月03日        |
| 14 | ぴかぴかキッチン大さくせん! クリスマスのドリームツリー・ケーキ  | 月曜 | キレイになりたい れいぞうこ              | まずココアスポンジをやくよ                       | 12月11日12月15日        |
| 14 | ぴかぴかキッチン大さくせん! クリスマスのドリームツリー・ケーキ  | 火曜 | コンロのよごれんぼをやっつけろ           | つぎにクッキーをやこう                           | 12月11日12月15日        |
| 14 | ぴかぴかキッチン大さくせん! クリスマスのドリームツリー・ケーキ  | 水曜 | みがいてピカピカ!キッチンシンク          | こんどはかざりを作るよ                           | 12月11日12月15日        |
| 14 | ぴかぴかキッチン大さくせん! クリスマスのドリームツリー・ケーキ  | 木曜 | 電子レンジはそうじもチン!                | さあしあげだ!                                    | 12月11日12月15日        |
| 15 | タンタタ・ワイド ひとりでガッテン!                              | 週間 | ※2000年度 総集編2                        | ※2000年度 総集編2                                | 12月25日12月29日        |
| SP | ※正月総集編                                                     | 金曜 | ※2000年度 総集編                         | ※2000年度 総集編                                 | 2001年 01月05日         |
| 16 | タンタタ・ワイド ひとりでガッテン!                              | 週間 | ※2000年度 総集編3                        | ※2000年度 総集編3                                | 01月08日01月12日        |
| 17 | もしものときも あわてずパーでき! あったかハートの洋食クッキング | 月曜 | タンタタ・タウンの大ていでん             | たいようぽかぽかオムライス 1                     | 01月15日01月19日        |
| 17 | もしものときも あわてずパーでき! あったかハートの洋食クッキング | 火曜 | ケガのてあてもできるもん!                | たいようぽかぽかオムライス 2                     | 01月15日01月19日        |
| 17 | もしものときも あわてずパーでき! あったかハートの洋食クッキング | 水曜 | まいごになったまいちゃん                 | あったマルマル!クリームスープ 1                  | 01月15日01月19日        |
| 17 | もしものときも あわてずパーでき! あったかハートの洋食クッキング | 木曜 | クイズ タンタタQQ                        | あったマルマル!クリームスープ 2                  | 01月15日01月19日        |
| 18 | サンデーパーラーは大はんじょう!                                 | 月曜 | ※なし                                    | とってもフルーティー!カレーパフェ                | 02月05日02月09日        |
| 18 | サンデーパーラーは大はんじょう!                                 | 火曜 | ※なし                                    | ハッピースイート!あんこギョーザ                  | 02月05日02月09日        |
| 18 | サンデーパーラーは大はんじょう!                                 | 水曜 | ※なし                                    | たこやきそっくり!ちびっこカステラ                | 02月05日02月09日        |
| 18 | サンデーパーラーは大はんじょう!                                 | 木曜 | ※なし                                    | 油であげない!ノンフライ・ドーナッツ              | 02月05日02月09日        |
| 19 | タンタタ・ワイド ひとりでガッテン!                              | 週間 | ※2000年度 総集編4                        | ※2000年度 総集編4                                | 02月26日03月02日        |
| 20 | タンタタ・ワイド ひとりでガッテン!                              | 週間 | ※2000年度 総集編5                        | ※2000年度 総集編5                                | 03月26日03月30日        |

| タイトル                                            | ロケ場所 | 初回放送日時                   | 備考      |
| --------------------------------------------------- | -------- | ------------------------------ | --------- |
| コメ米ランドのまいフレンド まいちゃんのベトナム日記 | ベトナム | 2000年10月09日 月曜09:00-09:30 | [ 注 11 ] |

| 週 | タイトル                                                                | 曜日 | サブタイトル（生活編）                | やるキッチン                                | 本放送日                |
| -- | ----------------------------------------------------------------------- | ---- | ------------------------------------- | ------------------------------------------- | ----------------------- |
| 21 | 100円グッズでまるごとパーでき! 100円グッズでアイデアクッキング          | 月曜 | わゴムでヘンシン!スポンジテディベアー | チョコっとかわいい!スプーンナッツチョコ     | 2001年 04月02日04月06日 |
| 21 | 100円グッズでまるごとパーでき! 100円グッズでアイデアクッキング          | 火曜 | ※なし                                 | ちらし風ザルおこわでごザル                  | 2001年 04月02日04月06日 |
| 21 | 100円グッズでまるごとパーでき! 100円グッズでアイデアクッキング          | 水曜 | あの手この手のぐん手エノケン          | ふっくらムシムシ!かごむしパン               | 2001年 04月02日04月06日 |
| 21 | 100円グッズでまるごとパーでき! 100円グッズでアイデアクッキング          | 木曜 | チクタクポンのメッセージカード立て    | カクテルグラスのゼリーサラダ                | 2001年 04月02日04月06日 |
| 22 | りょうり怪人べんとうべんの わざあり!おべんとうスペシャル                | 月曜 | ※なし                                 | おすしデュエット                            | 04月16日04月20日        |
| 22 | りょうり怪人べんとうべんの わざあり!おべんとうスペシャル                | 火曜 | ※なし                                 | おいしいハーモニーひと口つくねサンド        | 04月16日04月20日        |
| 22 | りょうり怪人べんとうべんの わざあり!おべんとうスペシャル                | 水曜 | ※なし                                 | おかずの英雄 あつやきたまご                 | 04月16日04月20日        |
| 22 | りょうり怪人べんとうべんの わざあり!おべんとうスペシャル                | 木曜 | ※なし                                 | カラフルサラダ三重奏                        | 04月16日04月20日        |
| 22 | りょうり怪人べんとうべんの わざあり!おべんとうスペシャル                | 金曜 | ※なし                                 | うんめ〜!!ももとさくらのかんてんゼリー      | 04月16日04月20日        |
| 23 | ゴミのみらい絵にっき にんきものしゅうごう!めんクッキング                | 月曜 | うまれかわりたい!ペットボトル         | あっさりかんたん!あさりのパスタ             | 05月07日05月11日        |
| 23 | ゴミのみらい絵にっき にんきものしゅうごう!めんクッキング                | 火曜 | かみのカムバック                      | クルクルツルツル!ひやしちゅうか             | 05月07日05月11日        |
| 23 | ゴミのみらい絵にっき にんきものしゅうごう!めんクッキング                | 水曜 | ふくのなみだとふくのみらい            | パリパリ!シーフードやきそば                 | 05月07日05月11日        |
| 23 | ゴミのみらい絵にっき にんきものしゅうごう!めんクッキング                | 木曜 | きになるどうなる ゴミのみらい         | キラキラぱわふる!カレーうどん               | 05月07日05月11日        |
| 24 | 咲くさくパワーでやっタネ! ワンダフル!ベジタブルおやつ                   | 月曜 | やっタネ!タネが木になった!            | これぞ!にんじんパンケーキ                   | 05月21日05月25日        |
| 24 | 咲くさくパワーでやっタネ! ワンダフル!ベジタブルおやつ                   | 火曜 | やっタネ!手のひらハーブ園             | ハーブスティックのチーズクリーム            | 05月21日05月25日        |
| 24 | 咲くさくパワーでやっタネ! ワンダフル!ベジタブルおやつ                   | 水曜 | やっタネ!どきどきカラフルフラワー     | ピーマンカップのチーズマフィン              | 05月21日05月25日        |
| 24 | 咲くさくパワーでやっタネ! ワンダフル!ベジタブルおやつ                   | 木曜 | やっタネ!ボウルのちびっこガーデン     | モンブラン風 カボチャペーストケーキ         | 05月21日05月25日        |
| 25 | ジメジメつゆのアイデアお手入れ! 大スキ!お肉のオンパレード               | 月曜 | フケツかいけつ!まないたシップ         | トコトン!モーモーハンバーグ 1               | 06月04日06月08日        |
| 25 | ジメジメつゆのアイデアお手入れ! 大スキ!お肉のオンパレード               | 火曜 | だいこんパワーで におワンべんとうばこ | トコトン!モーモーハンバーグ 2               | 06月04日06月08日        |
| 25 | ジメジメつゆのアイデアお手入れ! 大スキ!お肉のオンパレード               | 水曜 | パタパタタオルで におい消し!          | カレー風味のこんがりチキン!                 | 06月04日06月08日        |
| 25 | ジメジメつゆのアイデアお手入れ! 大スキ!お肉のオンパレード               | 木曜 | さかさま手入れで かさルンルン!        | たこ糸グルグル!ウーロン煮ぶた               | 06月04日06月08日        |
| 26 | はかって・みれば・パーでき! アイデアかんぶつクッキング                  | 月曜 | わかった!はかったクッキング           | はるさめのとりの巣風サラダ                  | 06月25日06月29日        |
| 26 | はかって・みれば・パーでき! アイデアかんぶつクッキング                  | 火曜 | おどろき!いつでもはかるもん!          | キラキラかんてんのメロンデザート            | 06月25日06月29日        |
| 26 | はかって・みれば・パーでき! アイデアかんぶつクッキング                  | 水曜 | マークたんてい・まい 家の中の巻       | にぎやか!かんぶつチャーハン                 | 06月25日06月29日        |
| 26 | はかって・みれば・パーでき! アイデアかんぶつクッキング                  | 木曜 | マークたんてい・まい おでかけの巻     | ひじきのわふう オーブンさんど               | 06月25日06月29日        |
| 27 | プリンプリン!かためてひんやりデザート                                   | 月曜 | ※なし                                 | かぼちゃのココナッツアイス                  | 07月09日07月13日        |
| 27 | プリンプリン!かためてひんやりデザート                                   | 火曜 | ※なし                                 | カスタード・プリンセス・プリン              | 07月09日07月13日        |
| 27 | プリンプリン!かためてひんやりデザート                                   | 水曜 | ※なし                                 | マンゴー・プリンス・プリン                  | 07月09日07月13日        |
| 27 | プリンプリン!かためてひんやりデザート                                   | 木曜 | ※なし                                 | 黒ごまのミルクどうふ                        | 07月09日07月13日        |
| 28 | タンタタ・ワイド ひとりでガッテン!                                      | 週間 | ※2001年度 総集編1                     | ※2001年度 総集編1                           | 07月23日07月27日        |
| 29 | 江戸じだいへチックタック! お江戸の人気りょうり                          | 月曜 | 江戸じだいへチックタック! 1           | 江戸の町ってどんなところ?                   | 08月20日08月24日        |
| 29 | 江戸じだいへチックタック! お江戸の人気りょうり                          | 火曜 | 江戸じだいへチックタック! 2           | お江戸のごちそう あさりの汁かけごはん       | 08月20日08月24日        |
| 29 | 江戸じだいへチックタック! お江戸の人気りょうり                          | 水曜 | 江戸じだいへチックタック! 3           | お江戸の人気おかず あおなの白あえ           | 08月20日08月24日        |
| 29 | 江戸じだいへチックタック! お江戸の人気りょうり                          | 木曜 | 江戸じだいへチックタック! 4           | お江戸の人気おやつ ひんやり!くずもち        | 08月20日08月24日        |
| 30 | アイデアみがきでピッカピカ! パンパカパンと手作りパン!                   | 月曜 | サビサビ自転車ピッカピカ!             | こねこね!ねじねじ!手作りひもパン            | 09月03日09月07日        |
| 30 | アイデアみがきでピッカピカ! パンパカパンと手作りパン!                   | 火曜 | ストッキングみがきでピッカピカ!       | ラブラブ!チーズとごまのブレッド             | 09月03日09月07日        |
| 30 | アイデアみがきでピッカピカ! パンパカパンと手作りパン!                   | 水曜 | シールはがして、ツルピカキュッキュッ  | まきまき!ハムとコーンのロールパン           | 09月03日09月07日        |
| 30 | アイデアみがきでピッカピカ! パンパカパンと手作りパン!                   | 木曜 | ※なし                                 | びっくり!ビッグなアニマルあんぱん           | 09月03日09月07日        |
| 31 | オカシな国のアリスクッキング                                            | 月曜 | ※なし                                 | オカシなマーマレードティーケーキ            | 09月17日09月21日        |
| 31 | オカシな国のアリスクッキング                                            | 火曜 | ※なし                                 | ハテナのトランプサンドイッチ                | 09月17日09月21日        |
| 31 | オカシな国のアリスクッキング                                            | 水曜 | ※なし                                 | フシギなたまごそっくりポテト                | 09月17日09月21日        |
| 31 | オカシな国のアリスクッキング                                            | 木曜 | ※なし                                 | オカシなおかしなもものスープ                | 09月17日09月21日        |
| 32 | おはしの国のピカピカマナー! どどん!と どんぶりクッキング                | 月曜 | おはしの体操!1・2・3!                 | きのこいっぱい!オムレツどん                 | 10月08日10月12日        |
| 32 | おはしの国のピカピカマナー! どどん!と どんぶりクッキング                | 火曜 | いただきます!ごちそうさま!            | かぼちゃととり肉のてりやきどん              | 10月08日10月12日        |
| 32 | おはしの国のピカピカマナー! どどん!と どんぶりクッキング                | 水曜 | おはしの国のあとかたづけ!             | おもしろサラダどんぶり                      | 10月08日10月12日        |
| 32 | おはしの国のピカピカマナー! どどん!と どんぶりクッキング                | 木曜 | ※なし                                 | カラフル!おさかな3色どん                    | 10月08日10月12日        |
| 33 | なんでもツツムーチョ! ツツムーチョ・クッキング                          | 月曜 | キレイに花束をツツムーチョ!           | きんちゃくでツツムーチョ春まき              | 11月05日11月09日        |
| 33 | なんでもツツムーチョ! ツツムーチョ・クッキング                          | 火曜 | まるくてギザギザ・ツツムーチョ!       | キャベツでツツムーチョ!ツツミート           | 11月05日11月09日        |
| 33 | なんでもツツムーチョ! ツツムーチョ・クッキング                          | 水曜 | 手作りふうとうでツツムーチョ!         | カステラでツツムーチョボール                | 11月05日11月09日        |
| 33 | なんでもツツムーチョ! ツツムーチョ・クッキング                          | 木曜 | ※なし                                 | チキンでツツムーチョライス                  | 11月05日11月09日        |
| 34 | タンタタ・タウンのハッピー・クリスマス! ハッピー!クリスマス・クッキング | 月曜 | それ行け!紙コップの空とぶサンタ       | パスタたっぷり!ローストチキン 1             | 12月10日12月14日        |
| 34 | タンタタ・タウンのハッピー・クリスマス! ハッピー!クリスマス・クッキング | 火曜 | とびきりビッグなポリ袋スノーマン      | パスタたっぷり!ローストチキン 2             | 12月10日12月14日        |
| 34 | タンタタ・タウンのハッピー・クリスマス! ハッピー!クリスマス・クッキング | 水曜 | ハッピー!サンタのプレゼント           | ハッピー!フルーツリースのクリスマスケーキ 1 | 12月10日12月14日        |
| 34 | タンタタ・タウンのハッピー・クリスマス! ハッピー!クリスマス・クッキング | 木曜 | ほんきーハウスのクリスマスパーティー  | ハッピー!フルーツリースのクリスマスケーキ 2 | 12月10日12月14日        |
| 35 | タンタタ・ワイド おしゃべり!まいルーム                                  | 週間 | ※2001年度 総集編2                     | ※2001年度 総集編2                           | 12月24日12月28日        |
| SP | お正月もやってるもん!                                                   | 金曜 | タンタタかるた大会                    | タンタタかるた大会                          | 2002年 01月04日         |
| 36 | タンタタ・ワイド おしゃべり!まいルーム                                  | 週間 | ※2001年度 総集編3                     | ※2001年度 総集編3                           | 01月07日01月11日        |
| 37 | ゆびあみリリアンで冬ファッション! へんしん!もちもちクッキング           | 月曜 | かみかざり                            | スイートもちもちドーナッツ                  | 01月14日01月18日        |
| 37 | ゆびあみリリアンで冬ファッション! へんしん!もちもちクッキング           | 火曜 | ベルト                                | もちもちオープンオムレツ                    | 01月14日01月18日        |
| 37 | ゆびあみリリアンで冬ファッション! へんしん!もちもちクッキング           | 水曜 | マフラー                              | スティックいそべもち                        | 01月14日01月18日        |
| 37 | ゆびあみリリアンで冬ファッション! へんしん!もちもちクッキング           | 木曜 | ※なし                                 | アンアンもちもちおこげ                      | 01月14日01月18日        |
| 38 | おいしい!ワールドスープカップ                                           | 月曜 | ※なし                                 | フカヒレ風チャイニーズツルツルスープ        | 02月04日02月08日        |
| 38 | おいしい!ワールドスープカップ                                           | 火曜 | ※なし                                 | トムヤンクン風すっきり飲みタイスープ        | 02月04日02月08日        |
| 38 | おいしい!ワールドスープカップ                                           | 水曜 | ※なし                                 | ボルシチ風さむい国のポカポカスープ          | 02月04日02月08日        |
| 38 | おいしい!ワールドスープカップ                                           | 木曜 | ※なし                                 | ブイヤベース風海のなかまわんさかスープ      | 02月04日02月08日        |
| 39 | タンタタ・ワイド まいちゃんのタンタタわくわくアルバム                   | 週間 | ※2001年度 総集編4                     | ※2001年度 総集編4                           | 02月25日03月01日        |
| 40 | タンタタ・ワイド まいちゃんのタンタタわくわくアルバム                   | 週間 | ※2001年度 総集編5                     | ※2001年度 総集編5                           | 03月11日03月15日        |
| 41 | かんしゃパーでき!ひとりでできるもん! 心をこめて パーできクッキング      | 月曜 | ゆっくリズムで おそうじできるもん!    | フリフリ いろいろおにぎり                   | 03月18日03月22日        |
| 41 | かんしゃパーでき!ひとりでできるもん! 心をこめて パーできクッキング      | 火曜 | あさもパーでき!できるもん             | たまごパッカン!パンオムレツ                 | 03月18日03月22日        |
| 41 | かんしゃパーでき!ひとりでできるもん! 心をこめて パーできクッキング      | 水曜 | ハンカチきれいに できるもん!          | げんきでマル!花たばクレープ                 | 03月18日03月22日        |
| 41 | かんしゃパーでき!ひとりでできるもん! 心をこめて パーできクッキング      | 木曜 | アレコレいろいろ できるもん!          | アレコレいろいろ できるもん!                | 03月18日03月22日        |
| 41 | かんしゃパーでき!ひとりでできるもん! 心をこめて パーできクッキング      | 金曜 | パーでき!ひとりでできるもん!          | ホカホカとろりん!ミルクシチュー             | 03月18日03月22日        |

### どきドキキッチン
| 週 | タイトル                                  | 曜日 | サブタイトル                                        | 本放送日                |
| -- | ----------------------------------------- | ---- | --------------------------------------------------- | ----------------------- |
| 01 | どきドキたまごクッキング                  | 月曜 | どきドキハートのとろりんめだまやき                  | 2002年 04月01日04月05日 |
| 01 | どきドキたまごクッキング                  | 火曜 | どきドキシャカシャカ!ミルクセーキ                   | 2002年 04月01日04月05日 |
| 01 | どきドキたまごクッキング                  | 水曜 | くるっとどきドキ!ロールたまごやき                   | 2002年 04月01日04月05日 |
| 01 | どきドキたまごクッキング                  | 木曜 | ふんわり!どきドキ・フレンチトースト                 | 2002年 04月01日04月05日 |
| 02 | やさしいやさいのサラダ・クッキング        | 月曜 | どっきりパッカン!きゅうりとトマトのツナサラダ       | 04月15日04月19日        |
| 02 | やさしいやさいのサラダ・クッキング        | 火曜 | どっきりドレッシング!キャベツ畑のちぎりサラダ       | 04月15日04月19日        |
| 02 | やさしいやさいのサラダ・クッキング        | 水曜 | どっきりパリっと!レタスのミモザサラダ               | 04月15日04月19日        |
| 02 | やさしいやさいのサラダ・クッキング        | 木曜 | ホクホクおいしい!カボチャのサラダ                   | 04月15日04月19日        |
| 03 | クック・クッキー・クッキング              | 月曜 | ベリーグッドなハッピークッキー                      | 05月06日05月10日        |
| 03 | クック・クッキー・クッキング              | 火曜 | まぜておいしい まぜまぜクッキー                     | 05月06日05月10日        |
| 03 | クック・クッキー・クッキング              | 水曜 | 食べてビックリ!日本風クッキー                       | 05月06日05月10日        |
| 03 | クック・クッキー・クッキング              | 木曜 | どきドキ☆みんなのにがおえクッキー                   | 05月06日05月10日        |
| 04 | なんどでもサンドイッチ!                   | 月曜 | ソフトで四角なサーモンサンド                        | 05月20日05月24日        |
| 04 | なんどでもサンドイッチ!                   | 火曜 | まるまるバナナロールサンド                          | 05月20日05月24日        |
| 04 | なんどでもサンドイッチ!                   | 水曜 | ぬりぬりたまごの三角サンド                          | 05月20日05月24日        |
| 04 | なんどでもサンドイッチ!                   | 木曜 | ハートのケーキ風サンド                              | 05月20日05月24日        |
| 05 | コンロでパッチン!クッキング               | 月曜 | かわむきツルリン!マッシュポテト                     | 06月03日06月07日        |
| 05 | コンロでパッチン!クッキング               | 火曜 | ツルリン!トマトのほうれんそうサラダ                 | 06月03日06月07日        |
| 05 | コンロでパッチン!クッキング               | 水曜 | とろととろんこ!スクランブルエッグ                   | 06月03日06月07日        |
| 05 | コンロでパッチン!クッキング               | 木曜 | デリシャスソースのカリッとポークソテー              | 06月03日06月07日        |
| 06 | こめこめマンのへんしん!ごはんスペシャル   | 月曜 | おいしさ全開!ほかほかごはん                         | 06月24日06月28日        |
| 06 | こめこめマンのへんしん!ごはんスペシャル   | 火曜 | へんしん!3色フリフリおにぎり                        | 06月24日06月28日        |
| 06 | こめこめマンのへんしん!ごはんスペシャル   | 水曜 | まぜまぜ へんしん!カレーごはん                      | 06月24日06月28日        |
| 06 | こめこめマンのへんしん!ごはんスペシャル   | 木曜 | こめこめ かんたんピラフ                             | 06月24日06月28日        |
| 07 | ひやっとぷるるん!夏デザート               | 月曜 | ひんやりフローズンデザート                          | 07月08日07月12日        |
| 07 | ひやっとぷるるん!夏デザート               | 火曜 | くるくるボールのフルーツかんてん                    | 07月08日07月12日        |
| 07 | ひやっとぷるるん!夏デザート               | 水曜 | ごきげん!パンナコッタ                               | 07月08日07月12日        |
| 07 | ひやっとぷるるん!夏デザート               | 木曜 | シャッキリ!アンニンどうふ                           | 07月08日07月12日        |
| 08 | クック店長のクッキングライブラリー        | 週間 | ※2002年度 総集編1                                   | 07月22日07月26日        |
| 09 | イタリア・ゆっくりいただきます!           | 週間 | イタリア・ゆっくりいただきます! 1 - 5               | 08月19日08月23日        |
| 10 | おいしさツルツル!アイデアめんりょうり     | 月曜 | びっくり!さわやかそうめんサラダ                     | 09月02日09月06日        |
| 10 | おいしさツルツル!アイデアめんりょうり     | 火曜 | ひんやりすっきり!そうめんデザート                   | 09月02日09月06日        |
| 10 | おいしさツルツル!アイデアめんりょうり     | 水曜 | だしもおまかせ!シンプルかけうどん                   | 09月02日09月06日        |
| 10 | おいしさツルツル!アイデアめんりょうり     | 木曜 | フーフー和風やきそば                                | 09月02日09月06日        |
| 11 | ふっくら・あったか!秋おやつ               | 月曜 | 早ワザ!ムクムクむしケーキ                           | 09月16日09月20日        |
| 11 | ふっくら・あったか!秋おやつ               | 火曜 | トレビアーンなフレンチクレープ                      | 09月16日09月20日        |
| 11 | ふっくら・あったか!秋おやつ               | 水曜 | まんまる お月見ケーキ まるごと!                     | 09月16日09月20日        |
| 11 | ふっくら・あったか!秋おやつ               | 木曜 | ふんわりクリームのさっくりドラやき                  | 09月16日09月20日        |
| 12 | 秋の王さまサツマイモ                      | 月曜 | トップニュースはホームメイドやきいも!               | 10月07日10月11日        |
| 12 | 秋の王さまサツマイモ                      | 火曜 | ホッコリ!サツマイモごはん                           | 10月07日10月11日        |
| 12 | 秋の王さまサツマイモ                      | 水曜 | いがいとばっちり!いもとぶどうのマヨマヨサラダ       | 10月07日10月11日        |
| 12 | 秋の王さまサツマイモ                      | 木曜 | ぽってりボートのスイートポテト                      | 10月07日10月11日        |
| 13 | ほうちょうトントン!秋りょうり             | 月曜 | ミミぴょん!りんごのウサギ                           | 11月04日11月08日        |
| 13 | ほうちょうトントン!秋りょうり             | 火曜 | すりすりトントン・りんごジャム                      | 11月04日11月08日        |
| 13 | ほうちょうトントン!秋りょうり             | 水曜 | だいこんのフルーティサラダ                          | 11月04日11月08日        |
| 13 | ほうちょうトントン!秋りょうり             | 木曜 | スペシャルおでんアラモード                          | 11月04日11月08日        |
| 14 | どきドキ!クリスマスパーティー・クッキング | 月曜 | ワザあり!アイデア・オードブル大しゅうごう           | 12月09日12月13日        |
| 14 | どきドキ!クリスマスパーティー・クッキング | 火曜 | さらさら〜 とろーり! あかとみどりのパーティースープ | 12月09日12月13日        |
| 14 | どきドキ!クリスマスパーティー・クッキング | 水曜 | キラキラツリーのスペシャルバーグ                    | 12月09日12月13日        |
| 14 | どきドキ!クリスマスパーティー・クッキング | 木曜 | バナナをサンドのスペシャル切りかぶケーキ            | 12月09日12月13日        |
| 15 | クックのクッキングライブラリー            | 週間 | ※2002年度 総集編2                                   | 12月23日12月27日        |
| 16 | チャイナたっぷり たべちゃいな！           | 月曜 | パクパク!ギョウザザウルス                           | 2003年 01月06日01月10日 |
| 16 | チャイナたっぷり たべちゃいな！           | 火曜 | カラフル 3色しゅうまい                              | 2003年 01月06日01月10日 |
| 16 | チャイナたっぷり たべちゃいな！           | 水曜 | もちもち 中国風ちまき                               | 2003年 01月06日01月10日 |
| 16 | チャイナたっぷり たべちゃいな！           | 木曜 | 手づくり あったかあんまん                           | 2003年 01月06日01月10日 |
| 17 | はてな?!クッキングクイズショー            | 週間 | ※2002年度 総集編3                                   | 01月20日01月24日        |
| 18 | からだもこころも!ほっかほかレストラン     | 月曜 | からだもホット! かんたんリゾット                    | 02月03日02月07日        |
| 18 | からだもこころも!ほっかほかレストラン     | 火曜 | ふたりでひとつ? ボックスグラタン                    | 02月03日02月07日        |
| 18 | からだもこころも!ほっかほかレストラン     | 水曜 | ホットなフルーツ やきりんご                         | 02月03日02月07日        |
| 18 | からだもこころも!ほっかほかレストラン     | 木曜 | ホットなチョコレートドリンクとレモネード            | 02月03日02月07日        |
| 19 | はてな?!クッキングクイズショー            | 週間 | ※2002年度 総集編4                                   | 02月24日02月28日        |
| 20 | 和風?洋風?ハイカラおかしスペシャル        | 月曜 | プルプルきらきら リンゴようかん                     | 03月03日03月07日        |
| 20 | 和風?洋風?ハイカラおかしスペシャル        | 火曜 | 春よこいこい! 3色マシュマロ                         | 03月03日03月07日        |
| 20 | 和風?洋風?ハイカラおかしスペシャル        | 水曜 | フルーツいっぱい! 白玉あんみつ                      | 03月03日03月07日        |
| 20 | 和風?洋風?ハイカラおかしスペシャル        | 木曜 | クルリン! 包むと巻くのさくらもち                    | 03月03日03月07日        |
| 21 | はるのどきドキ!おべんとうスペシャル       | 月曜 | マルマルどきドキ ハンバーグ                         | 03月24日03月28日        |
| 21 | はるのどきドキ!おべんとうスペシャル       | 火曜 | ナナも大すき ハニーさつまいもとコールスローサラダ   | 03月24日03月28日        |
| 21 | はるのどきドキ!おべんとうスペシャル       | 水曜 | クックのにがおえ 三色ごはん まるごと!               | 03月24日03月28日        |
| 21 | はるのどきドキ!おべんとうスペシャル       | 木曜 | おしゃれないちごのミルクゼリー かわきにワザあり!    | 03月24日03月28日        |

| タイトル                         | ロケ場所 | 初回放送日時                   | 備考      |
| -------------------------------- | -------- | ------------------------------ | --------- |
| どきドキピザでブラボー☆イタリア! | イタリア | 2002年11月23日 土曜10:00-10:45 | [ 注 12 ] |

| 週 | タイトル                                  | 曜日 | サブタイトル                                                   | 本放送日                |
| -- | ----------------------------------------- | ---- | -------------------------------------------------------------- | ----------------------- |
| 22 | レッツ!オムレツ&オムライス                | 月曜 | くるっとキレイな!チキンオムライス                              | 2003年 04月07日04月11日 |
| 22 | レッツ!オムレツ&オムライス                | 火曜 | かんたん まぜまぜオムライス                                    | 2003年 04月07日04月11日 |
| 22 | レッツ!オムレツ&オムライス                | 水曜 | コンコン!わざあり!プレーンオムレツ                             | 2003年 04月07日04月11日 |
| 22 | レッツ!オムレツ&オムライス                | 木曜 | グッドな具のピザ風オムレツ                                     | 2003年 04月07日04月11日 |
| 23 | フルーツまんさい!パラダイス               | 月曜 | とろーり!フルーツ春まき                                        | 04月21日04月25日        |
| 23 | フルーツまんさい!パラダイス               | 火曜 | ごちそう!パイナップルソテー                                    | 04月21日04月25日        |
| 23 | フルーツまんさい!パラダイス               | 水曜 | フルーツ・すし・バラエティ!                                    | 04月21日04月25日        |
| 23 | フルーツまんさい!パラダイス               | 木曜 | レッツトライ!トライフル                                        | 04月21日04月25日        |
| 24 | どきドキいろいろ!パンクッキング           | 月曜 | どきドキ まねっこホットドッグ                                  | 05月05日05月09日        |
| 24 | どきドキいろいろ!パンクッキング           | 火曜 | パリジャンな チキンサンド                                      | 05月05日05月09日        |
| 24 | どきドキいろいろ!パンクッキング           | 水曜 | のりのり!のり巻きサンド                                        | 05月05日05月09日        |
| 24 | どきドキいろいろ!パンクッキング           | 木曜 | フルーツケーキバーガー                                         | 05月05日05月09日        |
| 25 | どきドキ!モーニング・サービス・クッキング | 月曜 | モーニングにピッタリ!手づくりコーンフレーク                    | 05月19日05月23日        |
| 25 | どきドキ!モーニング・サービス・クッキング | 火曜 | トッピングッドな チャイニーズおかゆ                            | 05月19日05月23日        |
| 25 | どきドキ!モーニング・サービス・クッキング | 水曜 | 元気100パー! モーニング野菜パスタスープ                        | 05月19日05月23日        |
| 25 | どきドキ!モーニング・サービス・クッキング | 木曜 | ポテッとポテトの手まきサラダ・モーニング                       | 05月19日05月23日        |
| 26 | どんぶりでドンドン!クッキング             | 月曜 | ランランきぶんの たまごどん                                    | 06月02日06月06日        |
| 26 | どんぶりでドンドン!クッキング             | 火曜 | モウ!どきドキどん!                                             | 06月02日06月06日        |
| 26 | どんぶりでドンドン!クッキング             | 水曜 | わっ!わっ!和風のシーフードン!                                  | 06月02日06月06日        |
| 26 | どんぶりでドンドン!クッキング             | 木曜 | どんなの?サラダどん                                            | 06月02日06月06日        |
| 27 | プリン!プリン!クッキング                  | 月曜 | プリンのスター!カスタードプリン                                | 06月16日06月20日        |
| 27 | プリン!プリン!クッキング                  | 火曜 | アツアツまんぷく!パンプディング                                | 06月16日06月20日        |
| 27 | プリン!プリン!クッキング                  | 水曜 | やる気まんまん!マンゴープリン                                  | 06月16日06月20日        |
| 27 | プリン!プリン!クッキング                  | 木曜 | チチンプイプイ!黒ごまプリン                                    | 06月16日06月20日        |
| 28 | 夏だ!おまつりグルメ                       | 月曜 | 食べてびっくり!どきドキ☆やき                                   | 07月07日07月11日        |
| 28 | 夏だ!おまつりグルメ                       | 火曜 | カラフル!三色ごへいもち                                        | 07月07日07月11日        |
| 28 | 夏だ!おまつりグルメ                       | 水曜 | フレッシュ☆フルーツキャンディ / どきドキキッチン風べっこうあめ | 07月07日07月11日        |
| 28 | 夏だ!おまつりグルメ                       | 木曜 | かんたん!ミートソースのじゃがバター / おまつりこんにゃくボール | 07月07日07月11日        |
| 29 | 夏!どきドキ!ほっかいどうスペシャル        | 週間 | 夏!どきドキ!ほっかいどうスペシャル 1 - 5                       | 08月18日08月20日        |
| 30 | はじめてのおさかなクッキング              | 月曜 | さわやかカレー味!いわしのタタキーノ                            | 09月01日09月05日        |
| 30 | はじめてのおさかなクッキング              | 火曜 | ふっくら!いわしのハンバーグ                                    | 09月01日09月05日        |
| 30 | はじめてのおさかなクッキング              | 水曜 | こんがりバターのサーモンムニエル                               | 09月01日09月05日        |
| 30 | はじめてのおさかなクッキング              | 木曜 | どきドキ風!アサリのかんたんパエリア                            | 09月01日09月05日        |
| 31 | ヘンシン!こなこなミックスでクッキング     | 月曜 | ホットなアップルホットケーキ                                   | 09月15日09月19日        |
| 31 | ヘンシン!こなこなミックスでクッキング     | 火曜 | ホットケーキミックスで☆ 肉まん・あんまん                       | 09月15日09月19日        |
| 31 | ヘンシン!こなこなミックスでクッキング     | 水曜 | ハーフ＆ハーフのホットケーキピザ                               | 09月15日09月19日        |
| 31 | ヘンシン!こなこなミックスでクッキング     | 木曜 | クルクルリン!かんたんバウムクーヘン                            | 09月15日09月19日        |
| 32 | ほっくり・ポテトバラエティ                | 月曜 | じゃがいも畑のポテトサラダ                                     | 10月06日10月10日        |
| 32 | ほっくり・ポテトバラエティ                | 火曜 | とろーり・ポテトポタージュ                                     | 10月06日10月10日        |
| 32 | ほっくり・ポテトバラエティ                | 水曜 | まんまる・コロコロ・コロッケ                                   | 10月06日10月10日        |
| 32 | ほっくり・ポテトバラエティ                | 木曜 | とてもホットな ホクホク肉じゃが                                | 10月06日10月10日        |
| 33 | どきドキ!パスタdeクッキング               | 月曜 | かぼちゃの ぷるぷるニョッキ                                    | 11月03日11月07日        |
| 33 | どきドキ!パスタdeクッキング               | 火曜 | ラクラク!たらこdeスパゲッティ                                  | 11月03日11月07日        |
| 33 | どきドキ!パスタdeクッキング               | 水曜 | ワザあり!どきドキキッチン風ナポリタン                          | 11月03日11月07日        |
| 33 | どきドキ!パスタdeクッキング               | 木曜 | 大まんぞく!グラッチェ!グラタン                                 | 11月03日11月07日        |
| 34 | はてな?!クッキングクイズショー            | 週間 | ※2003年度 総集編1                                              | 11月17日11月21日        |
| 35 | アイデア おとうふ・クッキング             | 月曜 | ツブレテール・とうふスープとジャム                             | 12月08日12月12日        |
| 35 | アイデア おとうふ・クッキング             | 火曜 | トマトーレ・クックどうふ                                       | 12月08日12月12日        |
| 35 | アイデア おとうふ・クッキング             | 水曜 | 手づくり!プリンプリンどうふ                                    | 12月08日12月12日        |
| 35 | アイデア おとうふ・クッキング             | 木曜 | てりやきどうふのクックバーガー                                 | 12月08日12月12日        |
| 36 | はてな?!クッキングクイズショー            | 週間 | ※2003年度 総集編2                                              | 12月22日12月26日        |
| 37 | おなべひとつで!ぽかぽかスープ             | 月曜 | たっぷりやさいの肉だんごなべ                                   | 2004年 01月05日01月09日 |
| 37 | おなべひとつで!ぽかぽかスープ             | 火曜 | おてがる!きがるなクラムチャウダー                              | 2004年 01月05日01月09日 |
| 37 | おなべひとつで!ぽかぽかスープ             | 水曜 | 海のさちまんさい!イカとトマトのグツグツスープ                  | 2004年 01月05日01月09日 |
| 37 | おなべひとつで!ぽかぽかスープ             | 木曜 | ころころおいしい おにぎりなべ                                  | 2004年 01月05日01月09日 |
| 38 | やさいのおかしクッキング                  | 月曜 | たまごやき風 にんじんケーキ                                    | 01月26日01月30日        |
| 38 | やさいのおかしクッキング                  | 火曜 | れんこんのカップルケーキ                                       | 01月26日01月30日        |
| 38 | やさいのおかしクッキング                  | 水曜 | みたらしあんのおやさい3色だんご                                | 01月26日01月30日        |
| 38 | やさいのおかしクッキング                  | 木曜 | ごぼうとクルミのチョコケーキ                                   | 01月26日01月30日        |
| 39 | ナナとゆうゆうずのおいしい時間            | 週間 | ※2003年度 総集編3                                              | 02月16日02月20日        |
| 40 | ごきげん だいこんパラダイス               | 月曜 | チキンとだいこんのグツグツにこみ                               | 02月23日02月27日        |
| 40 | ごきげん だいこんパラダイス               | 火曜 | ほっとホットな だいこんサラダ                                  | 02月23日02月27日        |
| 40 | ごきげん だいこんパラダイス               | 水曜 | トロリンとろける マーボーだいこん                              | 02月23日02月27日        |
| 40 | ごきげん だいこんパラダイス               | 木曜 | ヘルシーうれしー!だいこんステーキ                              | 02月23日02月27日        |
| 41 | クックの思い出ビデオアルバム              | 週間 | ※2003年度 総集編4                                              | 03月15日03月19日        |
| 42 | ありがとう!どきドキキッチン               | 月曜 | あったかココアコーンスープ                                     | 03月22日03月26日        |
| 42 | ありがとう!どきドキキッチン               | 火曜 | ナナもびっくり?はちみつチキンソテー                            | 03月22日03月26日        |
| 42 | ありがとう!どきドキキッチン               | 水曜 | コン吉のいなりずし                                             | 03月22日03月26日        |
| 42 | ありがとう!どきドキキッチン               | 木曜 | まるごと!グレープフルーツゼリー                                | 03月22日03月26日        |

### どこでもクッキング
| 週 | タイトル / 出演者                | 曜日 | サブタイトル                                                       | 本放送日                |
| -- | -------------------------------- | ---- | ------------------------------------------------------------------ | ----------------------- |
| 01 | 静岡県伊豆アジー・クマ           | 月曜 | カスタードクリームケーキ                                           | 2004年 04月05日04月09日 |
| 01 | 静岡県伊豆アジー・クマ           | 火曜 | わさびのおこのみやき                                               | 2004年 04月05日04月09日 |
| 01 | 静岡県伊豆アジー・クマ           | 水曜 | しいたけケーキずし                                                 | 2004年 04月05日04月09日 |
| 01 | 静岡県伊豆アジー・クマ           | 木曜 | いちごたっぷりケーキ                                               | 2004年 04月05日04月09日 |
| 01 | 静岡県伊豆アジー・クマ           | 金曜 | しいたけスクランブルエッグ&オムレツ                                | 2004年 04月05日04月09日 |
| 02 | 熊本県阿蘇味々エダモト           | 月曜 | パワーアップコーンスープ                                           | 04月19日04月23日        |
| 02 | 熊本県阿蘇味々エダモト           | 火曜 | たかなチャーハン                                                   | 04月19日04月23日        |
| 02 | 熊本県阿蘇味々エダモト           | 水曜 | アスパラしゅうまい                                                 | 04月19日04月23日        |
| 02 | 熊本県阿蘇味々エダモト           | 木曜 | きららのあいをあたえる 親子丼                                      | 04月19日04月23日        |
| 02 | 熊本県阿蘇味々エダモト           | 金曜 | とうふとたかなのフワフワふりかけ                                   | 04月19日04月23日        |
| 03 | 神奈川県横須賀市アジー・クマ     | 月曜 | オムスキカレーピラフ                                               | 05月03日05月07日        |
| 03 | 神奈川県横須賀市アジー・クマ     | 火曜 | 水ぎょうざ                                                         | 05月03日05月07日        |
| 03 | 神奈川県横須賀市アジー・クマ     | 水曜 | 花といちごのパフェ                                                 | 05月03日05月07日        |
| 03 | 神奈川県横須賀市アジー・クマ     | 木曜 | カラフルスパゲッティ                                               | 05月03日05月07日        |
| 03 | 神奈川県横須賀市アジー・クマ     | 金曜 | だいこんの塩もみ ごま油風味、だいこんの皮いため                    | 05月03日05月07日        |
| 04 | 東京都練馬区味々エダモト         | 月曜 | くるくるロールキャベツ                                             | 05月17日05月21日        |
| 04 | 東京都練馬区味々エダモト         | 火曜 | 野菜たっぷりカレー                                                 | 05月17日05月21日        |
| 04 | 東京都練馬区味々エダモト         | 水曜 | くまさんオムライス                                                 | 05月17日05月21日        |
| 04 | 東京都練馬区味々エダモト         | 木曜 | みんなだいすきラーメン                                             | 05月17日05月21日        |
| 04 | 東京都練馬区味々エダモト         | 金曜 | ソラマメのすがたやき、ソラマメサンド                               | 05月17日05月21日        |
| 05 | 東京都江東区味々エダモト         | 月曜 | うめマカロニ                                                       | 06月07日06月11日        |
| 05 | 東京都江東区味々エダモト         | 火曜 | いりおから                                                         | 06月07日06月11日        |
| 05 | 東京都江東区味々エダモト         | 水曜 | いろいろアイデアアイス                                             | 06月07日06月11日        |
| 05 | 東京都江東区味々エダモト         | 木曜 | かたくり粉のかんたんくずもち                                       | 06月07日06月11日        |
| 05 | 東京都江東区味々エダモト         | 金曜 | イタリアングルメレストラン                                         | 06月07日06月11日        |
| 06 | 福島県須賀川市アジー・クマ       | 月曜 | スパースタジアムどんぶり                                           | 06月21日06月25日        |
| 06 | 福島県須賀川市アジー・クマ       | 火曜 | フルーツ盛りだくさんチーズタルト                                   | 06月21日06月25日        |
| 06 | 福島県須賀川市アジー・クマ       | 水曜 | お魚ホットケーキ                                                   | 06月21日06月25日        |
| 06 | 福島県須賀川市アジー・クマ       | 木曜 | 友情深まる たけのこカレー                                          | 06月21日06月25日        |
| 06 | 福島県須賀川市アジー・クマ       | 金曜 | きゅうりと卵白の塩炒めどんぶり                                     | 06月21日06月25日        |
| 07 | 千葉県夷隅郡味々エダモト         | 月曜 | ガーリックライス with フライドエッグ                               | 07月12日07月16日        |
| 07 | 千葉県夷隅郡味々エダモト         | 火曜 | お手紙クッキー                                                     | 07月12日07月16日        |
| 07 | 千葉県夷隅郡味々エダモト         | 水曜 | 80才おめでとうライス                                               | 07月12日07月16日        |
| 07 | 千葉県夷隅郡味々エダモト         | 木曜 | 愛情たっぷり弁当                                                   | 07月12日07月16日        |
| 07 | 千葉県夷隅郡味々エダモト         | 金曜 | 豪華 殿様かいせん冷やし中華                                        | 07月12日07月16日        |
| 08 | 青森県七戸町アジー・クマ         | 月曜 | 長いもの白玉あんみつ                                               | 07月26日07月30日        |
| 08 | 青森県七戸町アジー・クマ         | 火曜 | ながいものグラタン                                                 | 07月26日07月30日        |
| 08 | 青森県七戸町アジー・クマ         | 水曜 | うさぎの森                                                         | 07月26日07月30日        |
| 08 | 青森県七戸町アジー・クマ         | 木曜 | カラフルくるくるのり巻き                                           | 07月26日07月30日        |
| 08 | 青森県七戸町アジー・クマ         | 金曜 | 3色やさいの牛肉巻き                                                | 07月26日07月30日        |
| 09 | 東京都練馬区・中野区アジー・クマ | 月曜 | アジクマ風 お魚ホットケーキ                                        | 08月23日08月27日        |
| 09 | 東京都練馬区・中野区アジー・クマ | 火曜 | アジクマ風 焼きぎょうざ                                            | 08月23日08月27日        |
| 09 | 東京都練馬区・中野区アジー・クマ | 水曜 | フルーツレアチーズタルト                                           | 08月23日08月27日        |
| 09 | 東京都練馬区・中野区アジー・クマ | 木曜 | アジクマ風 オムライス                                              | 08月23日08月27日        |
| 09 | 東京都練馬区・中野区アジー・クマ | 金曜 | まぐろのムニエル アジクマ風                                        | 08月23日08月27日        |
| 10 | 石川県金沢市味々エダモト         | 月曜 | 太きゅうりサラダ                                                   | 09月06日09月10日        |
| 10 | 石川県金沢市味々エダモト         | 火曜 | 金沢産フルーツポンチ                                               | 09月06日09月10日        |
| 10 | 石川県金沢市味々エダモト         | 水曜 | スイカレー                                                         | 09月06日09月10日        |
| 10 | 石川県金沢市味々エダモト         | 木曜 | スペシャル赤かぼちゃプリン                                         | 09月06日09月10日        |
| 10 | 石川県金沢市味々エダモト         | 金曜 | サクッとサクサクれんこんピザ、太きゅうりのピクルス                 | 09月06日09月10日        |
| 11 | 群馬県川場村アジー・クマ         | 月曜 | なつやさいのたっぷりサラダ                                         | 09月27日10月01日        |
| 11 | 群馬県川場村アジー・クマ         | 火曜 | おむすびハンバーグ                                                 | 09月27日10月01日        |
| 11 | 群馬県川場村アジー・クマ         | 水曜 | ベジタブルサーターアンダギー                                       | 09月27日10月01日        |
| 11 | 群馬県川場村アジー・クマ         | 木曜 | 抹茶ロールケーキ ブルーベリーソースがけ                            | 09月27日10月01日        |
| 11 | 群馬県川場村アジー・クマ         | 金曜 | アジクマ流ハンバーグ〜ぐんまスペシャル〜                           | 09月27日10月01日        |
| 12 | 山形県山形市味々エダモト         | 月曜 | ゴーヤーチャンプルー                                               | 10月11日10月15日        |
| 12 | 山形県山形市味々エダモト         | 火曜 | 元気いっぱい!!とくせいオムケーキ                                   | 10月11日10月15日        |
| 12 | 山形県山形市味々エダモト         | 水曜 | やさいいっぱいスープ                                               | 10月11日10月15日        |
| 12 | 山形県山形市味々エダモト         | 木曜 | 夢のフルーツBOX                                                    | 10月11日10月15日        |
| 12 | 山形県山形市味々エダモト         | 金曜 | 里芋とこんにゃくのぺったんこ焼き                                   | 10月11日10月15日        |
| 13 | 東京都練馬区味々エダモト         | 月曜 | 蒸しやさいのほかほかサラダ                                         | 11月01日11月05日        |
| 13 | 東京都練馬区味々エダモト         | 火曜 | さつまいものポタージュ&かりんとう                                  | 11月01日11月05日        |
| 13 | 東京都練馬区味々エダモト         | 水曜 | 白菜のクリームスパゲッティ                                         | 11月01日11月05日        |
| 13 | 東京都練馬区味々エダモト         | 木曜 | チョコレートブラウニー                                             | 11月01日11月05日        |
| 13 | 東京都練馬区味々エダモト         | 金曜 | いちごとはちみつのグミ                                             | 11月01日11月05日        |
| 14 | 京都府京田辺市アジー・クマ       | 月曜 | 幸せのぶたまん                                                     | 11月15日11月19日        |
| 14 | 京都府京田辺市アジー・クマ       | 火曜 | あやのスペシャルサンド                                             | 11月15日11月19日        |
| 14 | 京都府京田辺市アジー・クマ       | 水曜 | スペシャルピザ                                                     | 11月15日11月19日        |
| 14 | 京都府京田辺市アジー・クマ       | 木曜 | お兄ちゃんニコニコフルーツいっぱい 仲なおりケーキ                  | 11月15日11月19日        |
| 14 | 京都府京田辺市アジー・クマ       | 金曜 | お茶めしのつけもの入りたまごやきにお茶のあんかけちゃった!?どんぶり | 11月15日11月19日        |
| 15 | 埼玉県さいたま市味々エダモト     | 月曜 | にぎやかポトフ                                                     | 11月29日12月03日        |
| 15 | 埼玉県さいたま市味々エダモト     | 火曜 | びっくりかぼちゃ!!!                                                | 11月29日12月03日        |
| 15 | 埼玉県さいたま市味々エダモト     | 水曜 | カラフルあかちゃまランチ                                           | 11月29日12月03日        |
| 15 | 埼玉県さいたま市味々エダモト     | 木曜 | ラグビーボールのもだんやき                                         | 11月29日12月03日        |
| 15 | 埼玉県さいたま市味々エダモト     | 金曜 | 豚玉天のお好み焼き                                                 | 11月29日12月03日        |
| 16 | 岡山県瀬戸内市アジー・クマ       | 月曜 | カキの炊きこみごはん                                               | 12月13日12月17日        |
| 16 | 岡山県瀬戸内市アジー・クマ       | 火曜 | チャレンジ パエリア                                                | 12月13日12月17日        |
| 16 | 岡山県瀬戸内市アジー・クマ       | 水曜 | やさいたっぷりカキカレー                                           | 12月13日12月17日        |
| 16 | 岡山県瀬戸内市アジー・クマ       | 木曜 | スーパー焼きチキン                                                 | 12月13日12月17日        |
| 16 | 岡山県瀬戸内市アジー・クマ       | 金曜 | ままかりのオリーブかけたらおいしいな 鰆のムニエル漁師風            | 12月13日12月17日        |
| 17 | 東京都小平市アジー・クマ         | 月曜 | さといも3色フライだんご                                            | 2005年 01月10日01月14日 |
| 17 | 東京都小平市アジー・クマ         | 火曜 | コールスローサラダ                                                 | 2005年 01月10日01月14日 |
| 17 | 東京都小平市アジー・クマ         | 水曜 | 長いものにょきにょきニョッキ                                       | 2005年 01月10日01月14日 |
| 17 | 東京都小平市アジー・クマ         | 木曜 | ローストポーク                                                     | 2005年 01月10日01月14日 |
| 17 | 東京都小平市アジー・クマ         | 金曜 | いちごの食パンロールケーキ                                         | 2005年 01月10日01月14日 |
| 18 | 愛媛県三崎町味々エダモト         | 月曜 | いきいきいたずし                                                   | 01月24日01月28日        |
| 18 | 愛媛県三崎町味々エダモト         | 火曜 | たいがのもりもりまんぷくじる                                       | 01月24日01月28日        |
| 18 | 愛媛県三崎町味々エダモト         | 水曜 | 肉じゃがゴロゴロ                                                   | 01月24日01月28日        |
| 18 | 愛媛県三崎町味々エダモト         | 木曜 | 冬のあつあつたちうおだんごなべ                                     | 01月24日01月28日        |
| 18 | 愛媛県三崎町味々エダモト         | 金曜 | エダモン風 鯵ごはん                                                | 01月24日01月28日        |
| 19 | 神奈川県横浜市アジー・クマ       | 月曜 | パパみたいに大きくてあったかい くじらしゅうまい                    | 02月14日02月18日        |
| 19 | 神奈川県横浜市アジー・クマ       | 火曜 | 元きのこ つぼやき                                                  | 02月14日02月18日        |
| 19 | 神奈川県横浜市アジー・クマ       | 水曜 | 雪だるまコロッケ                                                   | 02月14日02月18日        |
| 19 | 神奈川県横浜市アジー・クマ       | 木曜 | まほうのミラクルオムライス                                         | 02月14日02月18日        |
| 19 | 神奈川県横浜市アジー・クマ       | 金曜 | 黄色杏仁豆腐                                                       | 02月14日02月18日        |
| 20 | 愛知県豊田市味々エダモト         | 月曜 | 下山村 lastチャーハン                                              | 03月07日03月11日        |
| 20 | 愛知県豊田市味々エダモト         | 火曜 | 野菜たっぷりカラフルピザ                                           | 03月07日03月11日        |
| 20 | 愛知県豊田市味々エダモト         | 水曜 | うさぎランチ                                                       | 03月07日03月11日        |
| 20 | 愛知県豊田市味々エダモト         | 木曜 | サクサク和風コロッケ!                                              | 03月07日03月11日        |
| 20 | 愛知県豊田市味々エダモト         | 金曜 | みそにこみうどん                                                   | 03月07日03月11日        |
| 21 | 東京都港区味々エダモト           | 月曜 | フライパンで豆腐パン                                               | 03月21日03月25日        |
| 21 | 東京都港区味々エダモト           | 火曜 | スーパーいちごスペシャル                                           | 03月21日03月25日        |
| 21 | 東京都港区味々エダモト           | 水曜 | キャベツ炒めサンドイッチ                                           | 03月21日03月25日        |
| 21 | 東京都港区味々エダモト           | 木曜 | 目玉焼きフライ                                                     | 03月21日03月25日        |
| 21 | 東京都港区味々エダモト           | 金曜 | 鶏なると                                                           | 03月21日03月25日        |

| 週 | タイトル / 出演者                               | 曜日 | サブタイトル                               | 本放送日                |
| -- | ----------------------------------------------- | ---- | ------------------------------------------ | ----------------------- |
| 22 | 沖縄県玉城村アジー・クマ                        | 月曜 | もずくと海ぶどうのヒラヤーチ               | 2005年 04月04日04月08日 |
| 22 | 沖縄県玉城村アジー・クマ                        | 火曜 | ベジタブルポテトもっちもち                 | 2005年 04月04日04月08日 |
| 22 | 沖縄県玉城村アジー・クマ                        | 水曜 | ワンちゃんタコライス                       | 2005年 04月04日04月08日 |
| 22 | 沖縄県玉城村アジー・クマ                        | 木曜 | 元気もりもりハンバーグ                     | 2005年 04月04日04月08日 |
| 22 | 沖縄県玉城村アジー・クマ                        | 金曜 | アジクマブイヤベース                       | 2005年 04月04日04月08日 |
| 23 | 和歌山県白浜町味々エダモト                      | 月曜 | いわしのからあげあんかけ                   | 04月18日04月22日        |
| 23 | 和歌山県白浜町味々エダモト                      | 火曜 | ありがとうプリン                           | 04月18日04月22日        |
| 23 | 和歌山県白浜町味々エダモト                      | 水曜 | およめいなり                               | 04月18日04月22日        |
| 23 | 和歌山県白浜町味々エダモト                      | 木曜 | さばのピカタ                               | 04月18日04月22日        |
| 23 | 和歌山県白浜町味々エダモト                      | 金曜 | 豚肉の梅みそどんぶり                       | 04月18日04月22日        |
| 24 | 東京都多摩市アジー・クマ                        | 月曜 | スーパーミックスグラタン                   | 05月02日05月06日        |
| 24 | 東京都多摩市アジー・クマ                        | 火曜 | ヨッシーのワクワクダイエット料理           | 05月02日05月06日        |
| 24 | 東京都多摩市アジー・クマ                        | 水曜 | 森のくまコロッケ                           | 05月02日05月06日        |
| 24 | 東京都多摩市アジー・クマ                        | 木曜 | にじとうさぎのありがとうランチ             | 05月02日05月06日        |
| 24 | 東京都多摩市アジー・クマ                        | 金曜 | ビフテキアジクマ風                         | 05月02日05月06日        |
| 25 | 東京都港区・豊島区 外国の子どもたち味々エダモト | 月曜 | フランス スペシャルチョコレートケーキ      | 05月16日05月20日        |
| 25 | 東京都港区・豊島区 外国の子どもたち味々エダモト | 火曜 | インド スターカレー                        | 05月16日05月20日        |
| 25 | 東京都港区・豊島区 外国の子どもたち味々エダモト | 水曜 | アメリカ合衆国 スラッピージョー            | 05月16日05月20日        |
| 25 | 東京都港区・豊島区 外国の子どもたち味々エダモト | 木曜 | 韓国 パパだいすきチャップチェ              | 05月16日05月20日        |
| 25 | 東京都港区・豊島区 外国の子どもたち味々エダモト | 金曜 | タピオカのココナッツミルク                 | 05月16日05月20日        |
| 26 | 東京都江東区 クッキングクイズショー味々エダモト | 月曜 | たまごの袋煮                               | 06月06日06月10日        |
| 26 | 東京都江東区 クッキングクイズショー味々エダモト | 火曜 | 鶏肉のまんまあげ                           | 06月06日06月10日        |
| 26 | 東京都江東区 クッキングクイズショー味々エダモト | 水曜 | たまごやき、オムレツ                       | 06月06日06月10日        |
| 26 | 東京都江東区 クッキングクイズショー味々エダモト | 木曜 | ミートボールの炊きこみごはん               | 06月06日06月10日        |
| 26 | 東京都江東区 クッキングクイズショー味々エダモト | 金曜 | ごはんピザ                                 | 06月06日06月10日        |
| 27 | 山梨県甲府市アジー・クマ                        | 月曜 | 米の粉ピザ                                 | 06月13日06月17日        |
| 27 | 山梨県甲府市アジー・クマ                        | 火曜 | パパのけんこう僕が守る野菜料理             | 06月13日06月17日        |
| 27 | 山梨県甲府市アジー・クマ                        | 水曜 | スゴクおいしいはるまきだー                 | 06月13日06月17日        |
| 27 | 山梨県甲府市アジー・クマ                        | 木曜 | 初めての味ラタトゥイユ                     | 06月13日06月17日        |
| 27 | 山梨県甲府市アジー・クマ                        | 金曜 | ほうとうパスタ山梨風                       | 06月13日06月17日        |
| 28 | 島根県松江市味々エダモト                        | 月曜 | えとものおさしみスペシャル                 | 07月04日07月08日        |
| 28 | 島根県松江市味々エダモト                        | 火曜 | バースデーちらしずしサンド                 | 07月04日07月08日        |
| 28 | 島根県松江市味々エダモト                        | 水曜 | ほかほかしじみカラフルご飯                 | 07月04日07月08日        |
| 28 | 島根県松江市味々エダモト                        | 木曜 | つかれもふっとぶ!レモンのパウンドケーキ!?  | 07月04日07月08日        |
| 28 | 島根県松江市味々エダモト                        | 金曜 | あわびとエリンギのスパゲティ               | 07月04日07月08日        |
| 29 | 岐阜県高山市アジー・クマ                        | 月曜 | げんきもりもりカレーライス                 | 07月18日07月22日        |
| 29 | 岐阜県高山市アジー・クマ                        | 火曜 | おおきなおおきなおにぎり                   | 07月18日07月22日        |
| 29 | 岐阜県高山市アジー・クマ                        | 水曜 | にっこり朴葉ずし                           | 07月18日07月22日        |
| 29 | 岐阜県高山市アジー・クマ                        | 木曜 | ニコニコ親子クレープ                       | 07月18日07月22日        |
| 29 | 岐阜県高山市アジー・クマ                        | 金曜 | アジクマみたらしだんご                     | 07月18日07月22日        |
| 30 | 神奈川県相模湖町 キャンプ料理アジー・クマ       | 月曜 | アジクマ風いろいろスモーク                 | 08月15日08月19日        |
| 30 | 神奈川県相模湖町 キャンプ料理アジー・クマ       | 火曜 | キャンプdeシュラスコ                       | 08月15日08月19日        |
| 30 | 神奈川県相模湖町 キャンプ料理アジー・クマ       | 水曜 | アジクマ風カラフルサテ                     | 08月15日08月19日        |
| 30 | 神奈川県相模湖町 キャンプ料理アジー・クマ       | 木曜 | かぼちゃの丸ごと焼き                       | 08月15日08月19日        |
| 30 | 神奈川県相模湖町 キャンプ料理アジー・クマ       | 金曜 | キャンプバームクーヘン                     | 08月15日08月19日        |
| 31 | 秋田県大仙市味々エダモト                        | 月曜 | やる気いっぱいチャーハン                   | 08月29日09月02日        |
| 31 | 秋田県大仙市味々エダモト                        | 火曜 | みんなハッピー米米ロール                   | 08月29日09月02日        |
| 31 | 秋田県大仙市味々エダモト                        | 水曜 | おとうさんがんばれカレーうどん             | 08月29日09月02日        |
| 31 | 秋田県大仙市味々エダモト                        | 木曜 | にわポテ・ひよポテ・たまポテ 仲よし親子    | 08月29日09月02日        |
| 31 | 秋田県大仙市味々エダモト                        | 金曜 | ずんだとあんこ 2色のおはぎ                 | 08月29日09月02日        |
| 32 | 福岡県北九州市アジー・クマ                      | 月曜 | 二人で仲よくワンタンスープ                 | 09月26日09月30日        |
| 32 | 福岡県北九州市アジー・クマ                      | 火曜 | びっくりやきうどん                         | 09月26日09月30日        |
| 32 | 福岡県北九州市アジー・クマ                      | 水曜 | テニスラケットカレーパイ                   | 09月26日09月30日        |
| 32 | 福岡県北九州市アジー・クマ                      | 木曜 | 渚風海の幸たっぷりサラダ                   | 09月26日09月30日        |
| 32 | 福岡県北九州市アジー・クマ                      | 金曜 | アジクマめんたいこスパゲティー             | 09月26日09月30日        |
| 33 | 北海道幕別町味々エダモト                        | 月曜 | ヤムワッカジンギスカン                     | 10月10日10月14日        |
| 33 | 北海道幕別町味々エダモト                        | 火曜 | ながながながいもダンゴ                     | 10月10日10月14日        |
| 33 | 北海道幕別町味々エダモト                        | 水曜 | 牛乳豆腐入り和風スープ                     | 10月10日10月14日        |
| 33 | 北海道幕別町味々エダモト                        | 木曜 | インカのフラワーポテト                     | 10月10日10月14日        |
| 33 | 北海道幕別町味々エダモト                        | 金曜 | たっぷりレタスのエダモン風ぶた丼           | 10月10日10月14日        |
| 34 | 栃木県藤原町 世界旅行しながらアジー・クマ       | 月曜 | ミラノかつ丼                               | 10月24日10月28日        |
| 34 | 栃木県藤原町 世界旅行しながらアジー・クマ       | 火曜 | 梨入り和風ハンバーガー                     | 10月24日10月28日        |
| 34 | 栃木県藤原町 世界旅行しながらアジー・クマ       | 水曜 | 中国風さばの黒酢あん                       | 10月24日10月28日        |
| 34 | 栃木県藤原町 世界旅行しながらアジー・クマ       | 木曜 | さつまいもごはんと豆カレー                 | 10月24日10月28日        |
| 34 | 栃木県藤原町 世界旅行しながらアジー・クマ       | 金曜 | なすとたまねぎのコンポート                 | 10月24日10月28日        |
| 35 | 長野県飯山市味々エダモト                        | 月曜 | きのこたっぷり笹ずし                       | 11月07日11月11日        |
| 35 | 長野県飯山市味々エダモト                        | 火曜 | きのこおいしんぼう                         | 11月07日11月11日        |
| 35 | 長野県飯山市味々エダモト                        | 水曜 | 秋のほかほか炊きこみごはん                 | 11月07日11月11日        |
| 35 | 長野県飯山市味々エダモト                        | 木曜 | お父さんも食べれるりんごケーキ             | 11月07日11月11日        |
| 35 | 長野県飯山市味々エダモト                        | 金曜 | 野沢菜入りのいためそば                     | 11月07日11月11日        |
| 36 | 新潟県南魚沼市アジー・クマ                      | 月曜 | 合格祈願かに玉丼                           | 11月21日11月25日        |
| 36 | 新潟県南魚沼市アジー・クマ                      | 火曜 | ベジピカサンド                             | 11月21日11月25日        |
| 36 | 新潟県南魚沼市アジー・クマ                      | 水曜 | パワーアップコロッケ                       | 11月21日11月25日        |
| 36 | 新潟県南魚沼市アジー・クマ                      | 木曜 | コシヒカリビビンバーグ                     | 11月21日11月25日        |
| 36 | 新潟県南魚沼市アジー・クマ                      | 金曜 | アジクマ風鮭といくらの親子丼               | 11月21日11月25日        |
| 37 | 滋賀県東近江市味々エダモト                      | 月曜 | もりもりやさいステーキ                     | 12月12日12月16日        |
| 37 | 滋賀県東近江市味々エダモト                      | 火曜 | ブリとトマトソース煮＆水菜                 | 12月12日12月16日        |
| 37 | 滋賀県東近江市味々エダモト                      | 水曜 | 元気もりもり近江牛たっぷりのライスコロッケ | 12月12日12月16日        |
| 37 | 滋賀県東近江市味々エダモト                      | 木曜 | 元気いっぱいなべ                           | 12月12日12月16日        |
| 37 | 滋賀県東近江市味々エダモト                      | 金曜 | ホットケーキツリー                         | 12月12日12月16日        |
| 38 | 群馬県川場村 おもちでクッキング味々エダモト     | 月曜 | カスタードもち                             | 2006年 01月09日01月13日 |
| 38 | 群馬県川場村 おもちでクッキング味々エダモト     | 火曜 | 長いもソースのもちグラタン                 | 2006年 01月09日01月13日 |
| 38 | 群馬県川場村 おもちでクッキング味々エダモト     | 水曜 | ミルクぜんざい                             | 2006年 01月09日01月13日 |
| 38 | 群馬県川場村 おもちでクッキング味々エダモト     | 木曜 | もち豚キムチ                               | 2006年 01月09日01月13日 |
| 38 | 群馬県川場村 おもちでクッキング味々エダモト     | 金曜 | おもちスナック                             | 2006年 01月09日01月13日 |
| 39 | 高知県佐賀町アジー・クマ                        | 月曜 | 生春まきまきぐるぐるカツオ                 | 01月23日01月27日        |
| 39 | 高知県佐賀町アジー・クマ                        | 火曜 | かぼちゃ丸ごとホカホカスープ               | 01月23日01月27日        |
| 39 | 高知県佐賀町アジー・クマ                        | 水曜 | ほっぺたおちるかつおのたたき               | 01月23日01月27日        |
| 39 | 高知県佐賀町アジー・クマ                        | 木曜 | こんがりガーリックカツオサンドイッチ       | 01月23日01月27日        |
| 39 | 高知県佐賀町アジー・クマ                        | 金曜 | アジクマ風かつおの五目ずし すまし汁        | 01月23日01月27日        |
| 40 | 富山県射水市アジー・クマ                        | 月曜 | もりもりどんぶり                           | 02月20日02月24日        |
| 40 | 富山県射水市アジー・クマ                        | 火曜 | 白えび五目あんかけごはん                   | 02月20日02月24日        |
| 40 | 富山県射水市アジー・クマ                        | 水曜 | パンのおうちへようこそ!                    | 02月20日02月24日        |
| 40 | 富山県射水市アジー・クマ                        | 木曜 | げんきにがんばりましょうがライス           | 02月20日02月24日        |
| 40 | 富山県射水市アジー・クマ                        | 金曜 | かにたっぷりトマトクリームスパゲティ       | 02月20日02月24日        |
| 41 | 鹿児島県曽於市味々エダモト                      | 月曜 | ホカホカ春雨スープ                         | 03月06日03月10日        |
| 41 | 鹿児島県曽於市味々エダモト                      | 火曜 | おいしいがね                               | 03月06日03月10日        |
| 41 | 鹿児島県曽於市味々エダモト                      | 水曜 | 牛まきたまご                               | 03月06日03月10日        |
| 41 | 鹿児島県曽於市味々エダモト                      | 木曜 | みんなでワイワイ セレクトプレッツェル      | 03月06日03月10日        |
| 41 | 鹿児島県曽於市味々エダモト                      | 金曜 | さつま汁                                   | 03月06日03月10日        |
| 42 | 神奈川県箱根町 お弁当でクッキングアジー・クマ   | 月曜 | アジクマ風お弁当ハンバーグ                 | 03月20日03月24日        |
| 42 | 神奈川県箱根町 お弁当でクッキングアジー・クマ   | 火曜 | アジクマ風ぶりのてりやき弁当               | 03月20日03月24日        |
| 42 | 神奈川県箱根町 お弁当でクッキングアジー・クマ   | 水曜 | アジクマ風たまご焼き                       | 03月20日03月24日        |
| 42 | 神奈川県箱根町 お弁当でクッキングアジー・クマ   | 木曜 | アジクマ風五色太巻き                       | 03月20日03月24日        |
| 42 | 神奈川県箱根町 お弁当でクッキングアジー・クマ   | 金曜 | アジクマ風とりのからあげ                   | 03月20日03月24日        |

## 関連商品
- CD・VHS・DVDの発売元は日本コロムビア（2002年10月から番組終了まではコロムビアミュージックエンタテインメント）。

### ゲーム
ゲームボーイ
- 『ひとりでできるもん! 〜クッキング伝説〜』 バップより1992年12月18日発売

クイズ方式のRPGという異色作だが、クイズの内容は日常的に料理をしている者ではないと難しい。
さらに、問題数が少ないので何度も同じ問題が出る、HPを消費してアイテムを買う様子が少女売春や強制労働を連想させる、突然強敵とエンカウントするなどゲームバランスが悪い、パスワード制でありパスワードを打って再開するとこれまで獲得したアイテムが全部消去された状態になるなど低年齢層向けとは言えない出来になっている。
プレイステーション
- 『キッズステーション ひとりでできるもん!』 バンダイより2001年4月26日発売

PC（Windows/Macintosh）
- 『NHK ひとりでできるもん!』 NHKエデュケーショナル・株式会社レイより1995年発売

## シリーズ終了後
2006年4月からは後継番組として『味楽る!ミミカ』が放送開始。この番組は『ひとりでできるもん!』とほぼ同じスタッフによる子供向け食育番組だったものの、ほとんどが止め絵アニメで、大きく内容が異なった。番組は3年間放送され、1年目は子役がスタジオで料理する形式だったが、2・3年目は料理の作り方の紹介だけになり、視聴者によるクッキングのコーナーが追加された。
その後も『クッキンアイドル アイ!マイ!まいん!』→『すすめ!キッチン戦隊クックルン』→『ゴー!ゴー!キッチン戦隊クックルン』と、本番組の内容を一部踏襲した子供向け料理番組は現在も放送されている。
2009年5月6日には『ETV50 もう一度みたい教育テレビ こどもスペシャル』で、第1シリーズの第1回が字幕放送を実施のうえで再放送された。
『Eテレタイムマシン』では、2023年5月12日から6月9日まで第1シリーズの第1回 - 第4回・第6回 - 第9回が放送された。2024年4月3日から4月24日まで第1シリーズの2年目（弟の文が登場する回）を放送した。